# Suezcrisis
De Suezcrisis was een conflict in 1956 over het bezit van en de toegang tot het Suezkanaal. Het leidde tot de Suezoorlog in de Sinaï, tussen Egypte aan de ene kant en Israël, het Verenigd Koninkrijk en Frankrijk aan de andere kant. Er sneuvelden naar schatting enige duizenden Egyptenaren, 231 Israëlische soldaten en enkele tientallen Britten en Fransen. De gevechten duurden van 31 oktober tot en met 6 november 1956, de Israëlische bezetting van de Sinaïwoestijn en de Gazastrook werd in maart 1957 opgeheven. De Suezoorlog wordt vaak gezien als het definitieve einde van Frankrijk en het Verenigd Koninkrijk als grootmachten.

## Achtergronden

### De opkomst van Nasser
Op 23 juli 1952 was koning Faroek van Egypte afgezet door een staatsgreep van een groep Arabisch-nationalisten onder leiding van luitenant-kolonel Nasser en deze laatste had de macht overgenomen. In november 1954 werd Nasser president van Egypte. Hij wilde neutraal blijven tegenover de twee partijen van de Koude Oorlog, de westerse wereld en de Sovjet-Unie, en zocht samenwerking met andere landen die zich niet aan een der machtsblokken wilden binden, wat zou leiden tot de Beweging van Niet-Gebonden Landen.

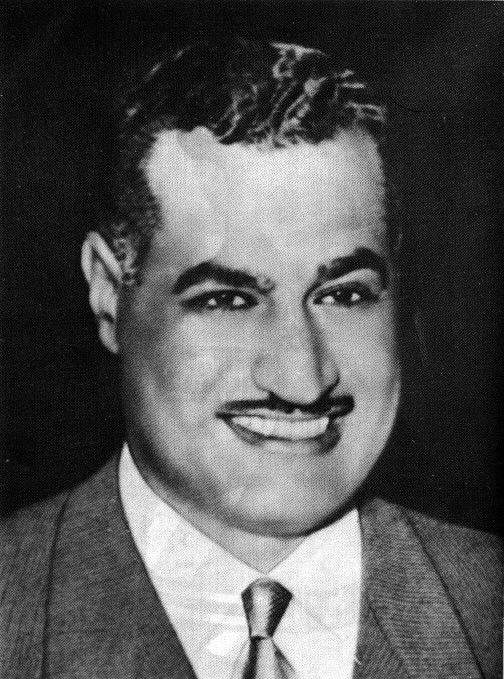
Nasser was een charismatisch leider

Faroek was vrij gehoorzaam aan de Britten geweest, die Egypte als een protectoraat beschouwden, en was een vijand van Israël. Na de staatsgreep legden Israël en Egypte voorzichtige contacten om te zien in hoeverre ze tegen hun gezamenlijke oude Britse overheersers konden optreden. In 1954 begonnen de Britten geleidelijk hun troepen uit Egypte terug te trekken. Israël vreesde dat daarmee een matigende invloed zou wegvallen. De Israëlische geheime dienst meende toen tussen de Egyptenaren en Britten te kunnen stoken door Egyptische Joden een reeks bomaanslagen op publieke ruimten te laten uitvoeren. Juli 1954 werd de nogal amateuristisch opgezette operatie door de Egyptenaren opgerold. Vredesonderhandelingen werden afgebroken. De pijnlijke affaire vergiftigde voor jaren de verhoudingen tussen Egypte en Israël en leidde juist tot een toenadering tussen Egypte en het VK.
In oktober 1954 waren Egypte en het Verenigd Koninkrijk overeengekomen dat de Britten hun basis bij het Suezkanaal binnen twintig maanden gefaseerd zouden ontruimen. Ze zouden zeven jaar het recht behouden terug te keren. Pas in 1968 zou de soevereiniteit over de Suezkanaalzone volledig naar Egypte overgaan. In februari 1955 verslechterde de relatie met de Britten echter snel toen Irak toetrad tot het Pact van Bagdad. Nasser zag dit als een reactionaire coalitie die tegen hem gericht was. Hij vermoedde een complot van het huis van de Hasjemieten om hem ten val te brengen en te vervangen door een koning. In ieder geval tastte het zijn vermeende leiderschap van de Arabische wereld aan, waarvoor hij de Iraakse premier Nuri al-Said als een rivaal zag. Om zijn machtspositie te verbeteren wilde hij een groot wapenarsenaal opbouwen. Dat was hem al beloofd door de Verenigde Staten van Amerika die een Middle East Defense Organization wilden oprichten met Egypte als hoofdlid. Nu het er op aankwam, reageerden de VS echter aarzelend. Ze hadden met de Britten en Fransen in 1950 een Tripartite Declaration opgesteld waarin ze aangaven een machtsbalans te willen handhaven tussen Israël en de Arabische landen. Wapenleveranties aan de Arabieren zouden in evenwicht gehouden moeten worden door leveringen aan de IDF, maar dat zou leiden tot een ongewenste wapenwedloop, oplopende spanningen en een agressievere buitenlandse politiek van de zionisten, die door de Arabische staten tot grote verbazing van de Amerikanen meer gevreesd werden dan de communisten. Nasser wilde ook niet toezeggen dat hij de wapens nooit tegen Israël zou inzetten.

### Wapenleveranties uit Tsjecho-Slowakije
In april 1955 had Nasser contacten gelegd met communistische staten tijdens de Bandungconferentie. Hij ging in de zomer van 1955 in het geheim onderhandelingen voeren met de Sovjet-Unie over wapenleveranties. Nikita Chroesjtsjov was graag bereid te leveren om zijn invloed in het Midden-Oosten te vergroten, zij het niet de modernste wapens. Nasser wilde vooral tanks hebben maar kreeg de geavanceerde T-55 niet. Van de T-34-85 had de Sovjet-Unie grote voorraden maar die stamden nog uit de Tweede Wereldoorlog en deze voertuigen waren flink versleten. Om bondgenoten te voorzien liet men Tsjecho-Slowakije nieuwe voertuigen bouwen. Al in 1951 had Egypte een deal met Tsjecho-Slowakije gesloten voor de levering van oude Duitse typen in ruil voor een deel van de katoenoogst. De Tsjechen hadden de nakoming daarvan steeds opgeschort maar nu gaf de Sovjet-Unie het groene licht voor een veel ruimere export. Op 27 september 1955 maakte Nasser bekend dat hij een bestelling geplaatst had voor 230 T-34's, wat uiteindelijk zou uitgroeien tot 820 stuks. Zo zou hij de grootste tankvloot verwerven in het Midden-Oosten. Daarnaast kocht hij een kleine tweehonderd straalvliegtuigen en vijfhonderd stuks geschut.

#### Reactie van het Verenigd Koninkrijk

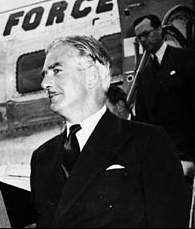
Eden werd in maart 1956 een gezworen vijand van Nasser

Het nieuws dat Sovjetwapens zouden worden aangeschaft leidde tot grote ontzetting in het Verenigd Koninkrijk. Men had al geen positief beeld van Nasser maar nu werd hij door politiek en pers afgeschilderd als een verrader en de grootste levende bedreiging voor het Britse Rijk. Men vreesde de controle over het Suezkanaal te gaan verliezen, wat de uiteindelijke ondergang van het koloniale rijk zou bezegelen. Het economische en strategische belang van het kanaal werd daarbij sterk overdreven.
Het VK wenste dat ook Jordanië tot het Pact van Bagdad zou toetreden. Nasser probeerde koning Hoessein te overtuigen hierin niet mee te gaan. Hij wilde de jonge vorst laten inzien dat die niet meer dan een marionet was van het Britse imperium. De belangrijkste Jordaanse strijdmacht, het Arabisch Legioen, stond onder Brits bevel. In feite was het niet anders dan een koloniaal leger, een erfenis uit de tijd dat Transjordanië Brits mandaatgebied was. Niet alleen was de commandant, John Bagot Glubb, een Brit, ook alle hoge officieren stonden in Britse krijgsdienst. Toen Hoessein begin 1956 voorzichtig informeerde op welke termijn Jordaniërs leiding zouden kunnen gaan geven aan hun eigen krijgsmacht, kreeg hij tot zijn verbijstering te horen dat daarin goede voortgang geboekt was: jonge inheemse ingenieurs waren in opleiding en men voorzag dat al rond 1985 de commandant van de genie een Arabier zou zijn. Maart 1956, na demonstraties in Amman waartoe radio Caïro opgeroepen had, stuurde Hoessein alle Britse officieren de laan uit. De Britse regering was geschokt. Nasser werd aangewezen als kwade genius achter deze aanslag op de Britse invloed in het Midden-Oosten. De gevolgen vielen echter mee. Hoessein vertrouwde Nasser niet en bleef een Brits bondgenoot.
Voor de Britse premier Anthony Eden vormden de ontwikkelingen in Jordanië de laatste druppel. Hij zwoer Nasser ten val te zullen gaan brengen. Edens verbeten, en volgens veel historici niet geheel rationele, fixatie op de Egyptische president is wel verklaard uit zijn slechte psychische toestand. Hij was na een galsteenoperatie verslaafd geraakt aan amfetaminen en leed aan slaapgebrek.

#### Paniek in Israël
In Israël maakten de geheime diensten en het leger zich eerst niet zo druk over de wapenverkoop. Ze dachten dat het Egyptische leger door een gebrekkige training nooit een serieuze bedreiging kon vormen, hoeveel materieel het ook aanschafte. Al snel echter nam de pers de Britse alarmistische berichtgeving over. Daarop begon ook de politiek tegen Nasser te ageren. De Egyptische president werd afgeschilderd als een extreem gevaarlijk leider met de wil en capaciteit om alle Arabieren tegen de Joodse staat te verenigen. Oud-premier David Ben-Goerion stelde dat Nassers pan-Arabisme noodzakelijkerwijs Israël als eerste doelwit had. Midden jaren vijftig was onder de bevolking door twee conflictpunten een anti-Egyptische stemming ontstaan. Het eerste was de kwestie van de zogenaamde fedayeen. Nadat in 1949 een wapenstilstand gesloten was, achtte de verdreven Arabische bevolking zich daaraan niet gehouden. Arabieren bleven de nieuwe grens oversteken om achtergelaten bezittingen op te halen, hun oude land te bewerken of de oogst daarvan te roven als het door Israëliërs in gebruik genomen was. Soms vestigde men zich weer in Israël, deed alsof men nooit vertrokken was en vroeg de Israëlische nationaliteit aan, die het recht gaf op gezinshereniging. In 1952 waren zestienduizend gevallen van zulke "infiltraties" ontdekt, geleidelijk teruglopend naar 4351 in 1955. Om dit te ontmoedigen schoot de Israëlische grenspolitie eenieder neer die poogde clandestien de grens te overschrijden. Dat leidde weer tot represailles waarbij gewapende mannen Israëlische grenswachten en burgers doodschoten. Ze werden fedayeen, "opofferingsstrijders", genoemd omdat ze bij zulke acties typisch omkwamen. Tussen 1949 en 1956 vielen aan alle grenzen 486 Israëlische doden, waarvan 101 aan de Egyptische grens. Na ernstige incidenten stak de IDF de grens over voor gewelddadige strafexpedities, waarvoor speciale eenheden werden opgericht.

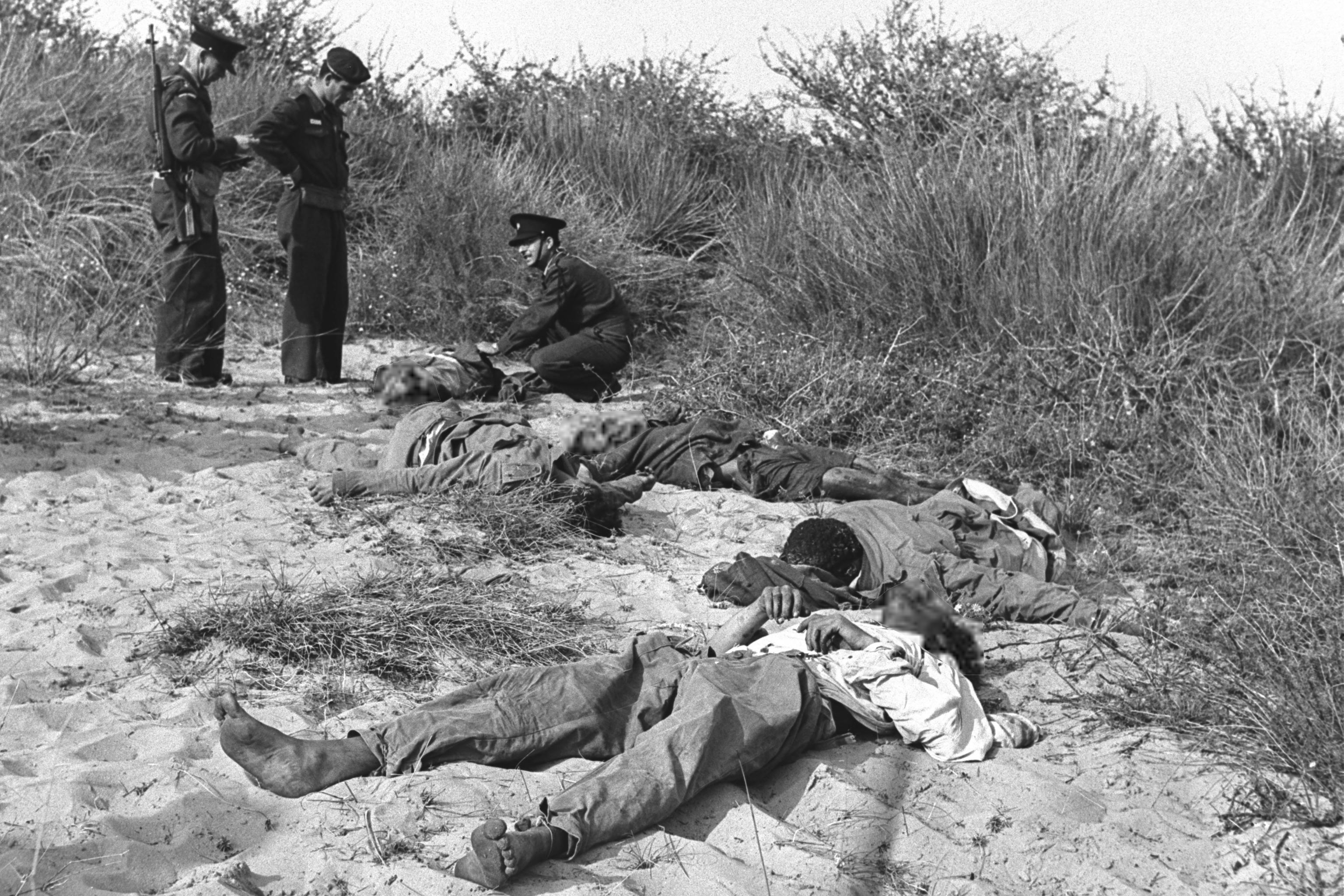
De kans voor fedayeen hun acties te overleven, was gering

Vooral bij de Gazastrook, waar Egypte formeel een Palestijnse regering erkende, was na een rustige periode tussen 1953 en 1954 de situatie flink uit de hand gelopen. Toen een man bij Rehovot van zijn fiets was geschoten en op het lijk van een van de daders een pas van de Egyptische geheime dienst werd aangetroffen, zag Ben-Goerion die in februari 1955 minister van defensie was geworden dat als een uitstekend excuus voor een vergeldingsaanval die paste bij de meer confronterende politiek die hij wilde gaan voeren. De 202e Brigade onder luitenant-kolonel Ariel Sharon viel op 28 februari 1955 het Egyptische hoofdkwartier van Gaza aan en doodde achtendertig Egyptische militairen. Dat was nog een beperkte reactie: Ben-Goerion had eerst heel de Gazastrook willen bezetten. De slechte prestatie van het Egyptische leger schokte Nasser en was de directe aanleiding voor de wapenaankopen. Na een poging irrigatiekanalen onklaar te maken, verwoestte men op 31 augustus 1955 het politiefort van Chan Joenis, met tweeënzeventig Egyptische doden ten gevolg. Nasser voelde zich niet geroepen de grens effectief af te sluiten en de Israëliërs namen hem zeer kwalijk dat hij niets deed om de activiteiten in te perken van wat ze zagen als een door Egypte aangestuurde terreurorganisatie. Later bleek dat de Egyptische legertop inderdaad bij de activiteiten betrokken was geweest maar dat Nasser dit uiteindelijk verbood om Israël niet te provoceren. De Israëlische legertop vreesde in de wereldopinie als agressor gebrandmerkt te worden maar zag in de Egyptische fedayeen een geschikte aanleiding om een oorlog uit te lokken.

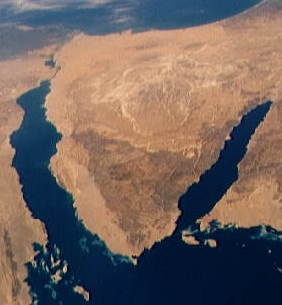
De doorvaart door de Golf van Akaba was veertien jaar lang een groot strijdpunt tussen Egypte en Israël

Een ander vraagstuk was de status van Eilat. Begin 1949 had Israël apart met de Arabische landen een aantal wapenstilstandsovereenkomsten gesloten. Toen Egypte tekende, ging het ervan uit dat de zuidelijke Negev onder Jordaanse controle zou blijven, zodat er een verbinding over land zou blijven bestaan met de oostelijke Arabische wereld. Daarna bezette Israël de zuidelijke Negev alsnog en sloot toen pas de overeenkomst met Jordanië met welk land het daarover een geheime regeling getroffen had. Aan de kust van de Golf van Akaba stonden toen niet meer dan een paar hutten. Israël legde er een havenstad aan om een zuidelijke handelsroute te openen. Het economisch belang van deze route was zeer gering maar Egypte en Israël maakten er een principepunt van. Het VN-Verdelingsplan van 1947 had de zuidelijke Negev aan een toekomstige Joodse staat toegedeeld maar Israël wilde zich daar niet simpelweg op beroepen. Het zag het plan niet als constitutief voor de eigen staat omdat men dan tot de grenzen van 1947 zou moeten terugkeren en grote veroverde gebieden weer opgeven. Het beschouwde de wapenstilstandslijnen van 1949 als voorlopige staatsgrens. Egypte wilde hetzelfde criterium toepassend alleen de lijnen erkennen zoals ze lagen toen zijn overeenkomst getekend werd, dus met de zuidelijke kust in Arabische hand. Dat was relevant omdat de toegang tot Golf van Akaba geheel bestreken werd door de territoriale wateren van Egypte en Saoedi-Arabië. Het internationaal zeerecht verplicht staten doorvaart door de eigen wateren toe te staan als dit de enige toegang vormt voor havens van andere landen maar volgens Egypte was deze regel niet van toepassing op Eilat. Israël vreesde dat als men op dit punt niet voet bij stuk hield, het Westen het gebied alsnog onder Jordaans gezag zou brengen.

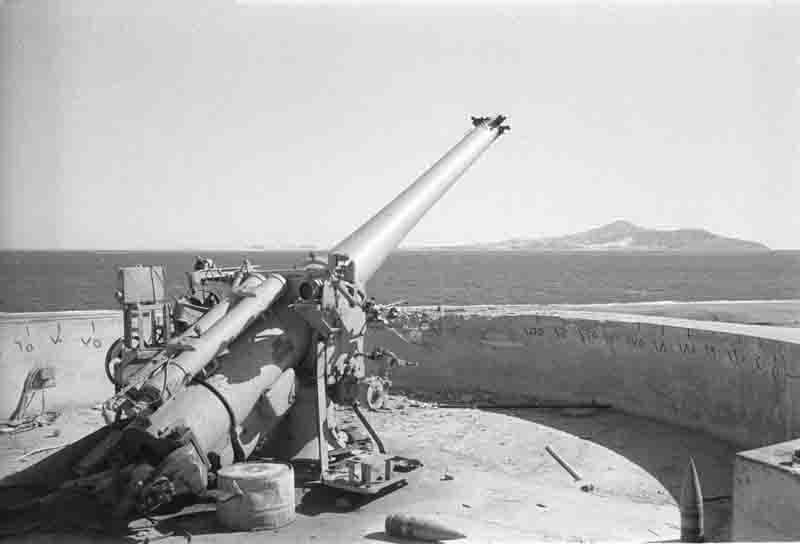
Dit stuk geschut sloot de Straat van Tiran af

Egypte begon de Straat van Tiran te blokkeren door een batterij artillerie op te stellen bij Sjarm-al-Sjeich. In 1953 hield men eerst een Deens schip tegen, in september een Grieks schip en op 1 januari 1954 een Italiaanse vrachtvaarder. Op 5 mei 1955 verklaarde Ben-Goerion dat de blokkade een casus belli zou vormen, een Egyptische oorlogsdaad. Op 29 september dreigde hij in een interview met The New York Times dat als de blokkade niet binnen een jaar opgeheven was, Israël militair zou ingrijpen. Al in januari 1954 had minister van defensie Pinhas Lavon een plan voorgesteld om de Sinaï en het Suezkanaal te veroveren, wat toen door het kabinet werd verworpen. Oktober 1955 begon men Operatie Omer voor te bereiden, de bezetting van de Sinaï. Het vermoeden was dat Nasser er alles aan zou doen om een oorlog te vermijden maar een bezetting van Sjarm-al-Sjeich nooit zou kunnen accepteren, zodat de situatie rondom Eilat een ideaal voorwendsel was om een grootschalig conflict aan te vangen. Op 2 november volgde Ben-Goerion de gematigder Moshe Sharett op als premier.
Zo'n ingrijpen zou er niet eenvoudiger op worden als Egypte zich sterk ging bewapenen. Nassers aankondiging leidde in oktober 1955 uiteindelijk tot een collectieve paniek. Het grote publiek werd verteld dat Nasser in de zomer van 1956 zou aanvallen en die vermeende dreiging werd gebruikt om de geesten rijp te maken voor de gedachte zelf als eerste toe te slaan. De vrees achter te gaan lopen in de wapenwedloop werd zo groot dat groepen burgers, ondanks de al zeer hoge defensie-uitgaven, spontaan geld begonnen in te zamelen voor de aankoop van een tank of een kanon. De aanschaf van zware wapens was voor Israël overigens niet eenvoudig. De Britten en Amerikanen stonden slechts een minimale verkoop toe van wapensystemen die als "agressief" werden gezien zoals vliegtuigen en pantservoertuigen.

#### Vijandschap met Frankrijk

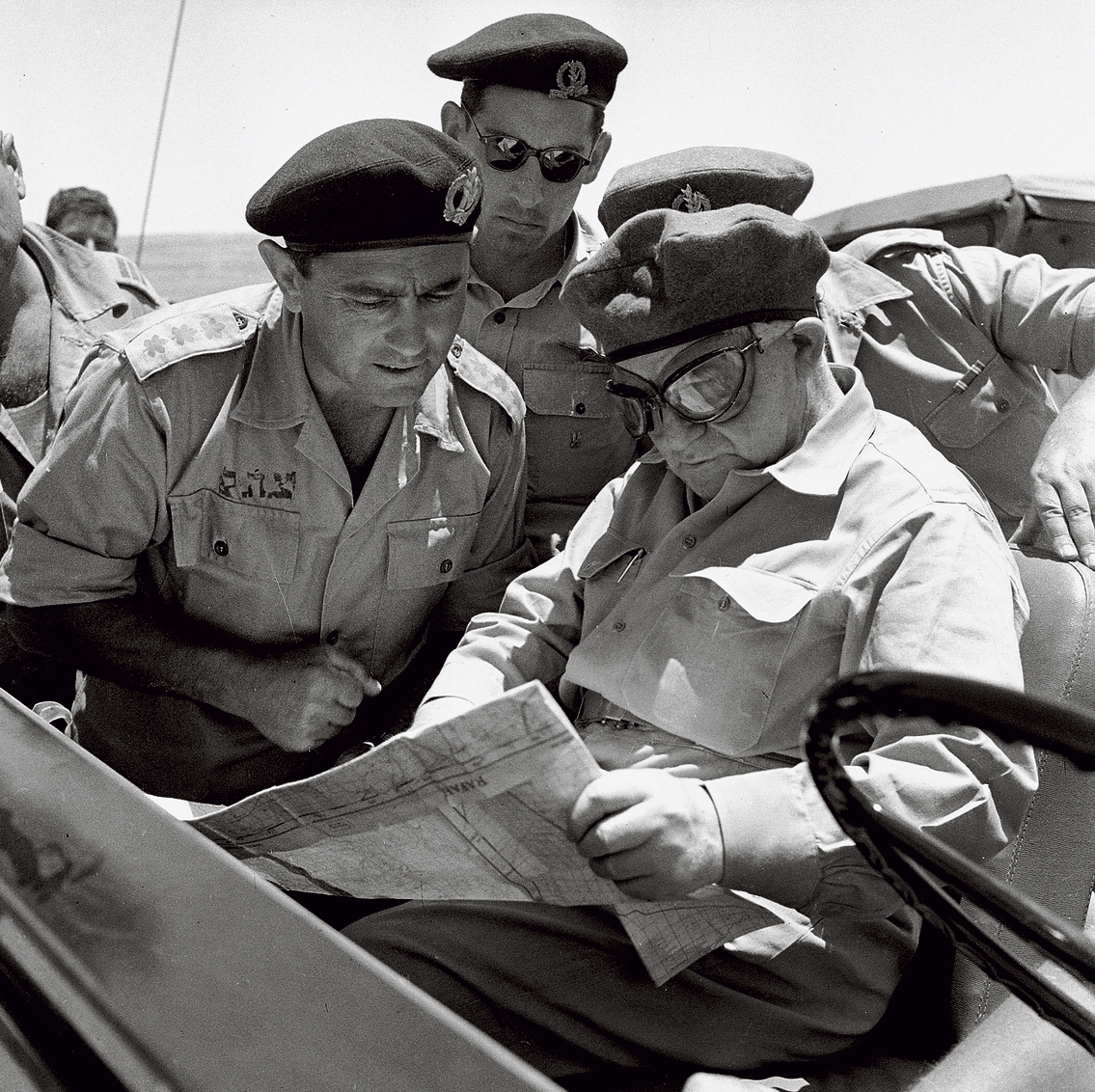
Ben-Goerion tijdens een militaire oefening in mei 1956

Een uitzondering in het collectieve embargo was Frankrijk dat nooit van plan geweest was zich serieus aan de Tripartite Declaration te houden. Sinds 1953 waren Israël en Frankrijk steeds nauwere militaire banden aangegaan. Dat kwam omdat Nasser sinds 1952 de bevolking van Algerije door radiopropaganda opriep de heerschappij van de Franse bovenlaag omver te werpen. Toen een opstand op 1 november 1954 leidde tot de bloedige Algerijnse Oorlog, wezen de Fransen hem aan als de hoofdschuldige, liever dan de oorzaak te zoeken in de structurele discriminatie en achterstelling die het gebied kenmerkte. Toen Nasser ook nog eens met schepen wapens naar de opstandelingen liet smokkelen en het Front de libération nationale toestond zijn hoofdkwartier in Caïro op re richten, raakten de Fransen vastbesloten om hem met alle mogelijke middelen ten val te brengen. Israël zagen ze als het ideale instrument om hun doel te bereiken. Men besloot dat land onbeperkt wapens te verschaffen. November 1954 reisde Sjimon Peres, toen de directeur-generaal van het Israëlische ministerie van defensie, naar Parijs, waar hij van Marie-Pierre Kœnig, de voormalige en toekomstige Franse minister van defensie, de toezegging kreeg van ruimere leveranties. In 1955 begonnen leveringen van straaljagers en tanks. Dit gold conventionele wapens. Op nucleair gebied waren Israël en Frankrijk al in 1949 een samenwerkingsverband aangegaan. Te Dimona in de Negev werd in 1958 met Franse hulp een kerncentrale aangelegd. In de jaren zestig zou dat uiteindelijk onder leiding van Peres leiden tot de fabricage van de eerste Israëlische atoombom.

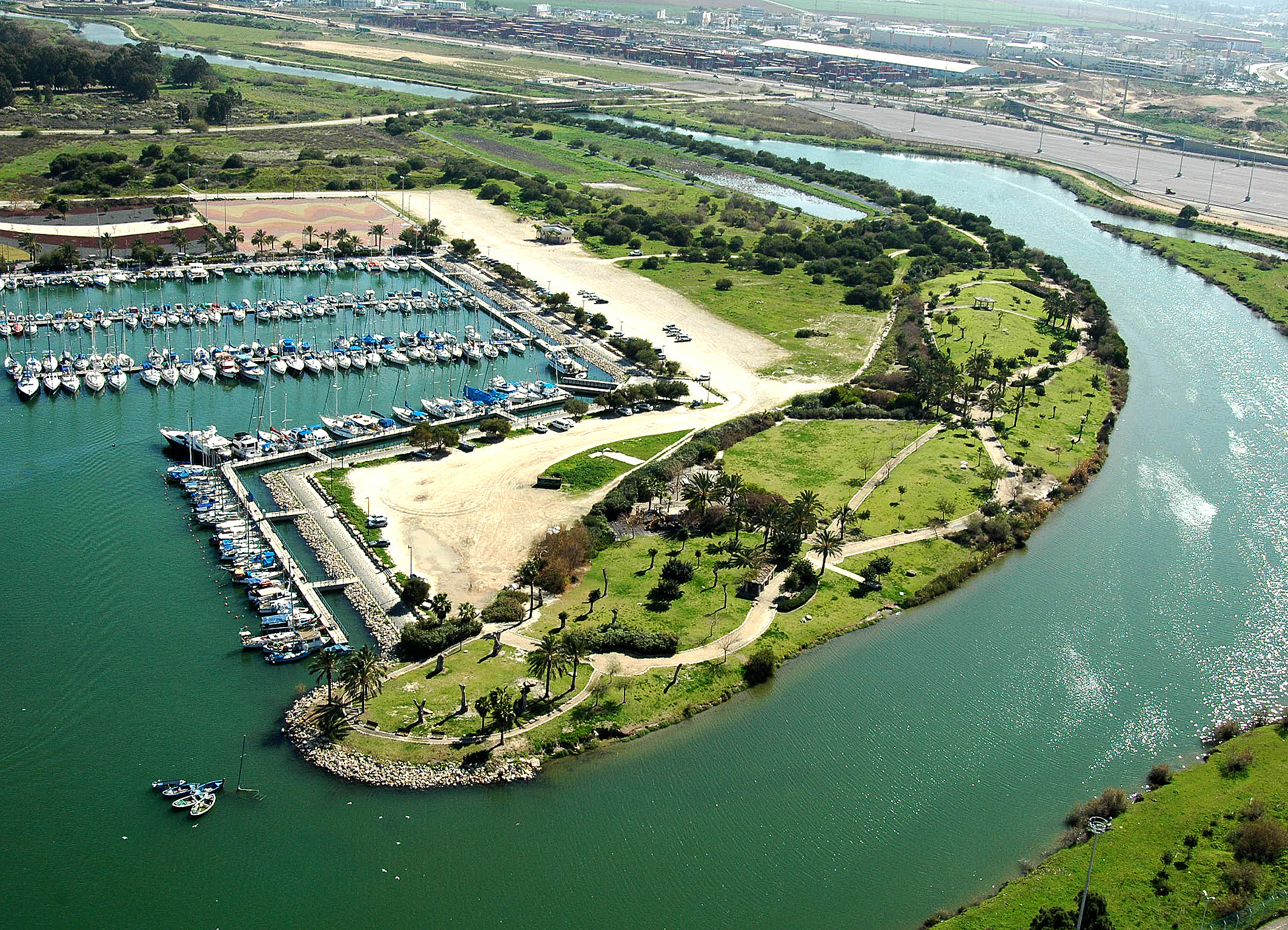
Vracht werd in 1956 gelost bij het haventje van Kisjon

April 1956 kreeg Peres in Parijs te horen dat Frankrijk zich niet meer aan de Tripartite Declaration gebonden achtte. Peres stelde daarop een spoedige aanval op Egypte in het vooruitzicht. Juni 1956 sloten beide landen de Operatie Ge'Ut, "springtij", overeenkomst voor geheime wapenleveranties, zo genoemd omdat voertuigen letterlijk bij hoog water op een strand werden gereden. De Fransen noemden dit de Opération Brouillard. Op 4 juni werd Moshe Sharett, die weifelend stond tegenover de komende oorlog, als minister van buitenlandse zaken vervangen door de meer meegaande Golda Meir. Op 4 juli 1956 werd de Israëlische ambassadeur in Parijs bericht dat er geen restricties meer golden in de wapenexport. Op 24 juli vertrok een groot landingsschip met tanks beladen in het geheim uit Toulon en het zette zijn vracht aan land in het haventje van Kishon, ten zuiden van Haifa. Ten gevolge van deze leveranties was Israël in 1956 in absolute zin ruwweg even zwaar bewapend als Egypte, zodat in een overwicht van dat land geen rechtvaardiging kan worden gevonden voor een preventieve oorlog; er zijn ook geen aanwijzingen dat Egypte een aanvalsoorlog tegen Israël plande.

### De Aswandam

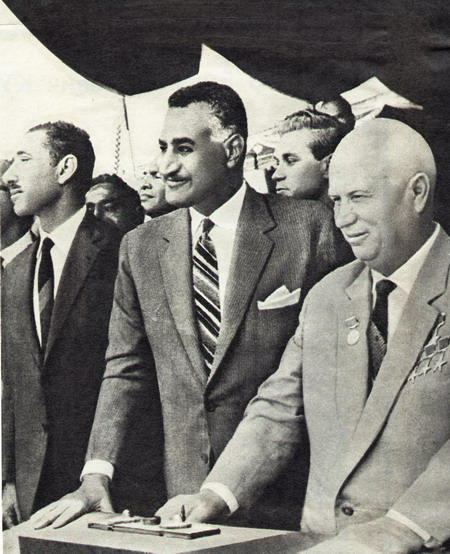
Nasser en Chroesjtsjov sluiten op 14 mei 1964 de eerste fase van de Aswandam

Nadat de Sovjet-Unie wapenleveringen aan Egypte was begonnen, zetten de Verenigde Staten en het Verenigd Koninkrijk Nasser onder druk om voor het Westen te kiezen. Nasser bleef echter bij zijn Arabisch-nationalistische en anti-imperialistische politiek en wilde vooral niets weten van de voormalige kolonisator Groot-Brittannië. In januari en februari 1956 bezocht de Amerikaanse gezant Robert Bernard Anderson Nasser tweemaal. President Dwight Eisenhower wilde weten onder welke voorwaarden Egypte bereid was mee te werken aan een alomvattende vredesregeling in het Midden-Oosten. Nasser toonde zich vooral geïnteresseerd in Amerikaanse ontwikkelingshulp en wapens. Hij was echter niet genegen in ruil daarvoor met de Sovjet-Unie te breken die hij niet als een serieus gevaar zag voor de wereldvrede. Beide blokken moesten hun invloed in Egypte maar zien te vergroten door te wedijveren in hulp. Nasser stemde toe in een vredesregeling met, en dus een erkenning van, Israël. Hij zag een reële kans de Arabische wereld als geheel van de noodzaak daartoe te overtuigen. Maar dan moesten Palestijnse vluchtelingen wel het recht krijgen terug te keren en moest de zuidelijke Negev weer in Arabische hand komen, liefst als deel van Egypte zelf. Nasser achtte de kans gering dat Israël daarin zou toestemmen.
Op 16 mei 1956 erkende Nasser de Volksrepubliek China. Dat ervoeren de VS als een provocatie omdat die de nationalistische Republiek China als de enige wettige staatsvorm van China zagen. Als straf besloot Eisenhower op 19 juli 1956 de financiële steun aan de bouw van de grote stuwdam in de Nijl, de Hoge Aswandam, stop te zetten. Deze dam was voor de verdere ontwikkeling van een onafhankelijk Egypte van groot belang, omdat hiermee de waterstand van de Nijl kon worden gecontroleerd voor een betrouwbaarder irrigatie en daarmee landbouwproductie. Daarbij kon een waterkrachtcentrale dan grote hoeveelheden elektriciteit opwekken voor de gewenste industrialisering. Eisenhower dacht dat Nasser nu wel snel zou inbinden omdat de Sovjet-Unie niet bereid of zelf maar in staat zou zijn zo'n enorm project te financieren. Daarin vergiste hij zich echter deerlijk. De Sovjets boden al in juni een lening tegen lage rente met de tegenwaarde van een miljard dollar aan, ondersteunden met technische expertise de constructie en zouden het project begeleiden tot de voleinding in 1970.
Dat alles nam niet weg dat Nasser in 1956 om geld verlegen zat, vooral buitenlandse valuta. Het toerisme was in deze tijd nog onderontwikkeld. De betalingsbalans was negatief. Egypte produceerde nauwelijks goederen die in het buitenland aftrek vonden. Om technologie en voedsel te kunnen importeren, was men vaak gedwongen een deel van de toekomstige katoenoogst in onderpand te geven. Er was echter een onuitputtelijke bron van valuta voorhanden: de vaartgelden die schepen verschuldigd waren die door het Suezkanaal voeren.

### Nationalisatie van de Suezkanaalmaatschappij

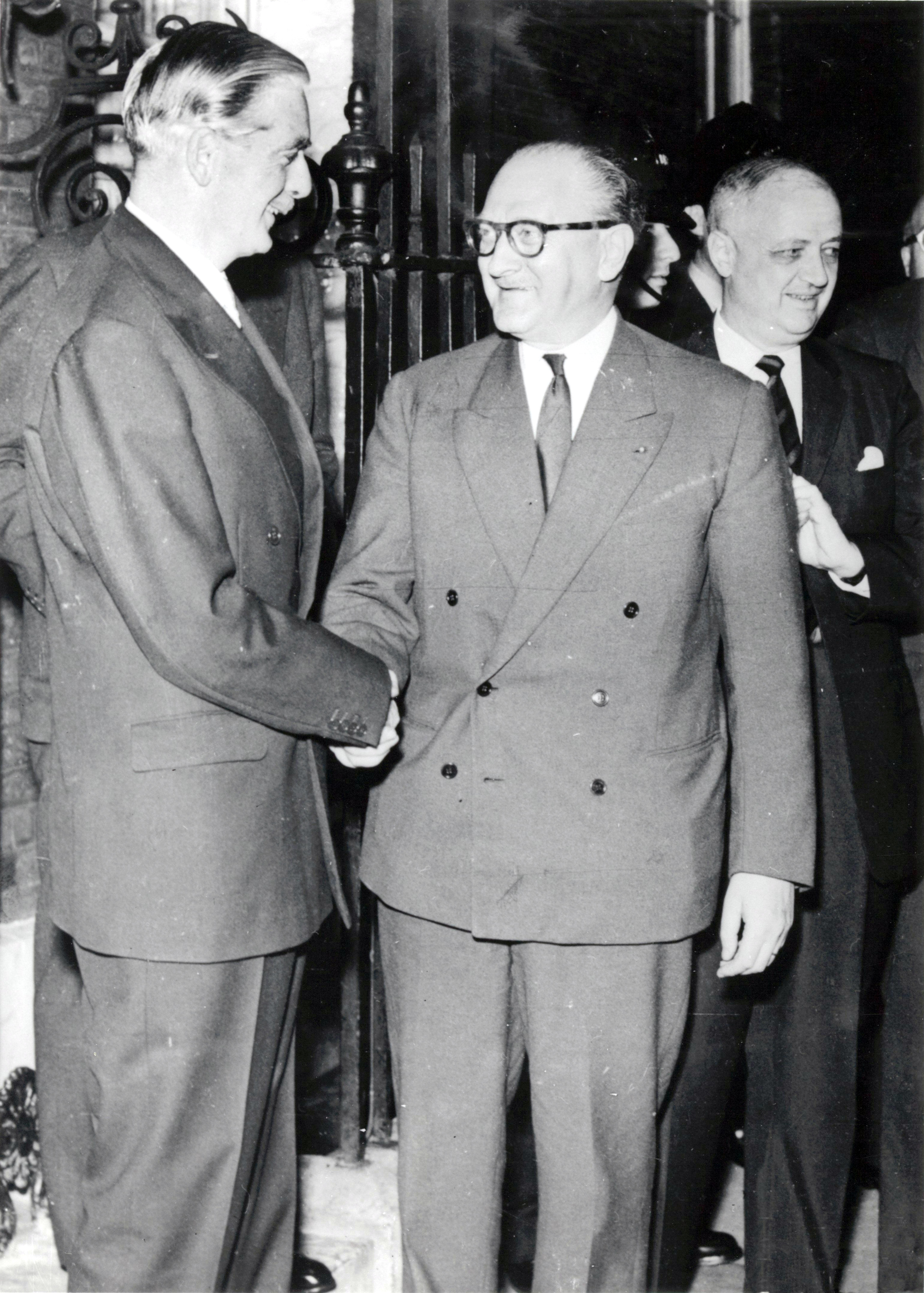
Eden, Mollet en Pineau bespreken de crisis in Londen

In een impulsieve beslissing maakte Nasser op 26 juli 1956 in een redevoering bekend de Frans-Britse maatschappij die het Suezkanaal exploiteerde, de Compagnie universelle du canal maritime de Suez, per direct te nationaliseren. De aandeelhouders zouden schadeloos worden gesteld tegen de dagwaarde van de aandelen — waarvan de sluitingskoers die dag een stuk lager lag. De Britse staat bezat een meerderheid van de aandelen. Ook blokkeerde hij meteen officieel de scheepvaart naar en van Israël door het kanaal wat in de praktijk weinig verschil maakte: schepen die onder Israëlische vlag voeren, werd al sinds 1948 de doorvaart geweigerd en de Egyptenaren confisqeerden sinds dat jaar in feite ieder vaartuig waarvan ze vermoedden dat die lading had bestemd voor Israël. Nu en dan charterde de Israëlische geheime dienst vrachtschapen om de blokkade te testen. Het laatste geval was het Griekse cementschip Pannegia dat op 25 mei 1956 aan de ketting gelegd was, wat leidde tot het gebruikelijke Israëlische protest bij de Veiligheidsraad van de Verenigde Naties.
Vaak wordt gesteld dat de hierop volgende aanval op Egypte door de nationalisatie uitgelokt was. Dat is echter een problematische voorstelling van zaken want het VK, Frankrijk en Israël hadden al besloten op korte termijn door een militaire interventie een regime change in Egypte af te dwingen. Wat Israël en Frankrijk betrof, dateerden die plannen zelfs nog van vóór de Egyptische wapenaankopen. De nationalisatie bood hun een ideaal voorwendsel om een crisissituatie te scheppen die zo'n interventie leek te rechtvaardigen. Dat wil niet zeggen dat men niet oprecht verontwaardigd was over Nassers handelen. Eden, die zijn ergste nachtmerrie bewaarheid zag, was laaiend en stelde een economische boycot in tegen Egypte. Die woede werd gedeeld door het grootste deel van het Britse volk, de hele conservatieve partij en de rechtse pers. Zelfs de oppositie, zoals de Labour Party, drong aan op ingrijpen, zij het dan na een opdracht van de Veiligheidsraad. Men wees erop dat een actie die niet door de VS en de USSR gedoogd werd, geen blijvend resultaat zou hebben.

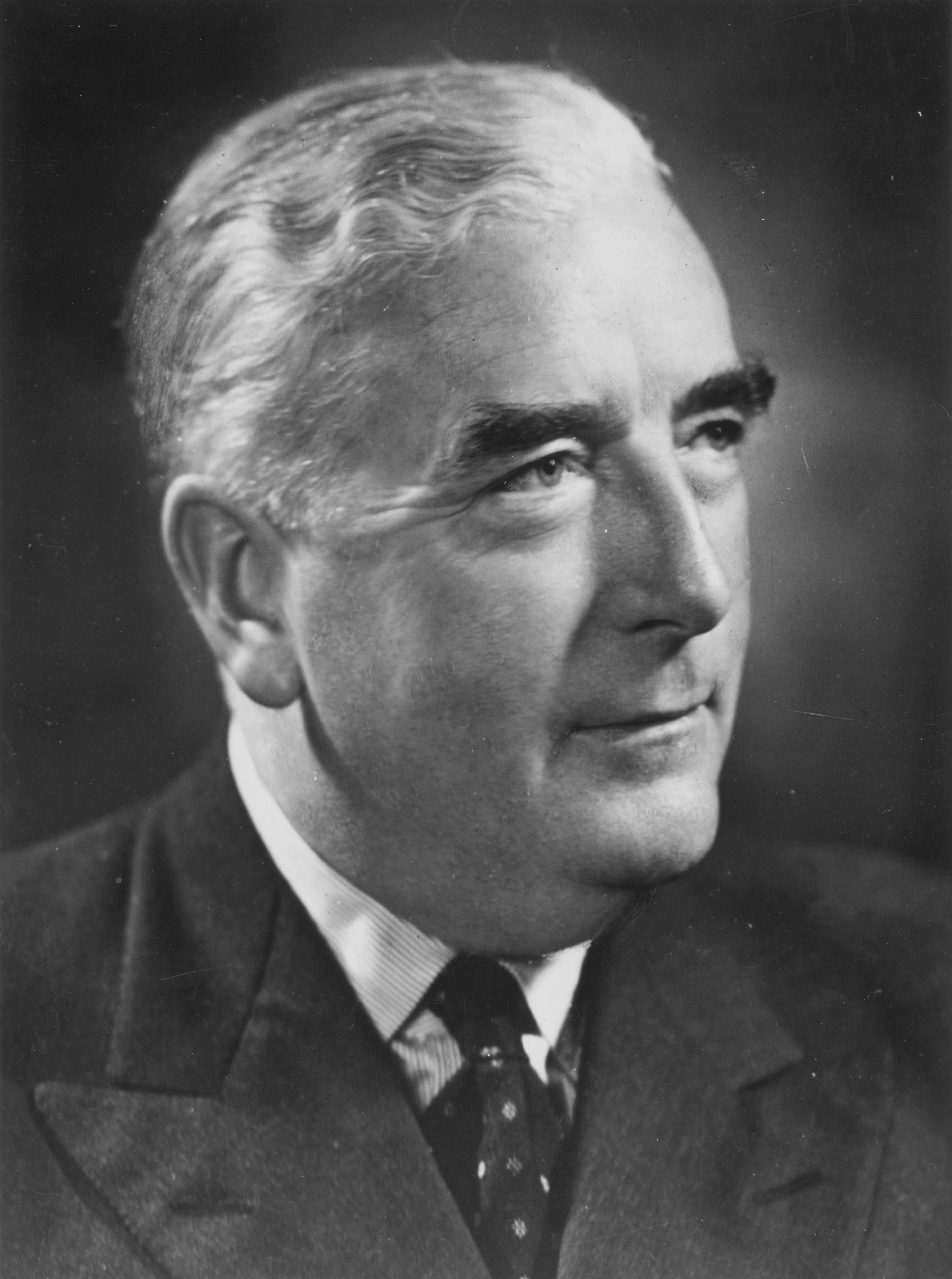
Robert Menzies

In Israël stelde luitenant-generaal Moshe Dayan, sinds 1953 de chef-staf, voor de ontstane ophef uit te buiten door onmiddellijk toe te slaan. De IDF kon binnen enkele dagen klaar zijn voor een oorlog. Hij wilde de Sinaï bezetten en naar het kanaal oprukken. Ben-Goerion echter, achtte het raadzamer samen met de Fransen op te trekken. In Parijs was de woede niet minder dan in Londen. Premier Guy Mollet noemde Nasser de "Hitler aan de Nijl". Alleen de communisten waren tegen een militair ingrijpen. Op 29 juli zond het Franse kabinet admiraal Henry Michel Nomy, de chef-staf van de Franse marine, naar Londen om een gezamenlijk militair optreden te coördineren. Er werd op 11 augustus te Londen een Frans-Engelse expeditiemacht opgericht, in het kader van Operation Terrapin, onder bevel van luitenant-generaal Hugh Charles Stockwell en viceadmiraal Pierre Emile Marie Johannes Barjot. De Fransen hielden hun besprekingen met Israël voorlopig voor de Britten geheim. De expeditiemacht bestond eerst alleen op papier. Anders dan de IDF was men nog lang niet paraat voor een oorlog: er waren maanden aan planning en voorbereiding nodig. Het viel te verwachten dat de VS die tijd zouden gebruiken om via onderhandelingen tot een diplomatieke oplossing te komen. Aan zulke besprekingen wilden de Britten en Fransen wel meedoen maar niet te goeder trouw: hun waarde zag men alleen hierin dat een mislukking een extra excuus zou verschaffen voor oorlog.
Van 16 tot 23 augustus organiseerden de VS in Londen een conferentie van zeevarende landen, waaronder Nederland. De meerderheid daarvan ondersteunde een motie om het Suezkanaal onder internationale controle te brengen. Egypte liet weten alleen internationaal toezicht te willen toestaan zodat er geen oplossing bereikt werd. De meerderheid zond op 7 september een afvaardiging onder leiding van de Australische premier Robert Menzies naar Caïro in een poging Nasser alsnog te overtuigen. Menzies stelde voor dat men een conventie zou houden waarin Egyptes soevereiniteit over het kanaal ondubbelzinnig erkend werd. In ruil daarvoor moest het kanaal bestuurd gaan worden door een internationale rechtspersoon, die een vrije doorvaart moest garanderen en een eerlijke verdeling van de opbrengsten. Nasser antwoordde dat de soevereiniteit al vaststond; een internationaal bestuursorgaan zou daaraan alleen maar afbreuk doen. De verdeling was sinds juli al volmaakt eerlijk.
Hierop stelden de VS voor dat de landen van de conferentie maar zonder medewerking van Egypte een verbond zouden sluiten dat het kanaal beheerde. Daar hadden de Britten wel oren naar. Eden hield op 12 september een redevoering in het Lagerhuis waarin hij voorspiegelde dat dit verbond met militaire middelen nakoming van zijn besluiten zou gaan afdwingen. Al snel maakte John Foster Dulles hem echter duidelijk dat dit niet in de bedoeling lag. De Britse minister van financiën Harold Macmillan bezocht op 25 september Eisenhower en kreeg te horen dat de VS niet openlijk een aanval konden ondersteunen. Daaruit trokken hij en Eden de foute conclusie dat de Amerikanen stiekem hoopten op een eigenmachtig Brits optreden. Ze dachten dat de Amerikanen een aanval wel zouden gedogen, als die eenmaal begonnen was, of hun handen vol zouden hebben aan de komende presidentsverkiezingen.
Israël en Frankrijk maakten zich minder illusies. Op 13 oktober 1956 legde de Israëlische ambassadeur Abba Eban in de Veiligheidsraad een verklaring af, waarin hij wees op het recht van vrije doorvaart, zoals vastgelegd in de Conventie van Constantinopel van 2 maart 1888 (geëffectueerd december 1888). De Fransen waren teleurgesteld over de Amerikaanse houding. Ze hadden een voorstel van de Sovjet-Unie verworpen om uit de NAVO te stappen in ruil voor een beëindiging van de Sovjetsteun aan de Algerijnen. Nu wilden ze beloond worden door Amerikaanse steun bij een aanval. Daarvan kon volgens de Amerikanen echter geen sprake zijn. Hun positie was dat het NAVO-bondgenootschap van toepassing is op het Noord-Atlantisch gebied, en dus niet op het Midden-Oosten.

## Aanvalsplannen tegen Egypte

### Eerste Brits-Franse plannen

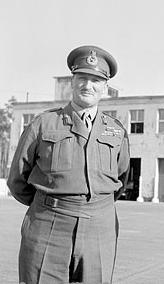
Charles Keightley

Juli 1956 beval Eden veldmaarschalk Gerald Walter Robert Templer, de Chief of the Imperial General Staff, een invasie van Egypte voor te bereiden. Hij had voor ogen dat de op Cyprus gelegerde 16th Independent Parachute Brigade Group snel een luchtlanding zou uitvoeren bij Port Said en van daaruit de kanaalzone zou bezetten. Templer gaf aan dat zo'n actie een te beperkte opzet had. De parachutisten waren slecht getraind. Beter was het heel Egypte onder de voet te lopen door de mariniers vanuit zee Port Said te laten veroveren en daar dan drie divisies naar toe te verschepen. Begin augustus werd dit uitgebreid met een plan om strategische bombardementen te laten uitvoeren door straalbommenwerpers. Die konden de Egyptische industrie en infrastructuur verwoesten waarna Nassers regime in elkaar zou storten. Uiteindelijk werd besloten de landing in Port Said toch door een luchtlanding van de 16th IPBG te ondersteunen.
Stockwell vond zelfs zo de aanval niet ruim genoeg. Door van één punt uit te werken, zou men het Egyptische leger de kans bieden zich tegen de invasiemacht te ontplooien. Daarbij lag Port Saïd geïsoleerd aan de noordpunt van het kanaal en waren de verbindingen met de Nijldelta slecht. Stockwell stelde Operatie Hamilcar voor, een landing van tachtigduizend man, waaronder een Britse pantserdivisie, te Alexandrië. Die strijdmacht moest naar het zuidoosten oprukken en ten noorden van Caïro de hoofdmassa van het Egyptische leger omvatten voor een klassieke Vernichtungsslacht. Een probleem was dat de Britten op z'n best vijftigduizend man beschikbaar hadden. Men hoopte dat de Fransen de rest konden leveren. Dat was een belangrijk motief voor de vorming van een gezamenlijke staf op 11 augustus. Generaal Charles Keightley moest commandant worden van de invasiemacht, met Barjot als ondercommandant. Al snel bleek dat de Fransen, die het plan Opération 700 noemden, geneigd waren "Hamilcar" als "Amilcar" te spellen. Om een gevaarlijke verwarring te voorkomen werd de naam van de operatie veranderd in Musketeer/Mousquetaire. Men hoopte op 25 september met de operatie te kunnen beginnen en binnen vijftig dagen Egypte veroverd te hebben.

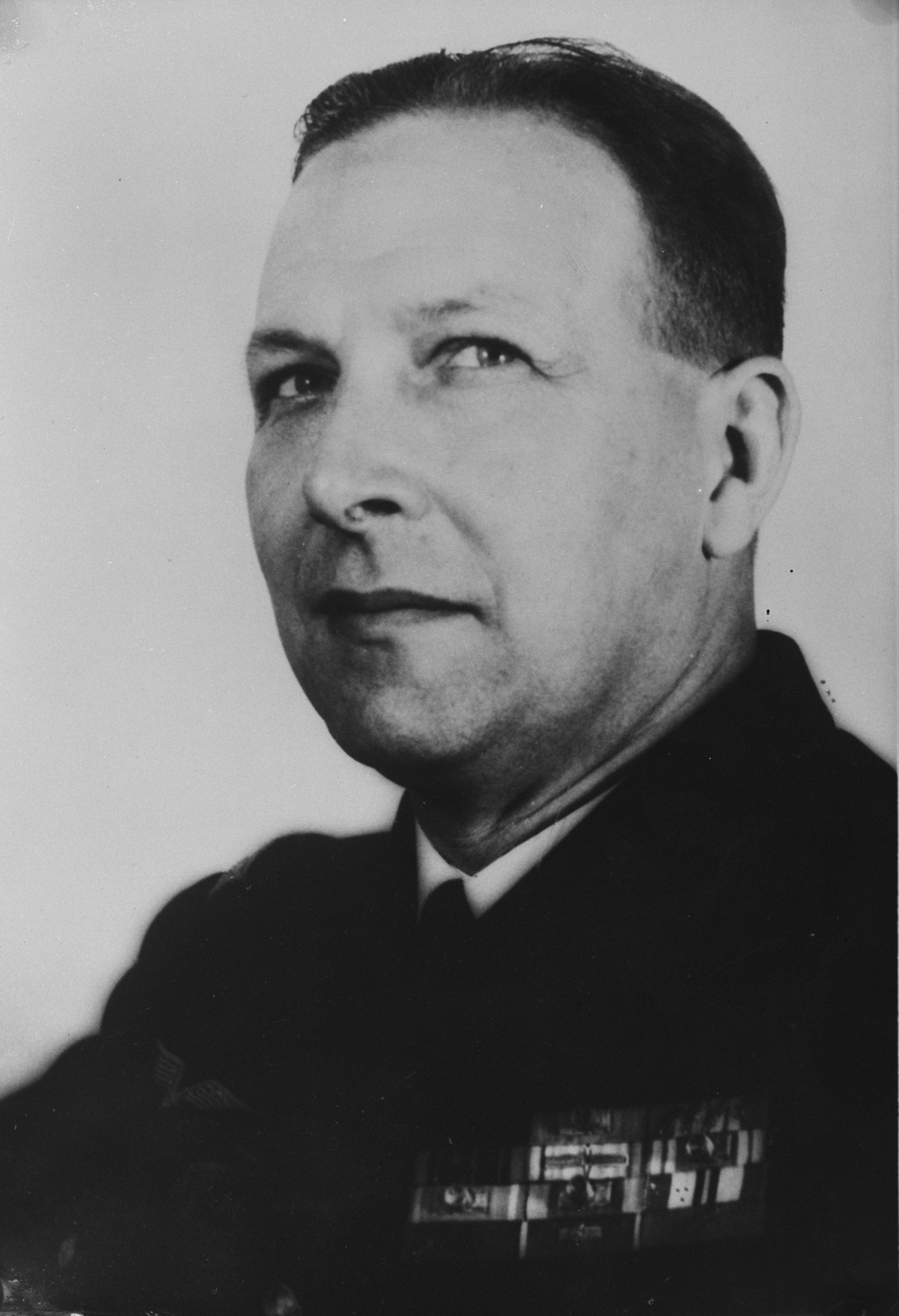
Maurice Challe

Eind augustus bleek dat de opbouw van een invasiemacht lang zou duren. Het was de vraag of men voor november klaar kon zijn, wanneer de weersomstandigheden voor luchtacties ongunstig zouden worden. Het langdurig samentrekken van troepen zou daarbij Egypte de gelegenheid bieden politieke steun te mobiliseren. Op voorstel van Barjot werd het plan daarom toch weer beperkt tot een landing in Port Said, tot grote ergernis van Keightley, die door Eden in het ongewisse werd gelaten wat nu precies het politieke doel was van de hele operatie. Het herziene plan kreeg de naam Operatie Musketeer Revise. Dit werd op 8 september door het Britse en Franse kabinet goedgekeurd. De operatie zou bestaan uit drie fasen. Fase I behelsde de vernietiging van de Egyptische luchtmacht door bombardementen op de vliegvelden. Fase II hield een campagne van tien dagen in waarin door strategische bombardementen de Egyptisch economie moest worden verwoest en de bevolking gedemoraliseerd door psychologische oorlogvoering. Daarna zou Fase III volgen bestaande uit luchtlandingen en zeelandingen in de kanaalsector. In eerste instantie werden de zeelandingen als een aparte Fase IV aangeduid. Men liet in het midden wat er daarna moest gebeuren. Er was dus geen besluitvorming over een mogelijke verdere opmars of de toekomst van Nasser.

### Frans-Israëlische plannen

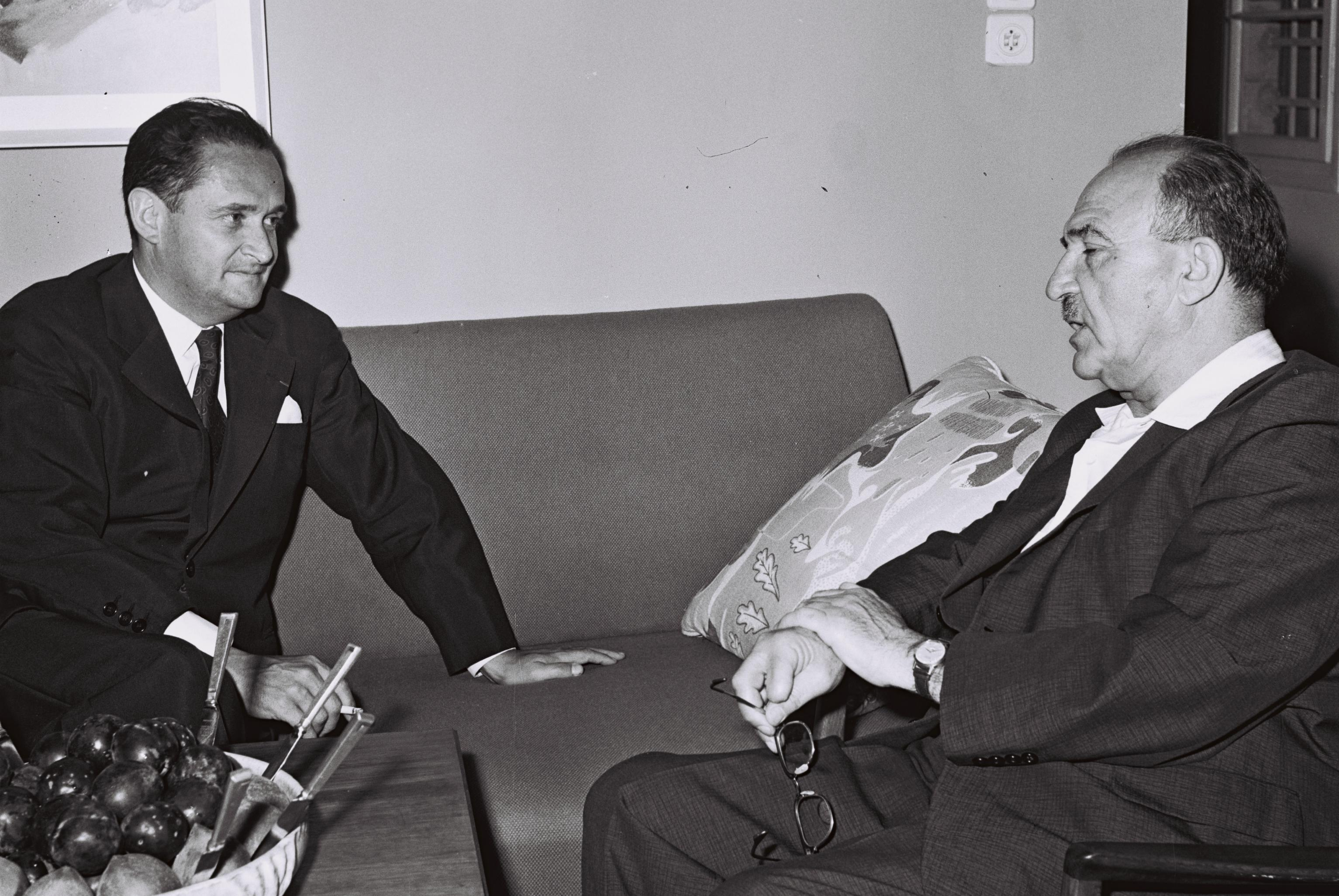
Maurice Bourgès-Maunoury ontmoet Levi Eshkol

Intussen hadden de Fransen geheime besprekingen gevoerd met Israël. Minister van defensie Maurice Bourgès-Maunoury vroeg op 7 augustus aan Ben-Goerion of die bereid was Egypte aan te vallen, waarop hij een positief antwoord kreeg. Op 1 september deed het Franse kabinet een formeel verzoek aan het Israëlische kabinet met dezelfde strekking. Een van Israëls beste strategen, generaal Meir Amit, had kort tevoren als bevelhebber van het Zuidelijk Commando een verbeterd aanvalsplan tegen Egypte opgesteld. Nu werd hij herbenoemd in zijn oude functie van hoofd operaties van de generale staven en had in die hoedanigheid op 6 september een ontmoeting met Barjot om een gezamenlijke strategie vast te stellen. Uitgangspunt was daarbij dat de Britten zich wel eens helemaal uit de onderneming zouden kunnen terugtrekken. In dat geval wilde de Franse luchtmacht van Israëlisch grondgebied uit kunnen opereren. Er werd vast in het geheim een Frans eskadron straaljagers in Israël gestationeerd om daar de steden te beschermen tegen mogelijke Egyptische vergeldingsaanvallen. Op 30 september begonnen hierover formele besprekingen in Parijs, nog steeds zonder medeweten van de Britten die hadden aangegeven Israël buiten de actie te willen houden. Overeengekomen werd dat Israël de Sinaï zou veroveren, waarna Frankrijk de kanaalzone zou bezetten. De Israëlische actie kreeg de naam Operatie Kadesh, naar Kadesh Barnea, de verblijfplaats van de Israëlieten na de Uittocht uit Egypte. Om Kadesh te versterken werden de wapenleveranties inderhaast versneld. Acht vrachtschepen die al gevorderd waren voor Cyprus voeren afzonderlijk in het geheim naar Haifa, veranderden voor de kust hun naam en vlag en ontlaadden materieel en Franse militairen. Pas op 5 oktober stelde generaal Maurice Challe, de Franse chef van de generale staf, de Britten van deze plannen op de hoogte. Op 14 oktober stelde Challe voor dat een Israëlische aanval gebruikt zou worden als een voorwendsel voor een Brits-Franse interventie. Daar was echter een nauwkeurige coördinatie voor nodig. Ben-Goerion wilde toezeggingen die in geschrifte zouden worden vastgelegd om niet het risico te lopen dat Israël als enige agressor zou worden gebrandmerkt of nog erger, dat de Britten de aanval als een excuus zouden gebruiken voor een actie, samen met Jordanië, tegen de Joodse staat.

### Het Protocol van Sèvres

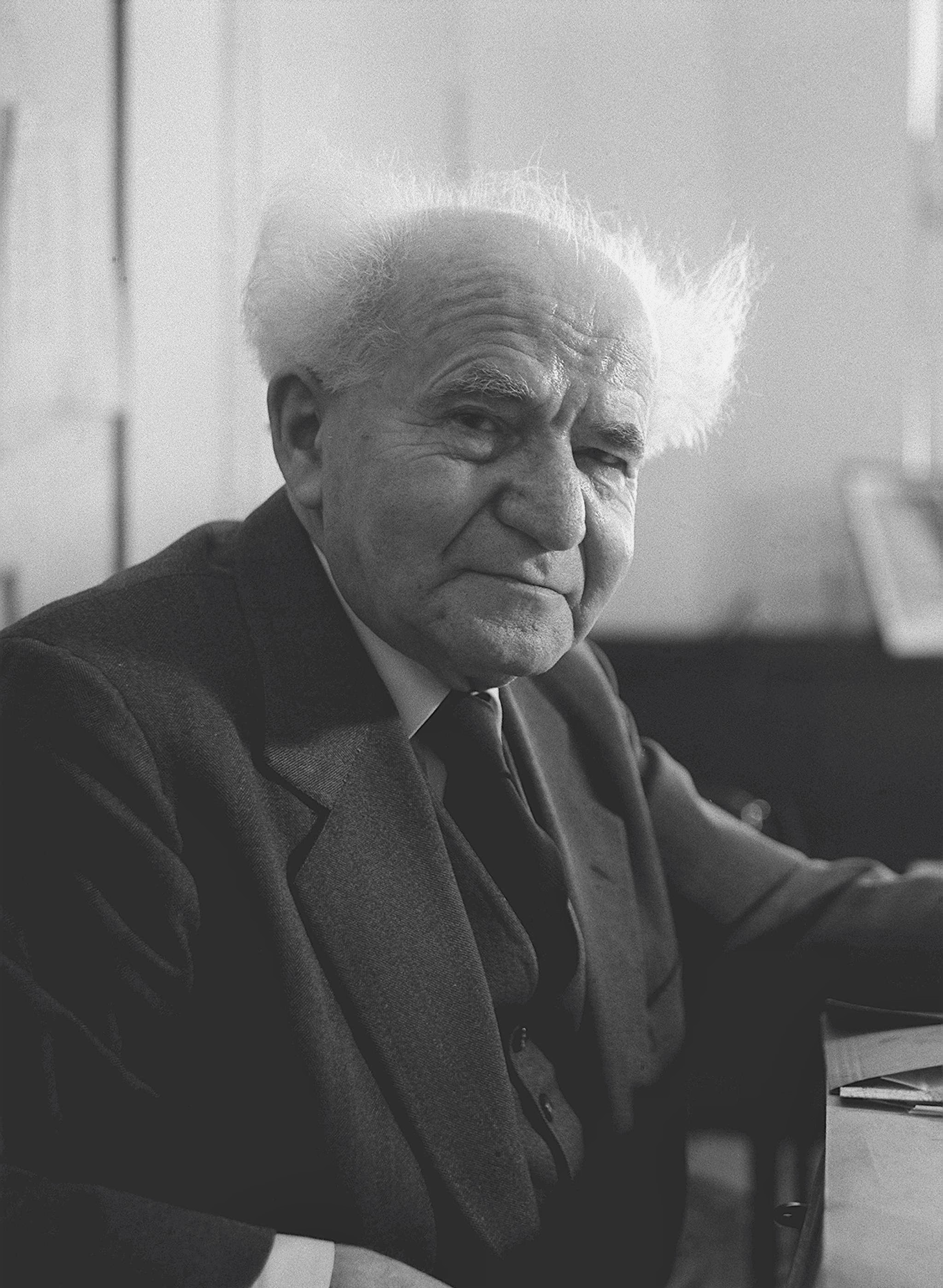
Ben-Goerion

Voor Eden begon de tijd te dringen. Conservatieve backbenchers drongen al maanden aan op actie. November naderde en de voorbereidingen vorderden maar moeizaam. Wilde de aanval zekerheid van slagen hebben, was een samenwerking met Israël onontkoombaar, ondanks zijn vrees hiermee de goede betrekkingen met Jordanië en Irak op het spel te zetten. Hij stemde in met de eis van Ben-Goerion voor een formele overeenkomst.
Op 21 en 22 oktober 1956 reisden Ben-Goerion, Peres en Moshe Dayan in het geheim af naar een villa in Sèvres voor een ontmoeting met Maurice Bourgès-Maunoury, generaal Challe en de Franse minister van buitenlandse zaken Christian Pineau. Van Britse zijde namen minister van buitenlandse zaken Selwyn Lloyd en diens assistent Patrick Dean aan de besprekingen deel.

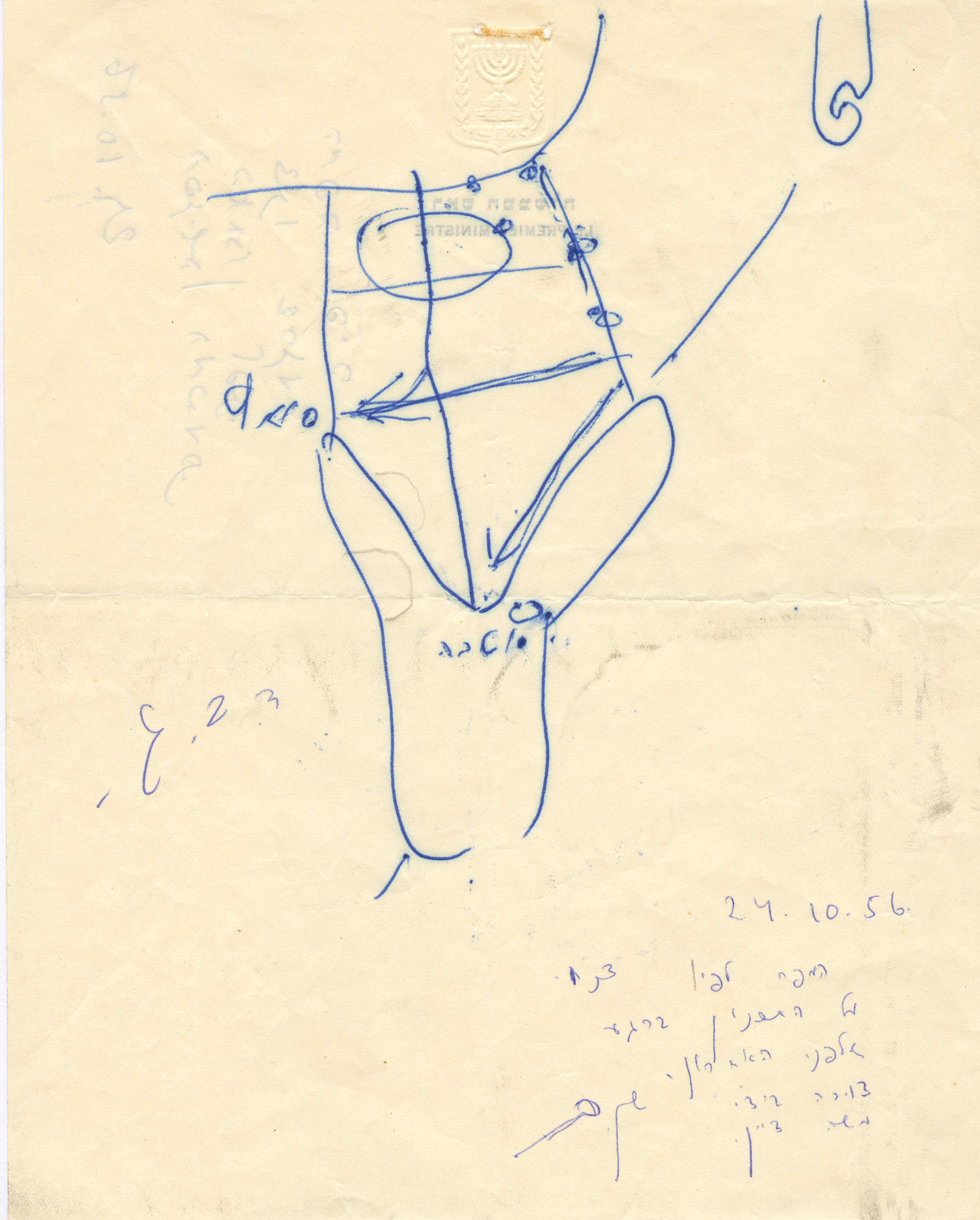
Het schetsje van Dayan

Pineau stelde als eerste het punt aan de orde om een aanval van Israël als voorwendsel te gebruiken, wat voor de Britten kennelijk als een verrassing kwam. Een geschreven document, het Protocol van Sèvres, werd opgesteld dat de belangrijkste elementen van het plan bevatte. Een eerste voorstel van Challe dat de IAF, de Israëlische luchtmacht, zelf Beër Sjeva zou bombarderen om een casus belli te scheppen, werd woedend door Ben-Goerion afgewezen. Dajan suggereerde toen dat een luchtlanding op 29 oktober 1956 een oorlog in de Sinaïwoestijn zou beginnen. Al op de eerste dag zouden de gevechten zo de kanaalzone bedreigen. Hierop zouden Frankrijk en Engeland zich opwerpen als beschermers van de veiligheid van het kanaal. Er was al een expeditievloot samengetrokken bij Malta; de havens van Cyprus hadden te weinig capaciteit. Om de Britse en Franse politiek geloofwaardig te houden kon die pas vertrekken na 29 oktober. Pas op 6 november konden landingen beginnen. De tussentijd wilde men gebruiken voor bombardementen, te beginnen op 31 oktober. Het was natuurlijk niet de bedoeling Israël te gaan bombarderen, hoewel dat land de vijandelijkheden begonnen zou zijn. Daarom zou men aan beide partijen een ultimatum stellen zich binnen twaalf uur tien mijl van het kanaal terug te trekken en een staakt-het-vuren te eerbiedigen. Tegelijk moest men het recht op een "tijdelijke" bezetting van de kanaalzone door de twee grootmachten erkennen. Die laatste voorwaarde zou naar verwachting onaanvaardbaar zijn voor Egypte dat daarmee het ultimatum zou verwerpen waarna het gebombardeerd kon worden. Na een Egyptische verwerping zou Israël niet meer aan de tien mijl gebonden zijn. Dayan wist de achterdochtige Ben-Goerion van de veiligheid van dit plan te overtuigen door er met een balpen op een vel typepapier een schetsje van te maken.
Israël zou het recht hebben de kust van de Golf van Akaba en de eilanden in de Straat van Tiran te bezetten. Israël beloofde Jordanië niet aan te vallen maar mocht het toch komen tot een oorlog met dat land, dan zou het VK het niet ondersteunen. Dat punt was belangrijk omdat Israël begonnen was zijn leger te mobiliseren. Men had de spanningen aan de grens met Jordanië opzettelijk opgevoerd zodat het leek alsof daar een invasie aanstaande was om een verklaring te hebben voor de mobilisatie. De verontruste Jordaniërs hadden het Arabisch Legioen al naar de westelijke oever van de Jordaan overgebracht en de Britten om een inzet van de Royal Air Force verzocht, waartoe ze verdragsrechtelijk verplicht waren. Irak was reeds begonnen een divisie naar Jordanië te zenden. Een dergelijke inzet was van verre van theoretisch. Op 26 januari 1956 was door de Britse militaire staven Operation Cordage opgesteld. Men had aanwijzingen dat Israël Jordanië wilde overweldigen. Men zou dan daarop reageren door vliegtuigen van Cyprus af de Israëlische luchtmacht te laten uitschakelen, gevolgd door landingen op de kust en een bezetting van Eilat dat bij Jordanië gevoegd zou worden. Dit zou koning Hoesseins populariteit enorm vergroten en de status van Nasser ondermijnen waarna die door een Hasjemitische koning vervangen kon worden. Zo zou men twee vliegen in een klap slaan. Het was niet verwonderlijk dat Lloyd tijdens de besprekingen volgens Dayan een opvallend afstandelijke houding aannam. Eind oktober werden vijftien Britse Venomjagers in Jordanië gestationeerd.
De tekst werd op 24 oktober getekend waarna Dayan eerst een halve en kort daarop een volle mobilisatie van de IDF beval. Veel van de meest wezenlijke vraagstukken werden niet formeel in het protocol neergelegd. Zo was het niet duidelijk wie geacht werd Nasser op te volgen en hoe men een nieuwe Egyptische regering tot nakoming van enige regeling kon dwingen. Een nog pijnlijker probleem was dat Nasser vermoedelijk niet eens ten val zou komen door de bombardementen. Dan moest men een opmars diep in Egypte uitvoeren en het was maar de vraag of dat zou lukken. Dat Israël het kanaal mocht naderen, suggereerde een rol van dat land bij zo'n offensief maar daar waren geen concrete plannen voor opgesteld. Israël zou natuurlijk een beloning verwachten voor zijn medewerking. Ben-Goerion liet in het begin van de besprekingen zijn gedachten gaan over een gewenste toekomst voor het Midden-Oosten, een "fantastisch plan" zoals hij het zelf uitdrukte, maar een dat wel eens werkelijkheid zou kunnen worden. Hij kondigde al aan dat Israël een lijn van Al Arisj aan de kust, over Aboe Ageila naar Sjarm-al Sjeich, als de westelijke staatsgrens zou gaan beschouwen. Dan zou de Gazastrook met zijn grote Palestijnse bevolking in Israël gaan vallen. Dat probleem kon opgelost worden door het zwakke Jordanië te splitsen. De Westelijke Jordaanoever kon een autonoom gebied worden in een economische en politieke unie met Israël. De rest moest Irak overnemen, een land dat zoveel mogelijk Palestijnen moest gaan herbergen. Het zuiden van Libanon, tot aan de Litani, zou Israëlisch grondgebied worden. De sjiitische bevolking daar zou naar Irak overgebracht worden en het christelijke karakter van Libanon versterkt. Overigens had Israël ook bij zijn eerdere aanvalsplannen, zoals Operatie Omer, nooit een helder beeld gehad hoe na een militaire overwinning een stabiele politieke regeling getroffen zou kunnen worden die zowel door de Arabieren als de internationale gemeenschap geaccepteerd zou kunnen worden.
Toen Eden de tekst van het protocol onder ogen kreeg, was hij geschokt. Veel te openlijk werd daar een collusion, een "samenspanning", uit de doeken gedaan. Hij schaamde zich voor zo'n complot, zeker als daar de zionisten bij betrokken waren, waarmee de relaties tijdens het Brits bestuur van het Mandaatgebied Palestina steeds slechter geworden waren. Hij deed op 25 oktober zijn best alle kopieën van de tekst te laten vernietigen. Zijn pogingen de zaak strikt geheim te houden, werkten echter averechts. Hij was nu gedwongen tegen de meeste leden van zijn eigen kabinet, de rest van het parlement en de koningin te gaan liegen, terwijl de samenzwering op 29 oktober volstrekt doorzichtig zou worden. Zelfs Keightley werd pas op het laatste moment over de plannen geïnformeerd. Overigens stelde ook Ben-Goerion de rest van zijn kabinet pas op de vooravond van de oorlog van het protocol op de hoogte.

## Krachtsverhoudingen

### Egypte

#### Landmacht

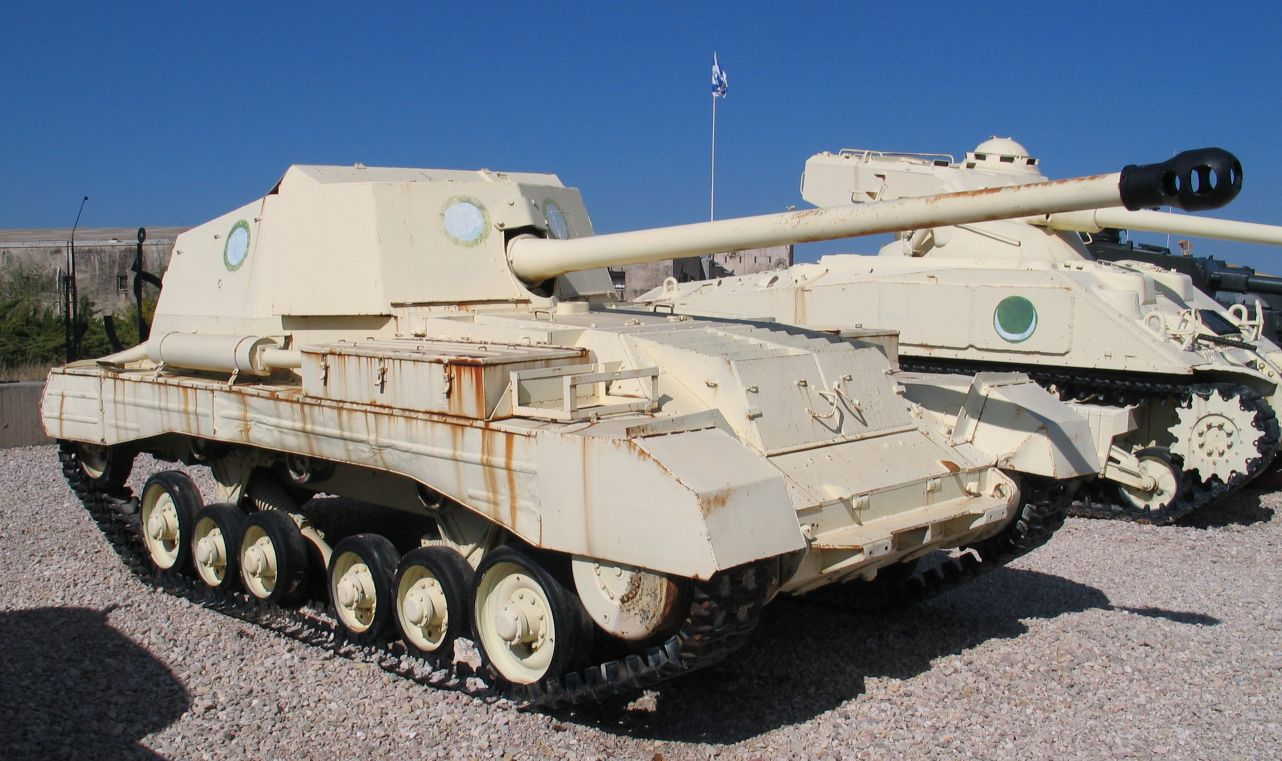
Een Egyptische Archer met erachter een Sherman FL-10

Het Egyptische leger had ongeveer honderdtwintigduizend man onder de wapenen, waarvan dertigduizend man in de Sinaï waar aan de grens twee divisies lagen, de 8e Palestijnse Infanteriedivisie en de 3e Infanteriedivisie. Iets westelijker vormde de 1e Pantserbrigade een reserve. In de kanaalzone lagen in het noorden slechts drie bataljons lichte infanterie. Bij Ismaila lag de 2e Infanteriedivisie, versterkt met de 3e Pantserbrigade. Bij Port Suez lag van de 2e ID de 2e Infanteriebrigade. In de delta lag de 4e Pantserdivisie in reserve — althans de 2e Pantserbrigade: de divisie was gesplitst — en de 1e Gemotoriseerde Infanteriedivisie. De 7e Infanteriedivisie vormde een hoofdkwartierreserve.

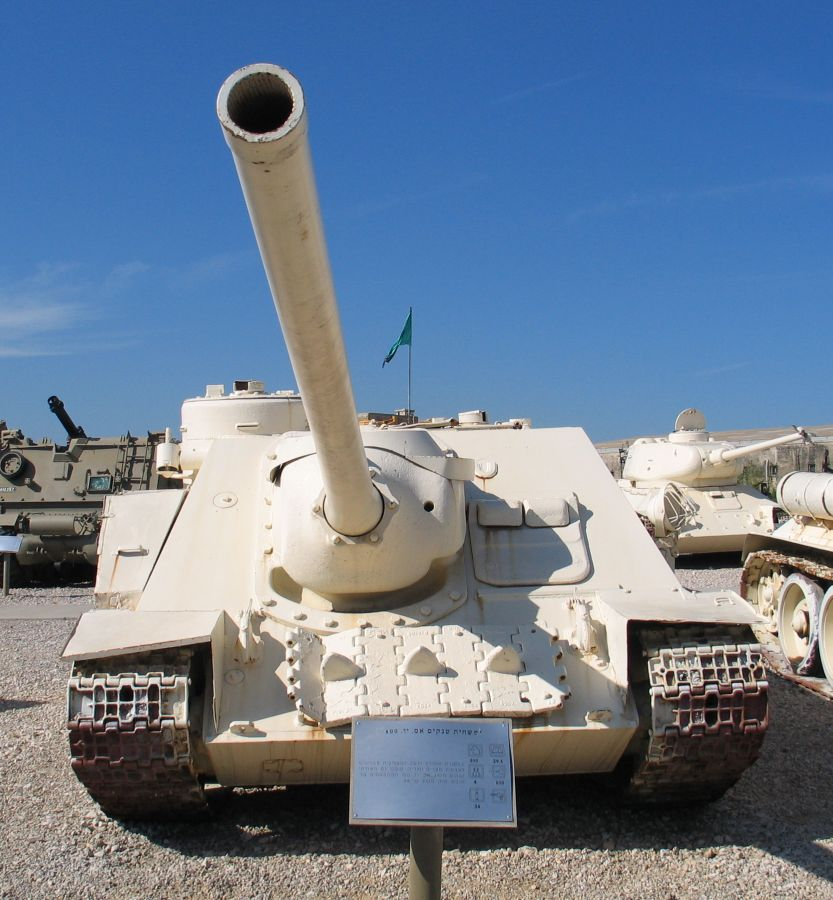
Anders dan de T-34 op de achtergrond had de erop gebaseerde SU-100 een belangrijke rol in het conflict

Egypte had in 1956 een vrij grote pantsermacht van zo'n zevenhonderdvijftig zware pantservoertuigen. Het koninkrijk was tijdens de Tweede Wereldoorlog een van de geallieerden geweest maar de Britten voorzagen het slechts van verouderde typen als de Mark VI Vickers Light Tank en Valentine. Na de oorlog gingen de Mark VIs naar de schroothoop en werden zestig Valentines voor training gebruikt. Men leverde ter vervanging drie bataljons M1A1 Shermans, zo'n 120 voertuigen. In de periode dat Egypte onder Faroek nog een trouw bondgenoot was, werden van 1950 af door de Britten eenenveertig moderne Centuriontanks geleverd, waarvan er in 1956 zesendertig operationeel waren. Frankrijk moderniseerde een klein aantal, minstens zestien, Shermans met de FL-10 toren. Ondanks het embargo leverde Frankrijk in 1956 nog veertig AMX 13 tanks; daarvan waren er zestien operationeel. Verder werden 182 exemplaren verschaft van de Britse Archer tankjager. Dit was een voor die tijd bijzonder krachtig wapen: het 17-ponder-kanon gebruikte APDS subkalibergranaten met een groot doorslagvermogen en uitstekende trefzekerheid op grote afstand. De instroom van Sovjetmaterieel vertegenwoordigde in 1956 vooral een kwantitatieve verbetering: de 230 T-34-85's, honderd SU-100's en vierenveertig IS-3's verdubbelden de sterkte maar waren kwalitatief matig. In oktober 1956 was de introductie van dit materieel nog niet voltooid. De pantserbrigades waren nog in opbouw en hadden bij elkaar slechts zes tankbataljons en twee compagnies gemechaniseerd geschut. Een zware brigade IS-3s was in oprichting met tweeëndertig voertuigen; deze was toegevoegd aan de 4e Pantserdivisie. Een krachtige geconcentreerde pantserreserve ontbrak dus. Shermans, Archers en SU-100's werden voornamelijk verdeeld over infanterie-eenheden. Infanteriebrigades hadden een of twee Shermancompagnies met ieder zestien voertuigen. De Archers waren verdeeld in batterijen van elf voertuigen. De IS-3's zouden tijdens het conflict geen gevechtscontact maken.
De Egyptische infanterie was ten dele gemotoriseerd met vrachtwagens, en zelfs gemechaniseerd door de aankoop van tweehonderd BTR-150's. Daarnaast waren nog 520 oude Britse Bren Carriers in gebruik. Verder waren BTR-40's gekocht als verkenningsvoertuig en had men in die rol nog oude Humber Mk IV pantserwagens operationeel. De antitankwapens bestonden nog voor een groot deel uit lichte antitankkanonnen: tweehonderdvijftig Britse 56 mm zesponders en honderddertig 57 mm Sovjetwapens. Daarnaast beschikte men nog over achtentwintig Britse 17-ponder kanonnen. Uit Tsjecho-Slowakije was een honderdtal 82 mm terugstootloze kanonnen verworven.
De Artillerie beschikte over tweehonderdvijftig Britse vijfentwintig-ponders en tachtig 140 mm houwitsers. Moderner waren twintig stuks Frans 155 mm geschut, aangevuld met Spaanse stukken. In 1956 was de instroom begonnen van honderden 122 mm kanonnen van Sovjetmakelij. De luchtafweer beschikte over ongeveer zestig 94 mm en 88 mm stukken, talrijke 40 mm Bofors luchtafweerkanonnen, ruim 150 30 mm stukken en zeer veel 20 mm geschut, restanten van de oude luchtafweergordels uit de Tweede Wereldoorlog.

#### Luchtmacht

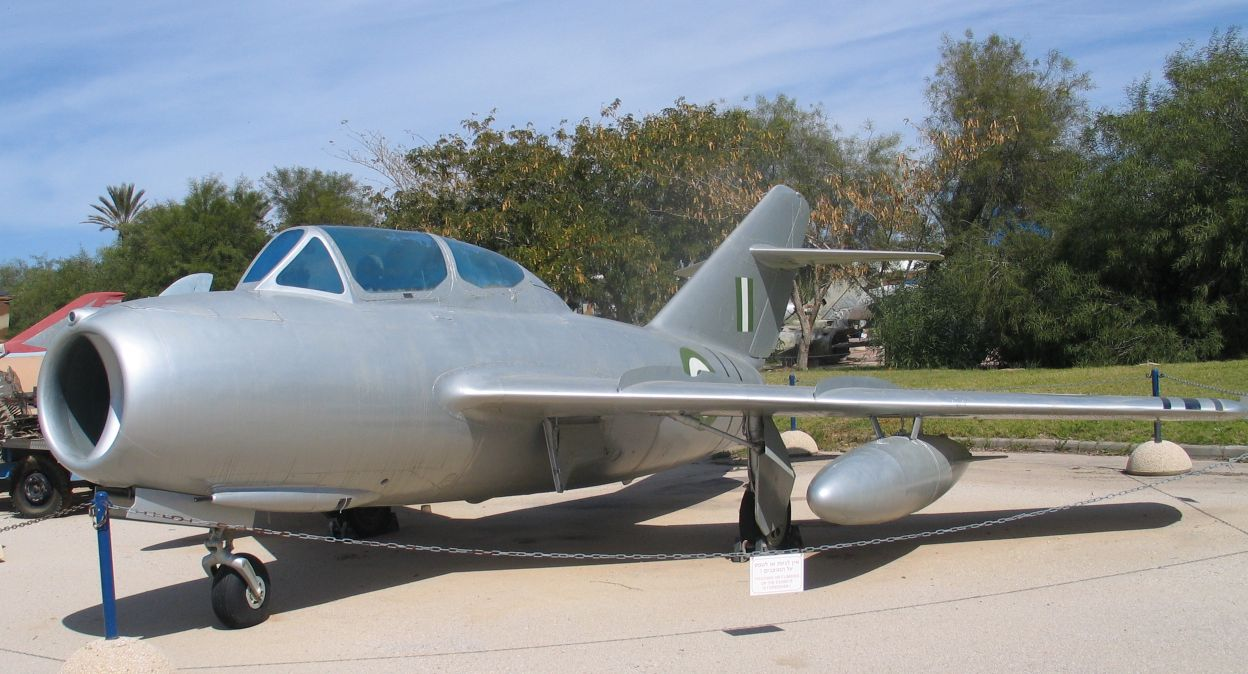
Een Egyptische MiG-15 straaltrainer

De Egyptische luchtmacht, onder luchtmaarschalk Mohamed Sidgi Mahmoud, had ongeveer 6400 man in dienst, waaronder drieduizend burgers.
De Egyptenaren gebruikten in 1956 nog wat propellerjagers voor training. Men had zestien Supermarine Spitfires waarvan er acht operationeel waren, en negen Hawker Sea Fury's waarvan vijf operationeel. Er waren nog zes oude Avro Lancaster-bommenwerpers aanwezig, waarvan vijf operationeel.

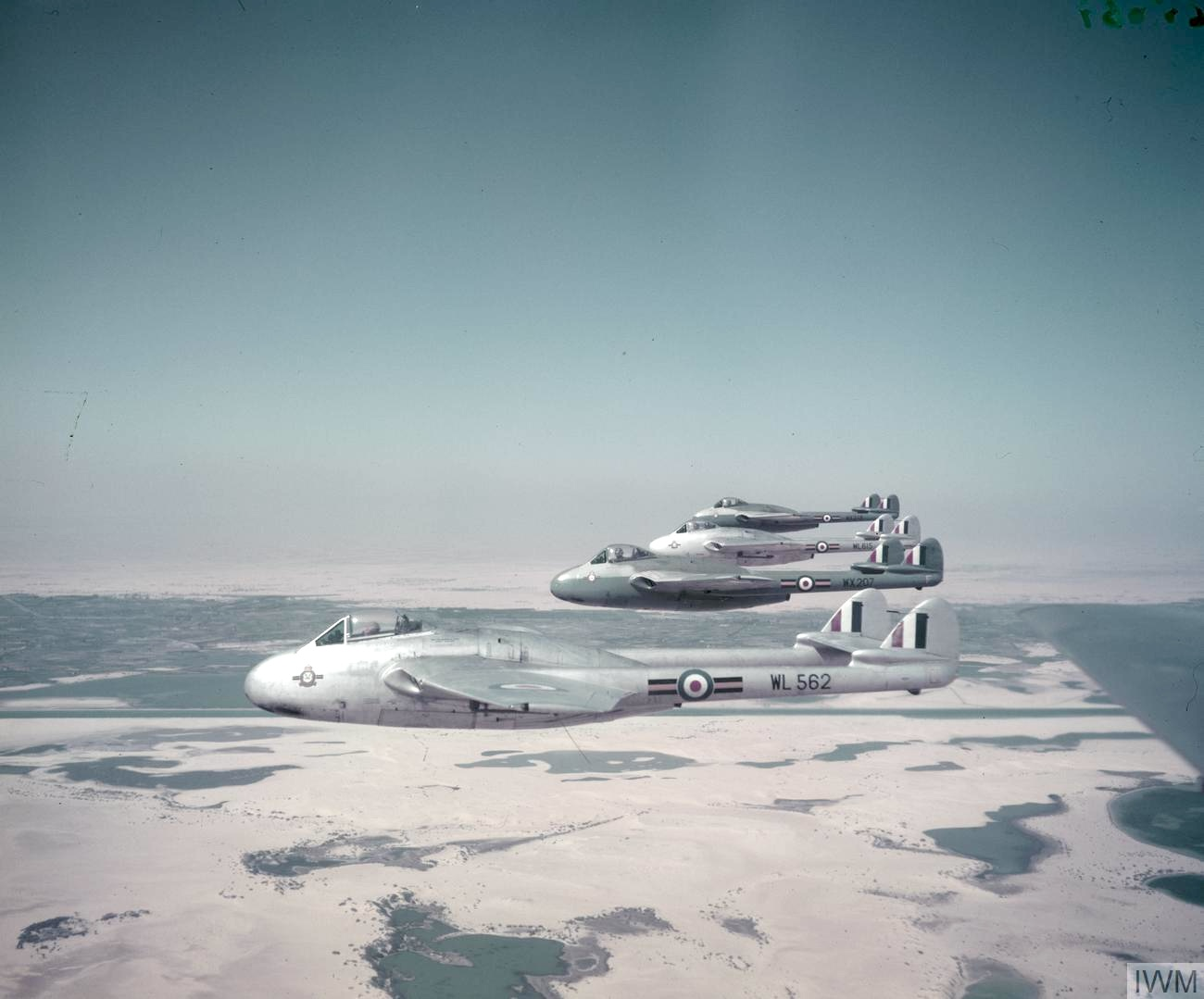
In 1952 vlogen de Britten zelf nog een squadron Vampires in de kanaalzone

De Britten waren terughoudend geweest in het uitrusten van de Egyptische luchtmacht met straaljagers. In 1948 waren Gloster Meteors besteld, waarvan er tussen oktober 1949 en mei 1950 twaalf geleverd werden plus drie trainers. Een tweede bestelling van vierentwintig toestellen uit 1949 werd wegens een wapenembargo geannuleerd. Van een derde bestelling van twaalf in 1952, werden wegens de staatsgreep in eerste instantie maar vier Gloster Meteors geleverd, zonder bewapening. Begin 1955 kwam de levering weer op gang met acht toestellen die echter niet met afwerpbare brandstoftanks waren uitgerust zodat hun actieradius gering was. Daarnaast werden er nog drie trainers geleverd en zes nachtjagers. In oktober waren twaalf Meteors operationeel bij het 5e Eskadron en vijf nachtjagers bij het 10e eskadron. De VS weigerden de levering van de F-86.
Na 1950 leverden de Britten vijftig de Havilland Vampires; toen Nasser aan de macht kwam werd een plan geschrapt voor licentieproductie te Helwan. Zeventig toestellen werden daarna verworven uit Italië. Zevenenvijftig toestellen maakten in oktober 1956 deel uit van de officiële sterkte waarvan achtenveertig operationeel in het 2e, 31e en 40e Eskadron. Daarnaast werden zeven Vampires uit Italië in depot gehouden omdat men niet meer van plan was er piloten voor op te leiden.

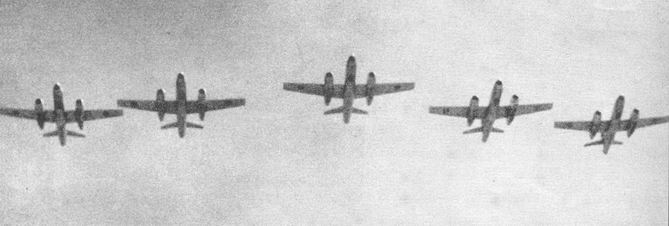
Il-28's vliegen over Caïro

In 1955 begon de instroom van Sovjetmaterieel: achtennegentig MiG-15's waarvan zeventien MiG 15 UTI-trainers, negenenveertig Iljoesjin Il-28 straalbommenwerpers en negentien Iljoesjin Il-14 vrachtvliegtuigen. Op 15 januari 1956 werden de eerste MiG-15's in dienst genomen. In oktober 1956 waren er zevenenvijftig van operationeel bij het 1e, 20e en 30e Eskadron, waaronder elf trainers. Van de Il-28's waren zevenentwintig operationeel bij het 8e en 9e Eskadron; vier moesten in oktober nog geassembleerd worden. In 1956 was maar een kleine kern van honderd piloten volledig als jachtvlieger opgeleid en de meesten van de in totaal 440 piloten hadden grote moeite zich de nodige vaardigheden meester te maken om effectief met het nieuwe materieel te kunnen opereren. Als gevolg hiervan bedroeg de effectieve operationele sterkte in oktober 1956 slechts een zestigtal jachtvliegtuigen en een tiental bommenwerpers. In oktober 1956 was er al een half dozijn MiG-17's geleverd. Later stelden Sovjetinstructeurs dat zij deze toestellen bemand hadden om aan de strijd deel te nemen.

#### Marine

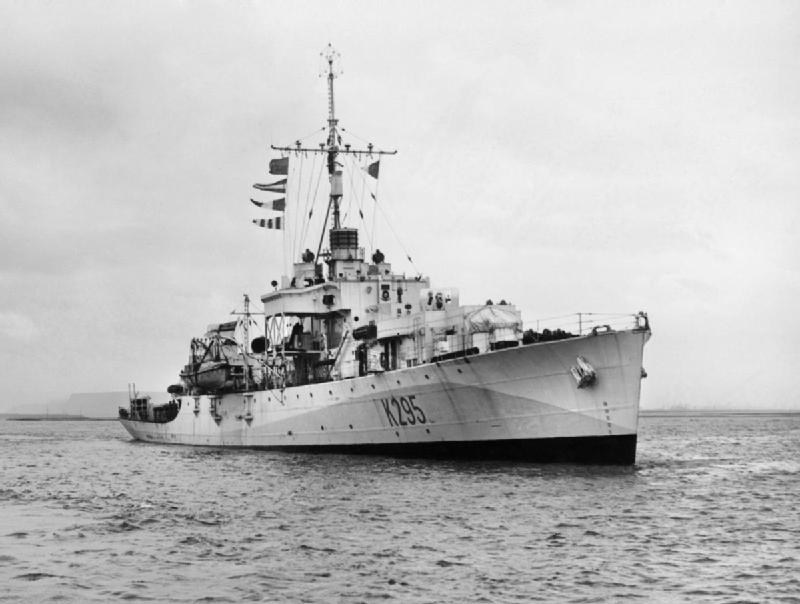
De Usk werd de Akibir

De Egyptische marine, onder admiraal Soliman Ezzat, nam in 1949 de Britse torpedobootjager Mendi in dienst als de Mohamed Ali el-Kebir en in 1951 de Cottesmore als de Ibrahim al Awal. In het voorjaar van 1956 werden twee Sovjetdestroyers van de Skoryklasse overgedragen: de El Nasser en de El Zaffer. De Britse destroyers HMS Zenith en HMS Myngs, gekocht in 1955, werden ondanks het embargo in september 1956 aan Egypte geleverd om in dienst genomen te worden als de El Fateh en El Qaher; alle vier deze vaartuigen waren in oktober nog niet operationeel. Verder waren er vier fregatten, waaronder het lichte fregat Tarik (eerder El Malek Farouk) en in de Rode Zee de wat zwaardere Riverklassefregatten Akibir, Rosetta (Rashid) en Damietta (Damiat, eerder HMS Nith).
Voor training werd het korvet El Sudan gebruikt. Veertien mijnenvegers waren beschikbaar. Acht torpedoboten waren operationeel. In 1955 werden bij de Sovjet-Unie nog eens twaalf torpedoboten en zes onderzeeërs besteld maar die waren nog niet in dienst. De eerste twee onderzeeërs waren eind oktober net onder Poolse vlag, maar met een Sovjetbemanning, uitgevaren. Op 2 november kwamen ze bij Egypte aan maar toen ze merkten dat de Britten ze opgespoord hadden, keerden ze om en voeren weer naar de Oostzee.
De lichtere vaartuigen omvatten drie patrouilleboten: de Hamza, Sab el Bahr en Saker el Bahar. Er waren verder twintig landingsvaartuigen beschikbaar. Het jacht El-Horia werd voor zeiltraining gebruikt. De El-Quseir was het enige transportschip.

### Frankrijk

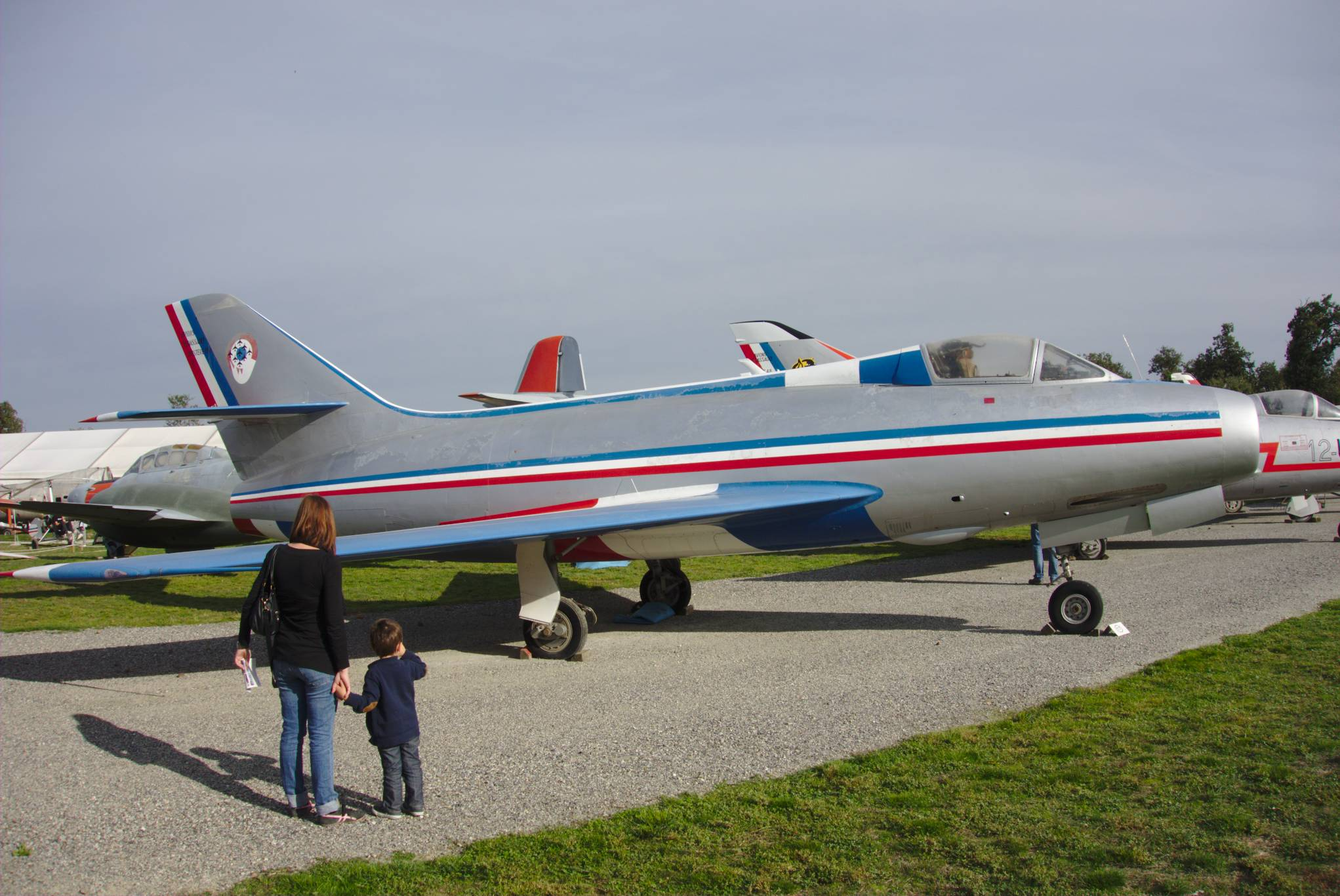
Franse Mystère IV's opereerden van Israël uit

Frankrijk opereerde in Israël, binnen het kader van Opération 750, met het 2ième Regiment d'air dat het 199e Tayeset ("eskadron") omvatte met achttien Mystères, het 200e Tayeset met achttien Republic F-84 Thunderstreaks en het 201e Tayeset dat twaalf Mystères vloog die door Israël gekocht waren, alle drie gestationeerd op Ramat David, onder Israëlisch bevel en op 29 oktober voorzien van Israëlische markeringen zoals de blauwe Ster van David. Hoewel dat later ontkend zou worden, voerden de F-84's acties uit in het Egyptische luchtruim, tegen afspraken met de VS in. Vermoedelijk vlogen Franse piloten ook Mystères van het Israëlische 101e Eskadron omdat veel piloten daar hun opleiding niet voltooid hadden. Aanvullend was een Frans squadron F-84F's op Cyprus gestationeerd, wat meteen als verklaring kon dienen voor het verschijnen van dat type in het Egyptisch luchtruim. Daarnaast was er een eskadron Nord Noratlas transportvliegtuigen in Israël actief.

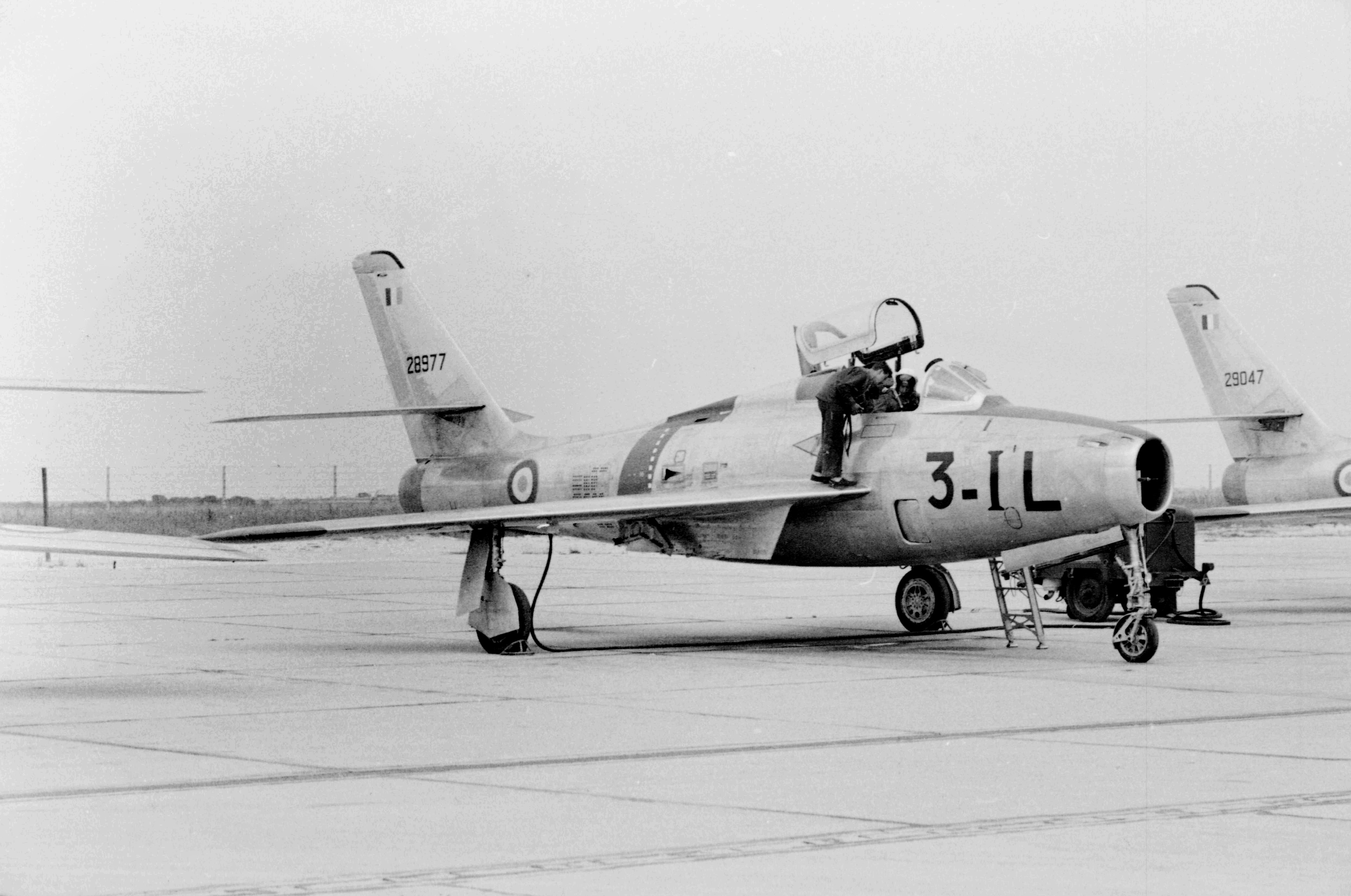
Franse Thunderstreaks vormden de modernste straaljagers van de aanvalsmacht

Frankrijk had een groot leger maar veel troepen waren niet beschikbaar omdat een kwart miljoen man in veertien divisies in Algerije vochten. Bij het kanaal zetten de Fransen vierendertigduizend man in, drieënvijftig schepen en zevenduizend voertuigen. De grondtroepen omvatten de 7e Gemechaniseerde Lichte Divisie versterkt door het 1e Regiment étranger de parachutistes, deel van het Vreemdelingenlegioen en op zijn beurt versterkt met acht AMX 13 tanks. De vloot hield twee verdere compagnies AMX 13 in reserve. Verder was er de 10e Luchtlandingsdivisie onder generaal-majoor Jacques Massu en de 11e Demi-Brigade Parachutiste de Choc waar het 2e Regiment de Parachutistes Coloniaux deel van uitmaakte. Deze troepen stonden onder commando van generaal André Beaufre op de Gustave Zédé.
De Franse marine zond een smaldeel uit met de vliegkampschepen Arromanches en Lafayette, alsmede het slagschip Jean Bart en de kruiser Georges Leygues. Bepaald werd uiteindelijk dat het slagschip zijn hoofdbewapening niet mocht inzetten om te voorkomen dat een gebied verwoest zou worden dat men zelf blijvend hoopte te gaan exploiteren. Het diende daarbij als troepentransportschip. In totaal werden er twee kruisers ingezet, vier torpedobootjagers, acht fregatten, en twee onderzeeërs. De vliegkampschepen vlogen onder andere twee squadrons met ieder achttien F4U Corsairs, propellervliegtuigen waarvan een aantal speciaal voor Frankrijk was geproduceerd, en de Grumman TBF Avenger propellerbommenwerper. Bij elkaar werden ongeveer tweehonderd Franse vliegtuigen bij de operatie ingezet. Drie van de Franse destroyers beschermden de Israëlische kust.

### Verenigd Koninkrijk

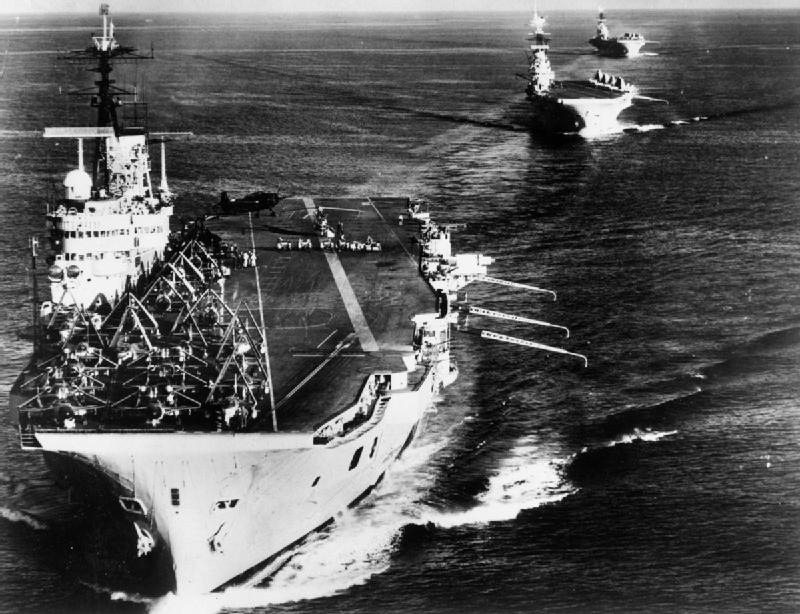
Eagle, Bulwark en Albion stomen in 1956 op

Het Verenigd Koninkrijk zette vijfenveertigduizend man in, 102 schepen en twaalfduizend voertuigen. De dienstplicht was er afgeschaft en men had moeite voldoende mankracht te verzamelen. Weliswaar telden de strijdkrachten driekwart miljoen man maar het merendeel daarvan was gebonden door verplichtingen in Duitsland en de koloniën. Vijfentwintigduizend man werden op 2 augustus overhaast opgeroepen uit de Nationale Reserve en het Reserveleger om beroepsmilitairen uit de BOAR, de British Army of the Rhine, vrij te maken voor de expeditie. Samen met ondersteunende eenheden waren zo'n honderdduizend Britse en Franse militairen bij de operatie betrokken.
De eerste aanvalsgolf zou bestaan uit de 16th Parachute Brigade en de mariniers van de 3rd Commando Brigade. Deze brigades, gestationeerd op Cyprus, zouden versterkt worden door het 6th Royal Tank Regiment, ondanks de naam in feite een tankbataljon met nominaal achtenveertig, in feite eenenvijftig, Centuriontanks. Het regiment was deel van de 34th Armoured Brigade. De amfibische capaciteit was sinds de Tweede Wereldoorlog aanzienlijk ingekrompen en men had moeite voldoende landingsvaartuigen te verzamelen voor de invasie; die men nog had waren uitgeleend aan commerciële bedrijven en deze achtentwintig vaartuigen zouden met burgerbemanningen ingezet worden.
De hoofdmacht bestond uit de 3rd Infantry Division waarvan twee brigades geconcentreerd waren bij Malta: de 29th Infantry Brigade en de 19th Infantry Brigade. Deze laatste brigade was versterkt door het 1st Royal Tank Regiment en het 5th Royal Tank Regiment uitgerust met Centurions die de belangrijkste tankmacht van de expeditie moesten vertegenwoordigen. Indien nodig kon men ook de 10e Pantserdivisie die in het kader van Operation Poker in Libië gelegerd was inzetten voor een zeelanding. De divisie had in feite de sterkte van een brigade met zesennegentig Centurions.

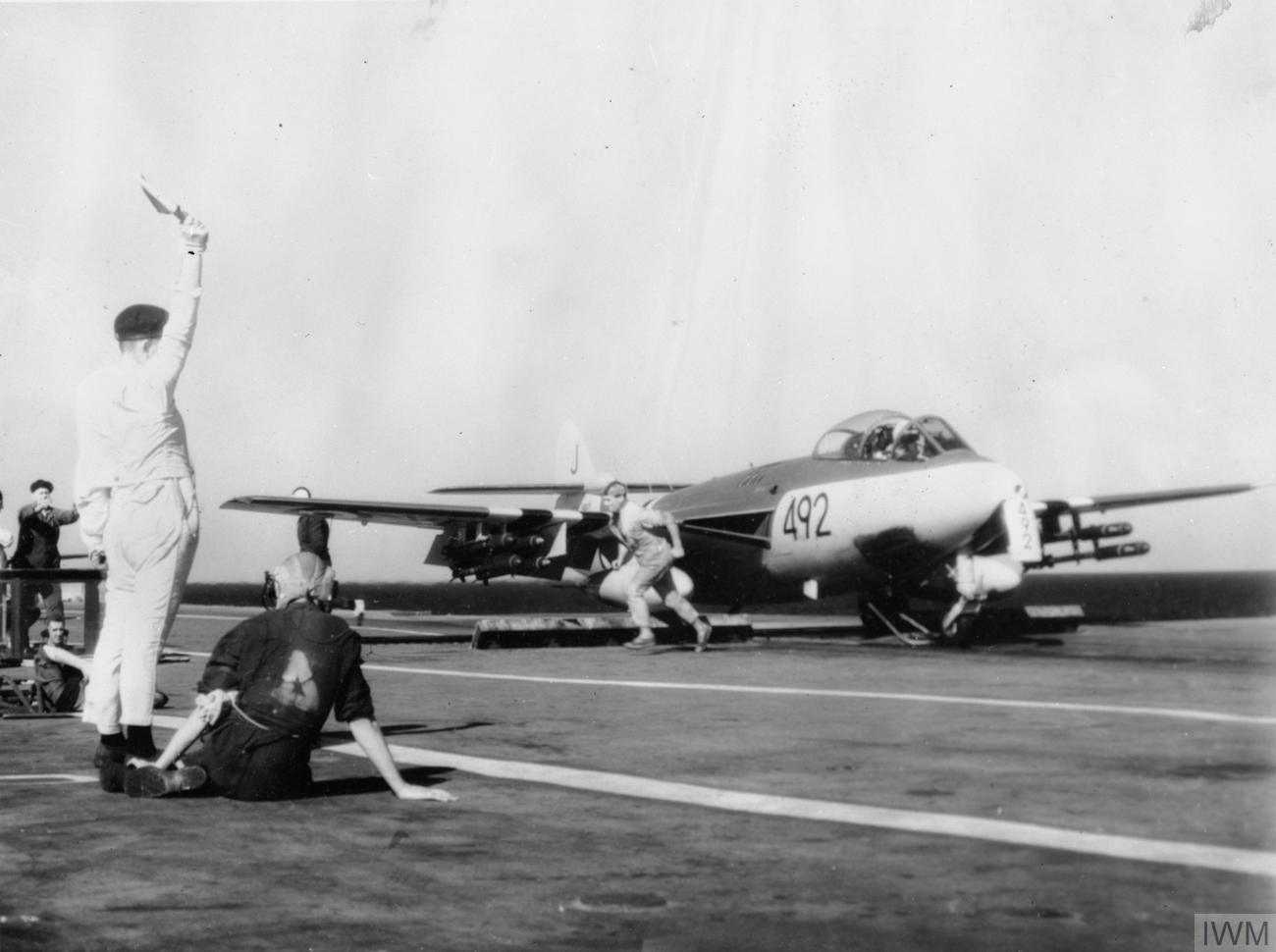
Een Seahawk stijgt op van de Eagle

Behalve de mariniers bestond de belangrijkste bijdrage van de Royal Navy uit een task force, onder commando van admiraal Robin Durnford-Slater, van vier vliegkampschepen: de HMS Tyne die meteen het vlaggenschip was van operatie Musketeer en daarom geen aanvalsvliegtuigen droeg, HMS Eagle, HMS Bulwark en HMS Albion. Twee andere vliegdekschepen fungeerden als helikoptermoederschip: de HMS Ocean en HMS Theseus, uitgerust met de Westland Whirlwind en Bristol Sycamore. Musketeer was de eerste operatie uit de wereldgeschiedenis waarin op grote schaal helikopterlandingen zouden plaatsvinden. Van de vliegdekschepen opereerden zestien squadrons. De twee squadrons Hawker Seahawks op zowel de Eagle, Albion en Bulwark werden gebruikt als lichte tactische bommenwerper. Eagle en Albion hadden voor hetzelfde doel ook een squadron Douglas A-1 Skyraiders aan boord, een propellervliegtuig. Verder waren er zes squadrons de Havilland Sea Venom, een marinejager. De Albion en Eagle hadden ieder ook nog een squadron van de Westland Wyvern, in 1953 de laatste propellerjager die door de Royal Navy in dienst genomen werd. In totaal waren er 163 vliegtuigen aan boord, met een organieke sterkte van 113 SeaHawks (72), Sea Venoms (28), Wyverns (negen) en Skyraiders (vier).
Verder werden er in totaal vier kruisers ingezet, zesentwintig destroyers, twaalf fregatten en korvetten, een mijnenlegger, vijftien mijnenvegers, een spionageschip en vijf onderzeeërs.
De kanaalzone kon ook van het zuiden aangevallen worden. Daarom was een aparte Operatie Toreador gepland voor een actie van Djibouti uit over de Rode Zee naar Port Suez. Daar maakten het licht fregat HMS Crane, de destroyers HMS Diana en HMS Modeste en de lichte kruiser HMS Newfoundland deel van uit. Landingen waren op dit punt niet voorzien.
De Royal Air Force opereerde van Cyprus en Malta af met als RAF-commandant van de operatie luchtmaarschalk Dennis Barnett. Op Cyprus waren straaljagers gestationeerd, binnen het kader van Operation Alacrity: twee squadrons met vierentwintig Hawker Hunters, drie met achtenveertig de Havilland Venoms en twee met Gloster Meteors. Een transportcapaciteit werd verschaft door drie squadrons van de Vickers Valetta en drie met de grotere Handley Page Hastings. De grootste gevechtskracht lag in de straalbommenwerpers, vooral de English Electric Canberra. Dat type kon bijna vier ton bommen vervoeren en een hoogte bereiken van ruim twintig kilometer, boven het plafond van alle toenmalige straaljagers. Zeven squadrons daarvan vlogen van Cyprus af. Nog eens vijf waren op Malta gestationeerd. Een moderner type was de Vickers Valiant die negen ton bommen vervoerde. Daarvan waren vier squadrons op Malta gestationeerd. De zestien squadrons telden samen 115 straalbommenwerpers.

### Israël

#### Landmacht

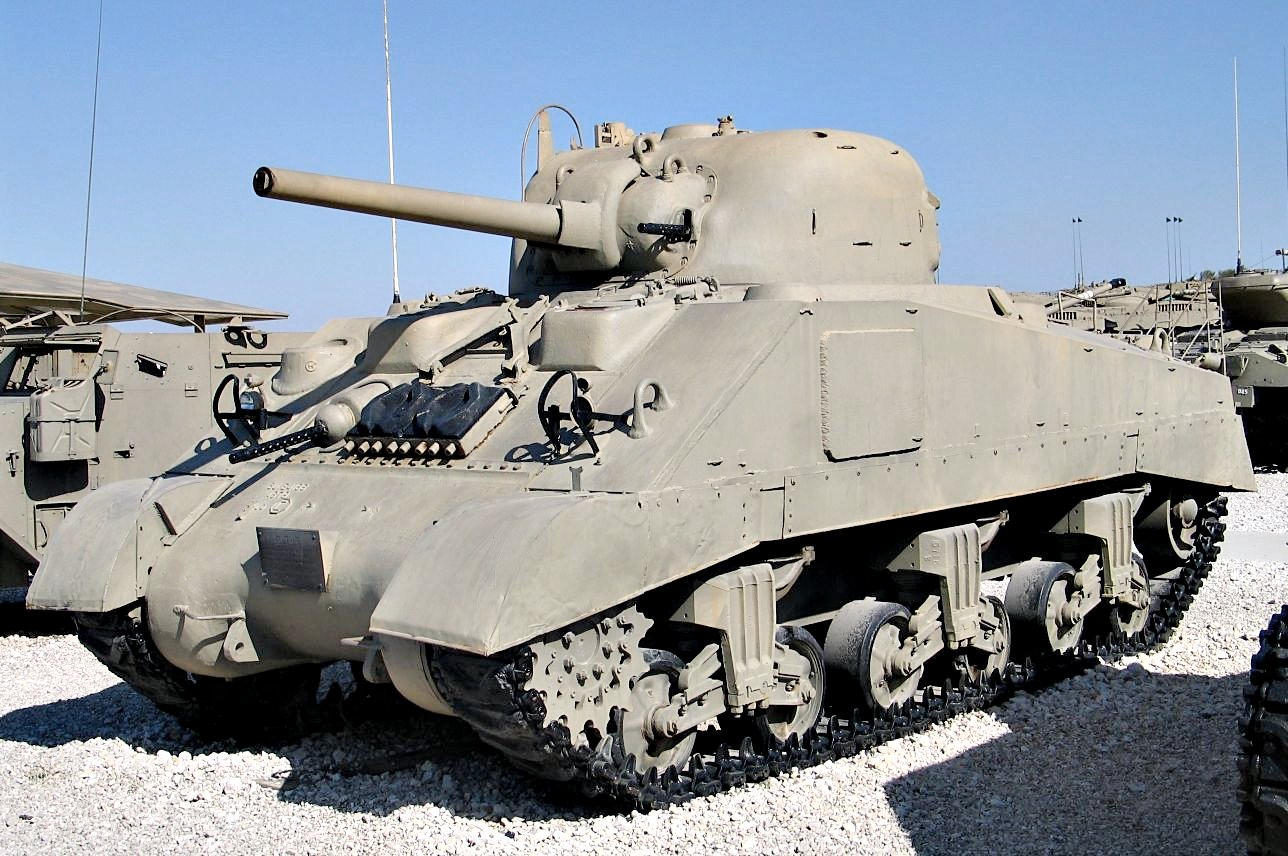
Dergelijke M4 Shermans met een kort 75 mm kanon maakten in 1956 met een organieke sterkte van 180 voertuigen nog de meerderheid uit van de inzetbare tankvloot

Israël bezat getrainde reserves met een omvang van 450 000 personen, mannen en vrouwen, een derde van de volwassen bevolking. Daarvan werd echter slechts een derde opgeroepen. Deze troepen waren voornamelijk georganiseerd in zestien brigades: de 7e Pantserbrigade, de 27e en 37e Gemechaniseerde Infanteriebrigade, de 202e Parachutistenbrigade en twaalf infanteriebrigades. Het Noordelijk Commando tegenover Syrië en het Centraal Commando aan de grenzen met Jordanië vormden een rugdekking met ieder twee infanteriebrigades, aangevuld met acht grensbataljons. Een hoofdmassa van tien brigades, waaronder de 1e, 4e, 9e, 10e, 11e en 12e Infanteriebrigade, kon zo door het Zuidelijk Commando tegen Egypte worden ingezet. Dat was daartoe versterkt met eenheden van de andere fronten: bijvoorbeeld de 1e Infanteriebrigade, de zogenaamde "Golanibrigade", was een parate elite-eenheid die normaliter tegenover de hoogvlakte van Golan lag. Die brigade had vier bataljons; de andere typisch drie. Verder was er een strategische hoofdkwartierreserve bestaande uit de 8e en 13e Infanteriebrigade.

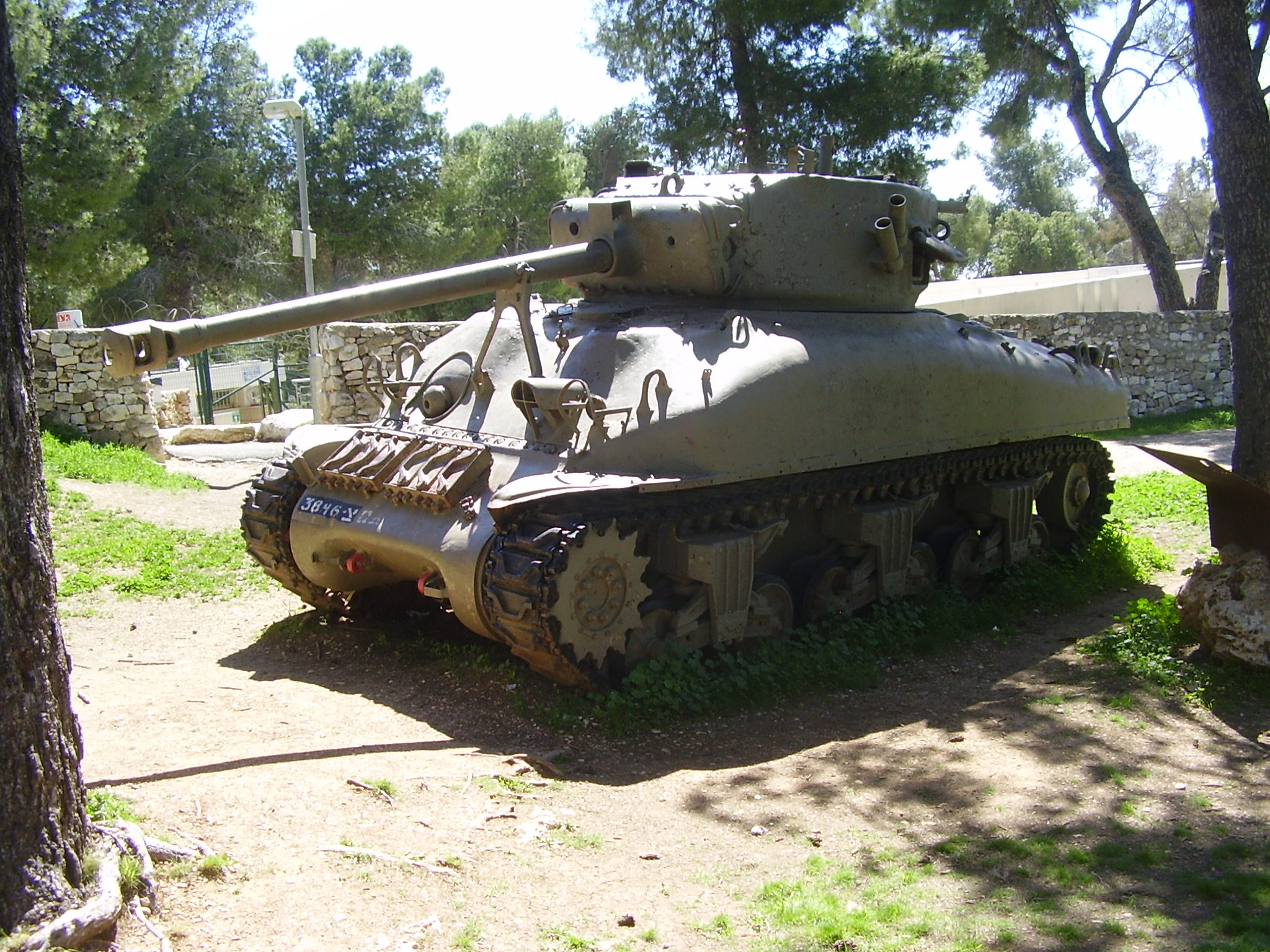
De zestig M-1's vormden een belangrijke verbetering van de gevechtskracht

In het begin van de jaren vijftig was de IDF nog maar beperkt gemechaniseerd. Opzettelijk meed men investeringen in dure wapens en vertrouwde op een superieure training van de infanterie die een initiatiefrijke Auftragstaktik moest toepassen. Als tank gebruikte men de M4 Sherman. Sommige daarvan had men als wrak in Palestina geborgen en zes werden uitgerust met een 77 mm Krupp veldkanon. Nog eens vijfendertig importeerde men in 1948 uit Italië, ontdaan van hun bewapening. Na de onafhankelijkheidsoorlog kocht men zulke voertuigen tegen schrootwaarde in de Filipijnen. Eind 1953 bezat Israël 207 Shermans; slechts zesenzeventig waren gevechtsklaar, de overige bestonden uit roestbakken die nog gereviseerd moesten worden. Enkele voertuigen werden omgebouwd tot vlegeltanks en tankdozers. Men kon zo slechts twee tankbataljons uitrusten, binnen de 7e Pantserbrigade; de 8e Pantserbrigade had men maar opgeheven bij gebrek aan tanks en belangstelling. De M4 Sherman was, indien opgeknapt, wel een betrouwbare tank maar gold reeds in 1943 als verouderd vanwege een vrij zwak en kort M3 75 mm kanon en een matige pantsering gecombineerd met een hoog silhouet. Deze geringe pantsermacht verklaart waarom men nerveus werd van de 230 T-34's die aan Egypte geleverd zouden worden.

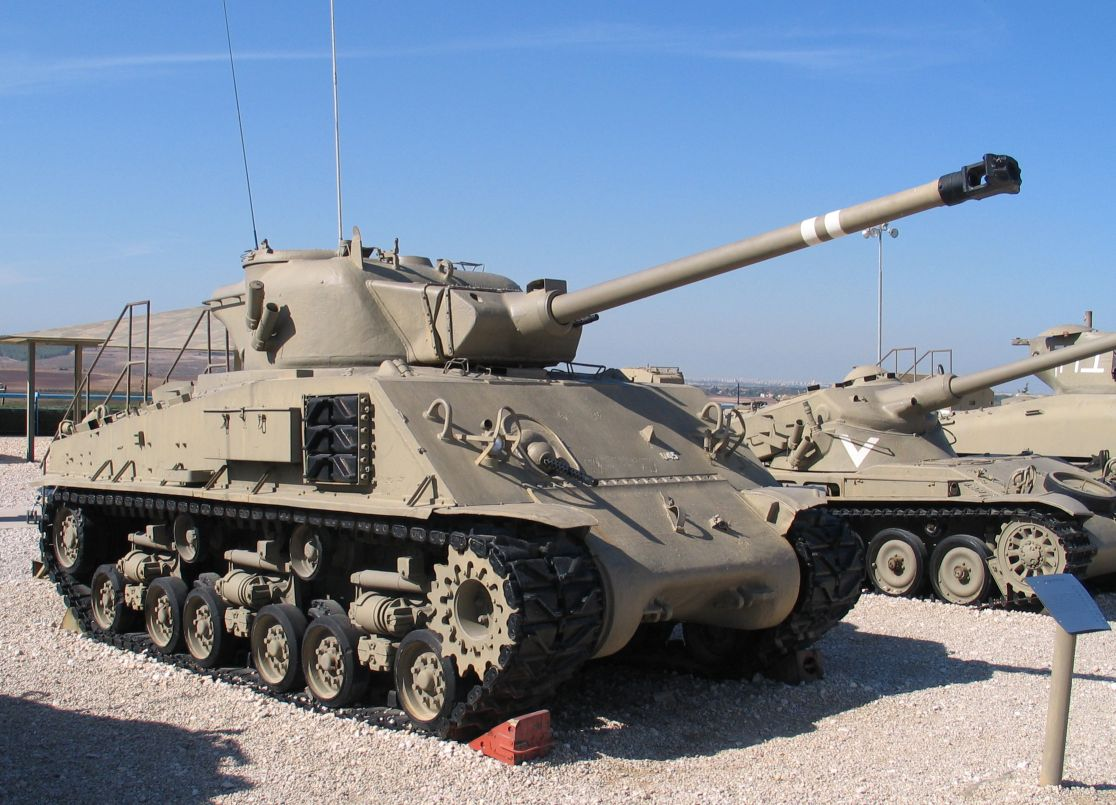
Van de M-50 waren nog maar vijfentwintig stuks gemaakt

In 1955 leverde Frankrijk in het geheim zestig Shermans met een veel sterker 76,2 mm kanon. Die had men zelf van de VS in bruikleen of lease gekregen in het kader van een Mutual Defense Aid Program en mochten dus niet zonder toestemming geëxporteerd worden. Deze voertuigen waren redelijk onderhouden en stelden Israël in staat een tankcomponent toe te voegen aan de 27e en 37e Brigade, de gevechtskracht aan middelzware tanks meteen meer dan verdubbelend. Ze werden in dat land de Super Sherman M-1 genoemd. Israël verlangde veel meer Shermans en Frankrijk zou in het geheim honderden M4's schenken, afkomstig van de vele wapendumps die de geallieerden op het eind van de oorlog op zijn grondgebied hadden achtergelaten. Voorlopig waren die nog onbruikbaar; ze werden niet toegevoegd aan de infanteriebrigades. Wel inzetbaar waren veertig M4A4's met een M4A1-motor die door de Fransen waren overgenomen van Britse voorraden. Maart 1956 begon een verbeteringsprogramma waarin Shermans, hernoemd tot de M-50, werden voorzien van een krachtig Frans 75 mm kanon, afgeleid van dat van de Duitse Panther. Eind oktober 1956 waren daarvan pas vijfentwintig klaar. Het Franse Arsenal de Bourges moest een aparte mantel en achterkant van de toren gieten en had daarvoor maar een beperkte capaciteit. Deze voertuigen werden toegevoegd aan de 37e Gemechaniseerde Infanteriebrigade die op zijn beurt een tankcompagnie kon afstaan aan de 11e Infanteriebrigade. Die was daarmee de enige infanteriebrigade met een tankcomponent. De reservebrigades waren maar zwak: de meeste hadden geen eigen artilleriebataljon maar slechts een compagnie zware 120 mm mortieren en de transportcapaciteit was gering door een tekort aan vrachtwagens.

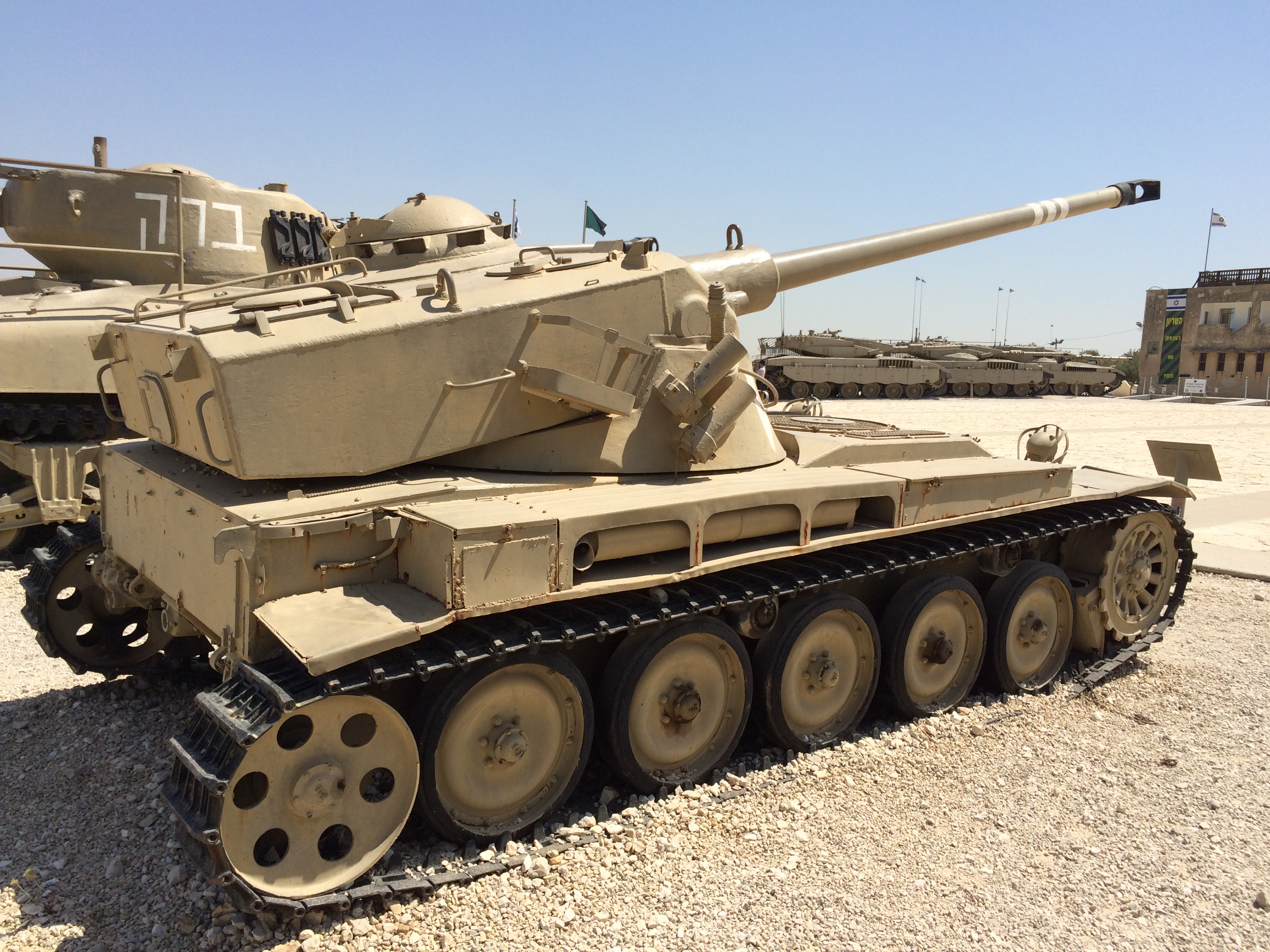
AMX 13

Frankrijk was in 1956 niet in staat moderne middelzware tanks te leveren. Het eigen AMX 50-project stond op het punt te mislukken. De Fransen gebruikten Amerikaanse M47's maar het was strikt verboden die aan Israël door te verkopen. Wel was er een moderne lichte tank beschikbaar, de AMX 13. Deze was net zo goed bewapend als de M50, met een 75 mm kanon. Het was een geavanceerd type met een oscillerende toren waarvan de bovenkant op de onderzijde scharnierde. Dat zorgde voor een laag profiel en stond toe een automatische lader te installeren voor een hoge vuursnelheid. Een nadeel was het dunne pantser en de zwakke wielophanging die tot een hoge uitval leidde als men lang door zwaar terrein reed, zoals een woestijn. In 1954 had Israël er dertig van besteld. Die vormden toen wat de vuurkracht betreft de sterkste tanks in IDF. In 1956 werden inderhaast nog eens negentig stuks geleverd; pas op 2 november 1956 werd officieel het contract getekend.

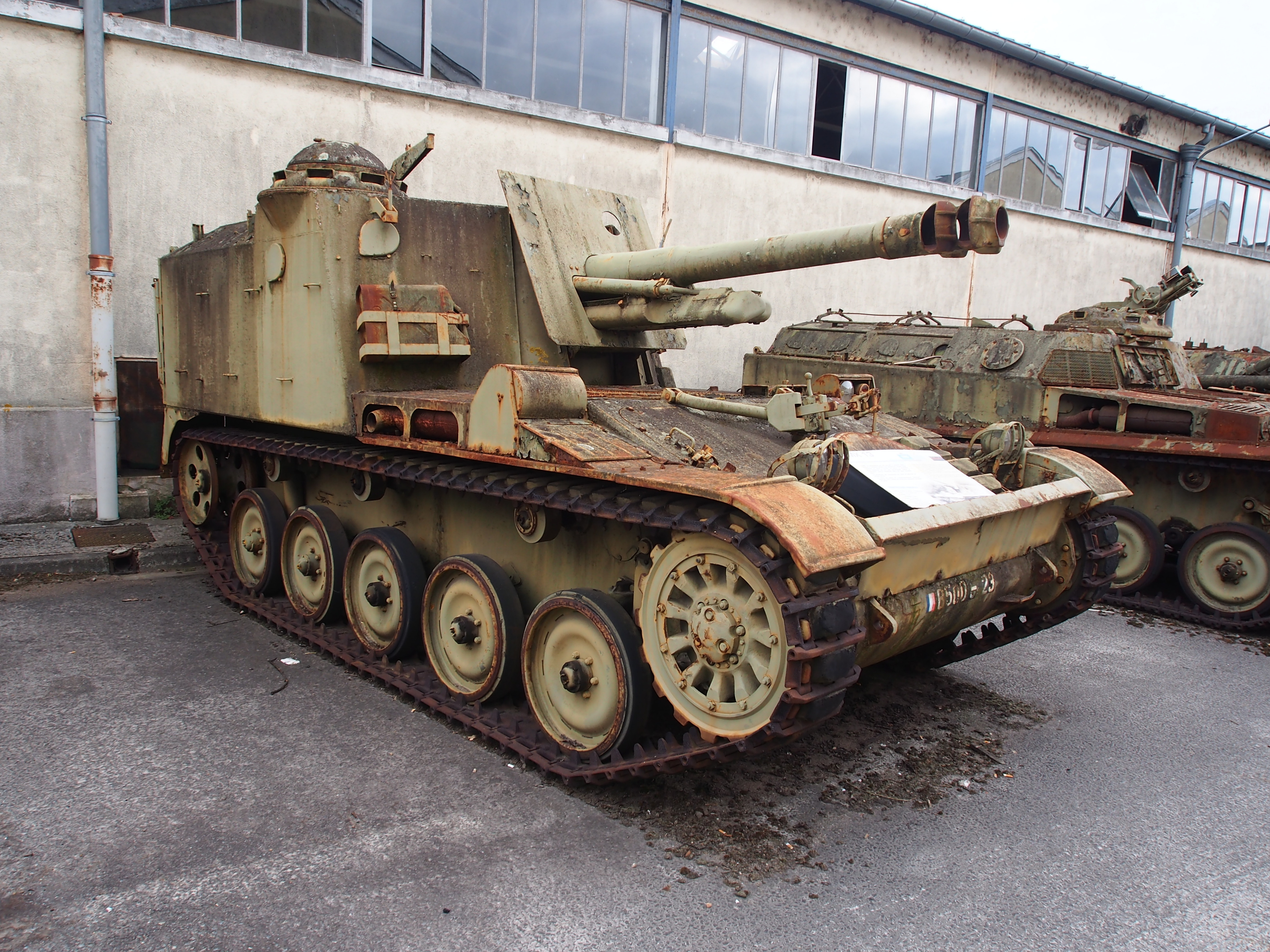
De Automoteur de 105 was het modernste geschut in Israël

Ondanks de instroom van nieuw materieel was in oktober 1956 de organieke sterkte van de pantsertroepen beperkt. Er waren bij elkaar drie tankbataljons: een bataljon Shermans bij de 7e PB en 37e MIB; en een bataljon AMX 13's bij de 7e PB. De 27e MIB had twee gevechtsgroepen met bij elkaar drie compagnies Shermans en de 11e IB had één compagnie Shermans. De 27e MIB, 37e MIB en 202e Parachutistenbrigade hadden ieder een compagnie AMX 13's. Omdat iedere compagnie nominaal dertien voertuigen telde, bracht dat het totaal op zo'n 247 tanks, waarvan achtenzeventig AMX 13's.
Verder waren er eenheden pantserinfanterie, uitgerust met 450 M3 half-tracks. De 7e PB en 37e MIB hadden ieder een pantserinfanteriebataljon en daarnaast een gemotoriseerd infanteriebataljon. De 27e MIB had twee compagnies pantserinfanterie en een gemotoriseerd bataljon. Ten slotte hadden het Noordelijk en Centraal Commando ieder een onafhankelijk pantserbataljon met oude Shermans en een compagnie half-tracks. Verkenningseenheden beschikten over negentig White M3A1 Scout Cars.

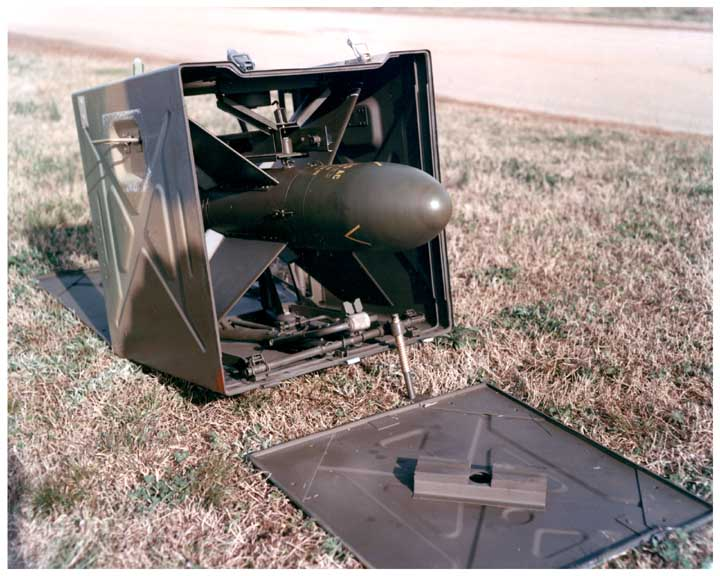
De SS.10 is vermoedelijk niet ingezet

De Artillerie was zeer matig uitgerust. Het meest gebruikte geschut was de oude Britse 87,6 mm QF 25-ponder, waarvan er vierenvijftig beschikbaar waren. Verder waren er tweeëndertig oude Amerikaanse 105 mm M101 howitzers. Een zwaarder kaliber hadden zestien Britse 140 mm BL 5.5-inch medium guns. Het zwaarste en meteen meest moderne getrokken geschut bestond uit vierentwintig stuks van de Franse Obusier de 155 mm Modèle 50 waarvan Israël er uiteindelijk 170 zou verwerven die later grotendeels op een Shermanchassis zouden worden geplaatst. Al in 1956 beschikte Israël echter over zulk gemechaniseerd geschut: in oktober 1956 werden zesendertig stuks van de Franse Obusier automoteur de 105 Modèle 50 geleverd, 105 mm geschut op een AMX 13-chassis. Die werden toegevoegd aan de 7e PB. Zelfs met deze erbij was de totale sterkte maar 162 stukken wat erg mager was voor een krijgsmacht met de omvang van ongeveer vijf divisies. Dat weerspiegelde het geringe belang dat gehecht werd aan het verbonden wapenen-gevecht. Tanks en infanterie wilden snel en beslissend handelend agressief situaties uitbuiten, zonder op elkaar te hoeven wachten, laat staan tijd te verspillen aan ingewikkelde vuurschema's van de artillerie of het aanvragen van luchtsteun.
De tankafweer was ten dele nog ouderwets. In 1955 bezat men 157 56 mm Ordnance QF 6-pounder of M7 antitankkanonnen; in 1956 kocht men er nog een honderdtal extra van Nederland. Tweehonderdtachtig "106 mm" (in feite 105 mm) M40 recoilless rifles, terugstootloze kanonnen die een holle lading konden afvuren, werden door Frankrijk geleverd, dat de M40A1 in licentie produceerde naar een Amerikaans ontwerp. Van de Franse SS.10 geleide antitankraket werden eind 1955 zesendertig lanceerinrichtingen besteld; deze waren in oktober 1956 nog niet operationeel.

#### Luchtmacht

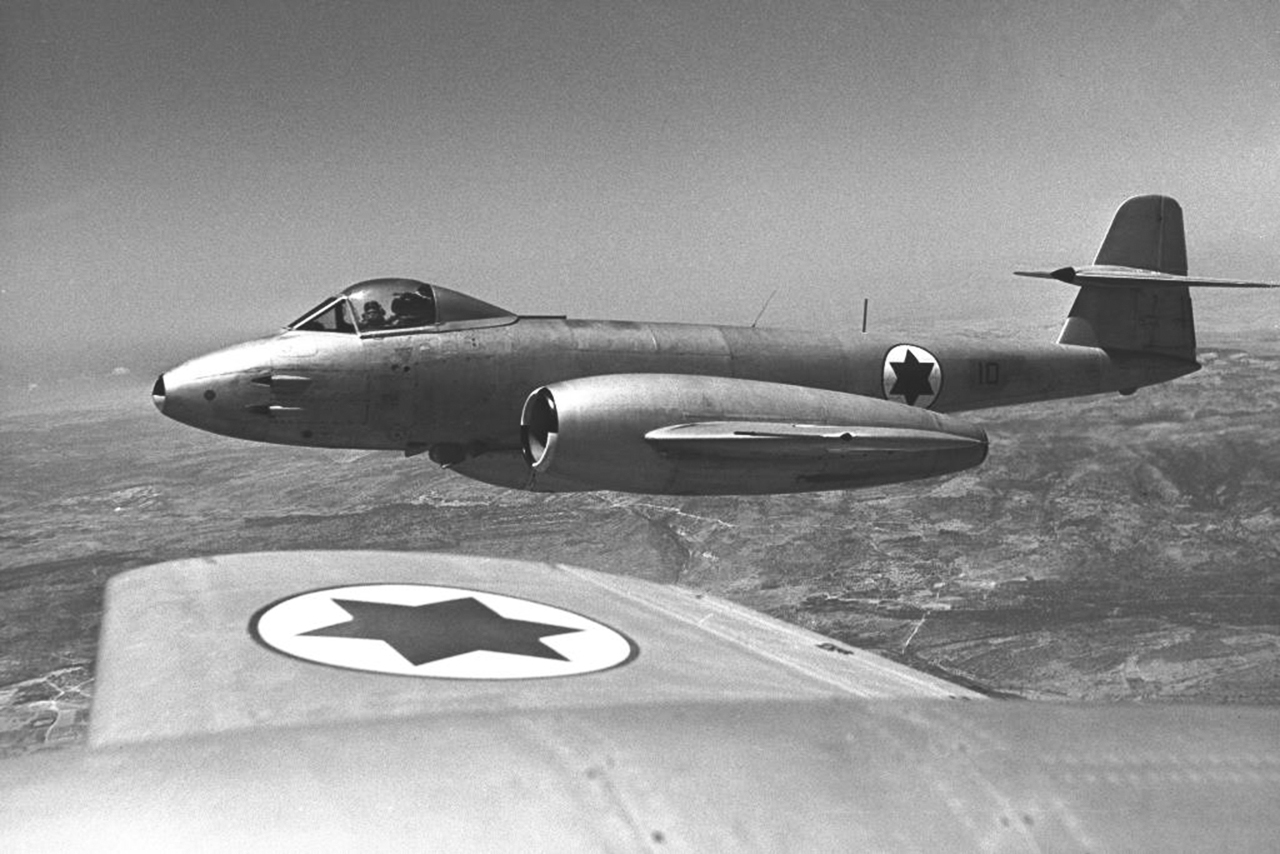
De Gloster Meteor F8 was in 1953 al verouderd

De Israëlische luchtmacht was in 1953 begonnen propellervliegtuigen uit te faseren voor straaljagers. Alle Spitfires en Avia S-199's waren in 1956 al afgedankt maar drieënveertig P-51 Mustangs werden uit de mottenballen gehaald voor de komende oorlog en negenentwintig gebruikt door het 116e Eskadron. Op 17 juni 1953 vlogen Britse piloten de eerste twee trainingstoestellen van de Gloster Meteor naar Israël, deel van een bestelling van elf F8's en vier T7's. Het was de eerste keer dat Israël nieuwe militaire vliegtuigen aanschafte in plaats van gebruikte. Hiermee werd het 117e Squadron opgericht. Zeven F9's en twee meer T7's werden in januari 1955 geleverd. Drie nachtjagers van Belgische makelij, van het type NF13, werden nog voor de oorlog in dienst genomen, deel van een order van zes.

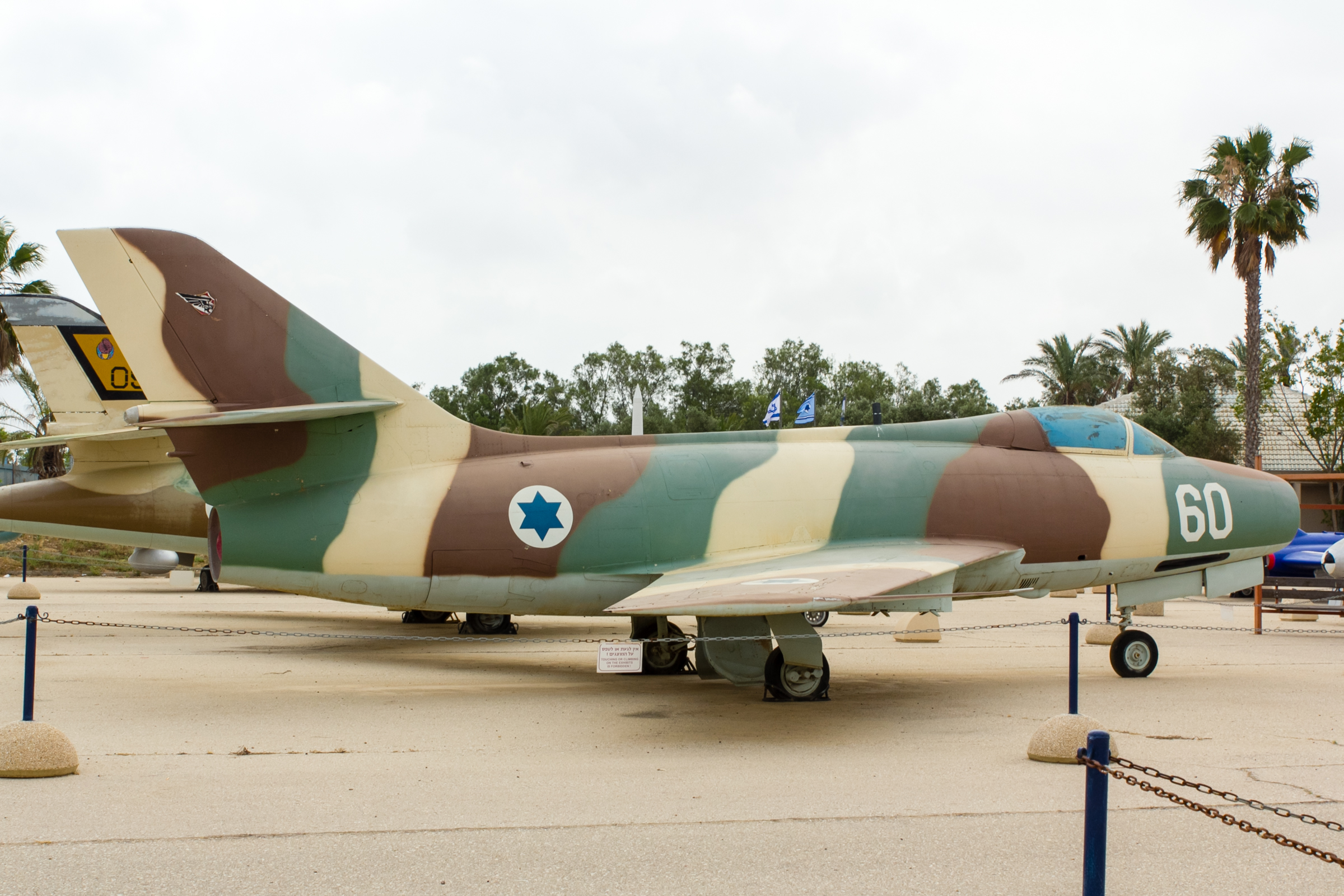
De Mystère IV was essentieel voor Israëls verdediging en werd wellicht grotendeels gevlogen door Franse piloten

Straaljagers maakten een snelle technologische ontwikkeling door in de jaren vijftig en de Gloster Meteor was al weer verouderd, de mindere van de MiG-15. In 1956 zouden de Meteors voornamelijk ingezet worden als lichte tactische bommenwerper. Israël probeerde North American F-86 Sabres te verwerven van Canadees fabricaat, maar toen dat land in juli 1955 een deal afblies, werden vierentwintig Franse Dassault MD.450 Ouragans besteld uit oude voorraden. In het kader van Operatie Oregon werden in het geheim op 6 oktober de eerste zes vliegtuigen overgevlogen en zes verdere op 10 oktober. Op 24 november volgden nog eens twaalf exemplaren, na een bestelling op 4 november. In de context van de geheime besprekingen over Operatie Kadesh werden in augustus 1956 nog eens zes vliegtuigen overgevlogen. Door een ongeluk waren tijdens het conflict nog tweeëntwintig toestellen operationeel bij het 113e Eskadron met nog eens zeven in depot. Het type bleek minder geschikt als luchtoverwichtjager en werd ingezet als lichte tactische bommenwerper. De Ouragan was eigenlijk alleen verworven omdat een bestelling voor vijftien Dassault Mystère IV's, daterend van 15 juli 1954, nog niet geleverd kon worden. In december 1955 werd de order uitgebreid tot negenenvijftig toestellen. Van het type werden de eerste vier exemplaren overgevlogen op 11 april 1956. Een 101e Eskadron werd gevormd dat nog voor het conflict uitgroeide tot zestien vliegtuigen. In totaal kon de IAF dus maar een zestigtal straaljagers in de lucht brengen, wat het belang verklaart van de Franse hulp. Toch verschafte dat de grotere Egyptische luchtmacht geen luchtoverwicht. De Israëlische sortie rate, het aantal gevechtsvluchten per dag per vliegtuig, bedroeg ongeveer vier, een veelvoud van de Egyptische rate. Ook lag de inzetbaarheid hoger.
Tussen 1951 en 1955 verwierf de IAF een tachtigtal De Havilland Mosquitos, houten tweemotorige propellervliegtuigen met een grote actieradius, die bij het 109e Eskadron werden ingezet als fotoverkenner, nachtjager, lichte bommenwerper en marinebommenwerper. In 1956 stond het type, waarvan de sterkte door ongelukken en slijtage was uitgedund tot tweeënzestig, op het punt geheel afgedankt te worden maar zevenenveertig werden in het conflict wel ingezet. In 1948 waren uit Amerika drie B-17 Flying Fortress's naar Israël gesmokkeld die een 69e Squadron zware bommenwerpers vormden. Al uitgefaseerd werden de twee laatste werkende toestellen in 1956 weer geactiveerd voor de oorlog.

#### Marine
De Israëlische marine begon als een vrij amateuristische organisatie. Van de eerste schepen waren in 1956 nog de onderzeebootjager Nogah in dienst en de lichte fregatten Mivtah, Misgav en Miznak. Op 22 juni 1955 leverde het VK twee Zambesi-class destroyers aan de Israëlische marine, de HMS Zealous en HMS Zodiac, die in juli 1956 in dienst werden genomen als de Jaffa en de Eilat. Er waren negen torpedoboten: de Ayah, Baz, Daya, Nets, Peress, Tahmass van de Meulanklasse, alsmede van de Vosperklasse de Lilitt, Shaldagg en Tinshemett die in Eilat hun basis hadden. In 1956 werden ook de torpedoboten Ophir, Sjeva en Tarsjisj in de vaart genomen maar die waren in oktober nog niet operationeel. Israël bezat in 1956 geen onderzeeërs. Men beschikte wel over een ruim aantal landingsvaartuigen.

## De oorlog

### Operatie Tarnegol

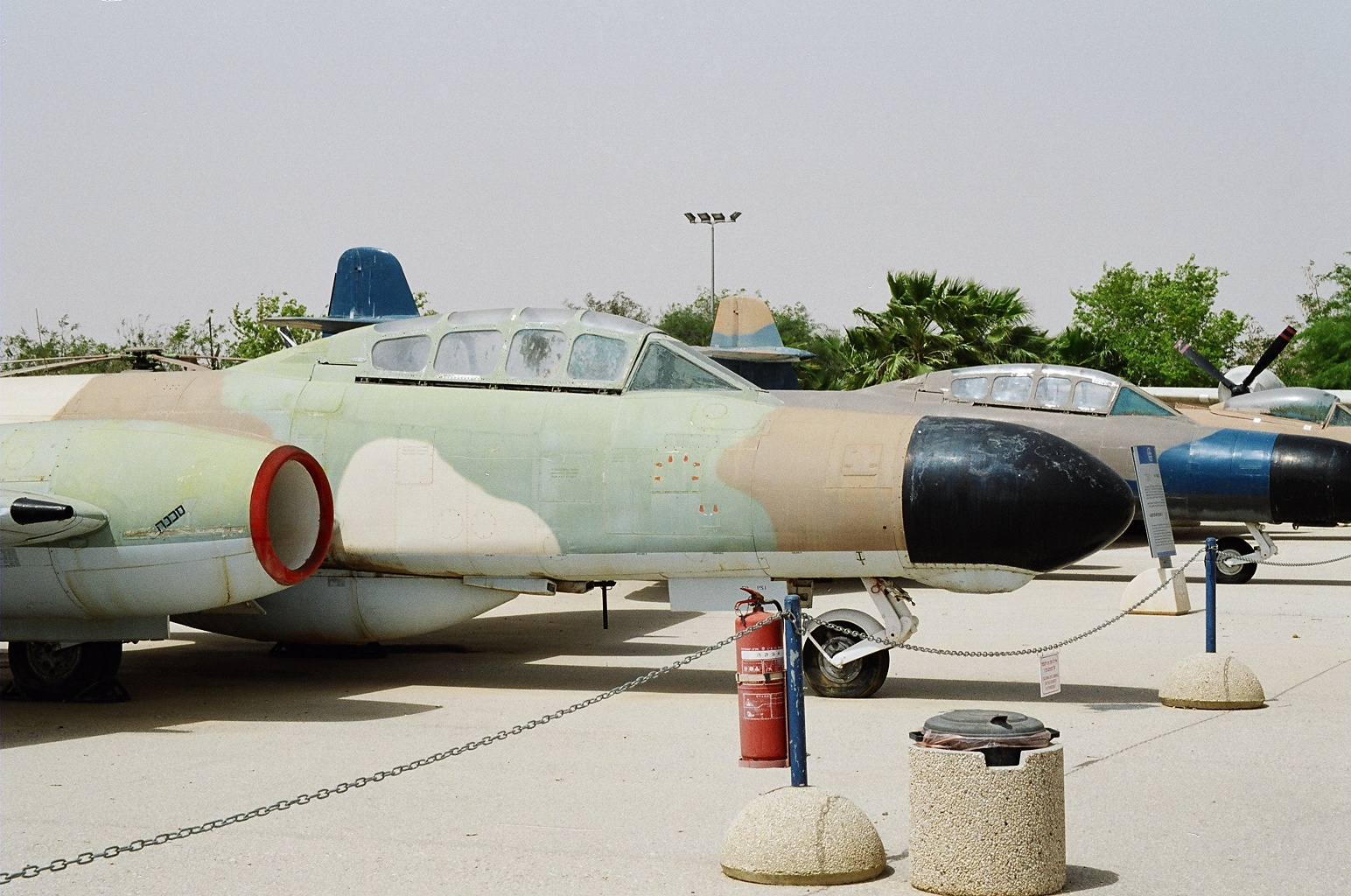
Mark 13NF met radarneus

In oktober 1955 hadden Egypte en Syrië een gezamenlijk opperbevel opgericht om hun militaire beleid te coördineren. De chef-staf van de Egyptische strijdkrachten, generaal-majoor Mohammed Abd al-Hakim Amer, werd benoemd tot bevelhebber van dat commando. Israël ontdekte dat Amer op 28 oktober 1956 van Damascus naar Egypte zou vliegen. Dat zag men als een uitgelezen kans om het Egyptische opperbevel aan de vooravond van de aanval een zware slag toe te brengen. Dit soort vluchten vond voor de veiligheid meestal 's nachts plaats en het potentieel daar aanslagen op te kunnen plegen was een belangrijk motief geweest voor het aanschaffen van Gloster Meteor NF13 nachtjagers met een radarneus voor een inzet in een Operatie Tarnegol, "haan" of "tempelwachter".
In de late avond van 28 oktober onderschepte majoor Yoash Tzidon tweehonderd kilometer ten zuiden van Cyprus op drie kilometer hoogte met zijn Meteor een Iljoesjin Il-14 militair passagiersvliegtuig. Een eerste aanval beschadigde het vliegtuig en bij de tweede explodeerde het. Er waren achttien Egyptenaren aan boord geweest, twee piloten, journalisten en officieren. Amer had echter een ander vliegtuig genomen, naar Amman. Israël claimde de aanslag niet en de Egyptenaren namen aan dat het verongelukt was. De Britse marine en Israëlische kustwacht verleenden nog hulp bij de zoekactie. Pas in januari 1989 werd de toedracht bekend gemaakt.

### Operatie Hafarperet
Na 1949 was de Israëlische politieke en militaire elite pessimistisch over de kansen op een blijvende vrede. Men nam aan dat de Arabische wereld de verdrijving van de Palestijnse bevolking nooit zou aanvaarden, wat ook bevestigd leek te worden door de gebruikelijke revanchistische oorlogsretoriek in de buurlanden. Veel invloedrijke politici en generaals vonden dat men zich actief moest voorbereiden op een grootschalige hervatting van de vijandelijkheden, de zogenaamde "Tweede Ronde". Zo'n voortzetting van de vorige oorlog droeg niet alleen gevaren met zich mee maar zou ook de gelegenheid scheppen voor een buitenwaartse verlegging van de grenzen, naar beter verdedigbare posities of voorbij nieuw kolonisatiegebied. De bestaande grenzen achtte men onhoudbaar en politiek onwenselijk. De aandacht ging daarbij niet in de eerste plaats uit naar Egypte maar naar Jordanië. Dat land was kwetsbaarder en zwakker en omvatte ten westen van de Jordaan Samaria en Judea, gebieden die de zionistische beweging altijd al deel had willen laten uitmaken van een Joodse staat. Het uitschakelen van Egypte had aldus als uiteindelijk doel de handen vrij te maken voor een bezetting van de Westelijke Jordaanoever.

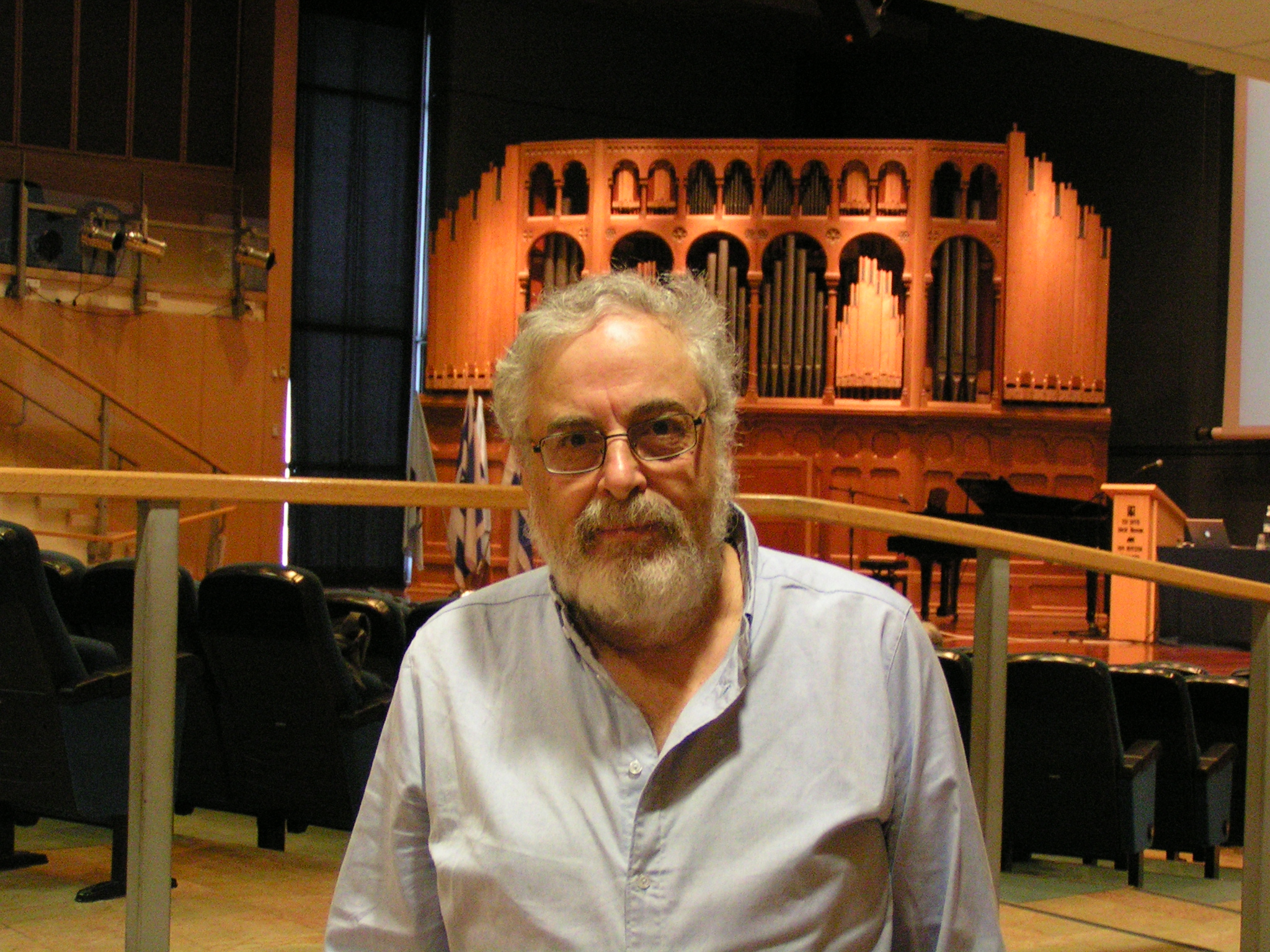
Ruvik Rosenthal

In dit Cisjordanië was de fedayeen-activiteit altijd veel intenser geweest dan aan de grens met Egypte. Dit schiep een ruimere gelegenheid de gespannen situatie te laten escaleren tot een oorlog. Hiertoe kregen in 1955 en 1956 de Israëlische strafexpedities een massaler karakter. In het kader van het Pact van Bagdad, en als uitvoering van een in 1946 gesloten bijstandsverdrag, begon het VK Operation Cordage voor te bereiden als reactie op een mogelijke grootschalige invasie van Jordanië. Op 10 en 11 oktober 1956 voerde de IDF Operatie Samaria uit, de grootste strafexpeditie tot dan toe waarbij het Jordaanse politiefort van Qalqiliya bezet werd. Een Israëlisch bataljon raakte daarbij ingesloten en kon slechts met de grootste moeite weer teruggetrokken worden. Het hectische gebeuren deed bij de bondgenoten van Jordanië alle alarmbellen afgaan. Op 26 oktober voegde Jordanië zich bij het Egyptisch-Syrische oppercommando en trokken Iraakse troepen het land binnen. De spanningen werden door Ben-Goerion gebruikt om de mobilisatie van de IDF te rechtvaardigen en de aandacht af te leiden van de komende aanval op Egypte. Veel Israëlische militairen waren hiervan niet op de hoogte en verwachtten dat elk moment een volle oorlog met Jordanië kon uitbreken.
Volgens journalist Ruvik Rosenthal leidde deze situatie tot een tragedie voor de Arabische bevolking van Israël. Na 1949 werden de achterblijvende Arabieren met grote achterdocht bezien. Arabische dorpen stonden tot en met 1956 onder militair bestuur. Volgens Rosenthal was er een plan S-59, of een geheime Operatie Hafarperet ("Mol"), om bij een oorlog met Jordanië de bevolking van verschillende Arabische grensdorpen de grens over te drijven. Daarvoor moest een rechtvaardiging gevonden worden in gewelddadige onlusten die weer uitgelokt moesten worden door excessen. Een misverstand over het al dan niet doorgaan van de oorlog zou ten grondslag liggen aan het Bloedbad van Kafr Qasim dat op 29 oktober plaatsvond.

### Operatie Kadesh
Israël viel op 29 oktober volgens plan de Sinaï en de door Egypte bestuurde Gazastrook binnen. Bevelen van de Veiligheidsraad aan IsraëI om zich ogenblikkelijk weer terug te trekken, op 30 oktober eerst in stemming gebracht door de VS en later door de USSR, werden tweemaal door het VK en Frankrijk met hun veto getroffen. In de avond van 30 oktober stelden het VK en Frankrijk hun ultimatum aan de strijdende partijen. Egypte beantwoordde het ultimatum niet eens dat op 31 oktober om 04:30 afliep. Dertien uur na het stellen van het ultimatum verklaarden het Verenigd Koninkrijk en Frankrijk militaire acties te zullen gaan ondernemen. Een formele oorlogsverklaring bleef uit. Zo werd de schijn opgehouden dat het slechts om een soort pacificatie ging.

#### Operatie Machbasj

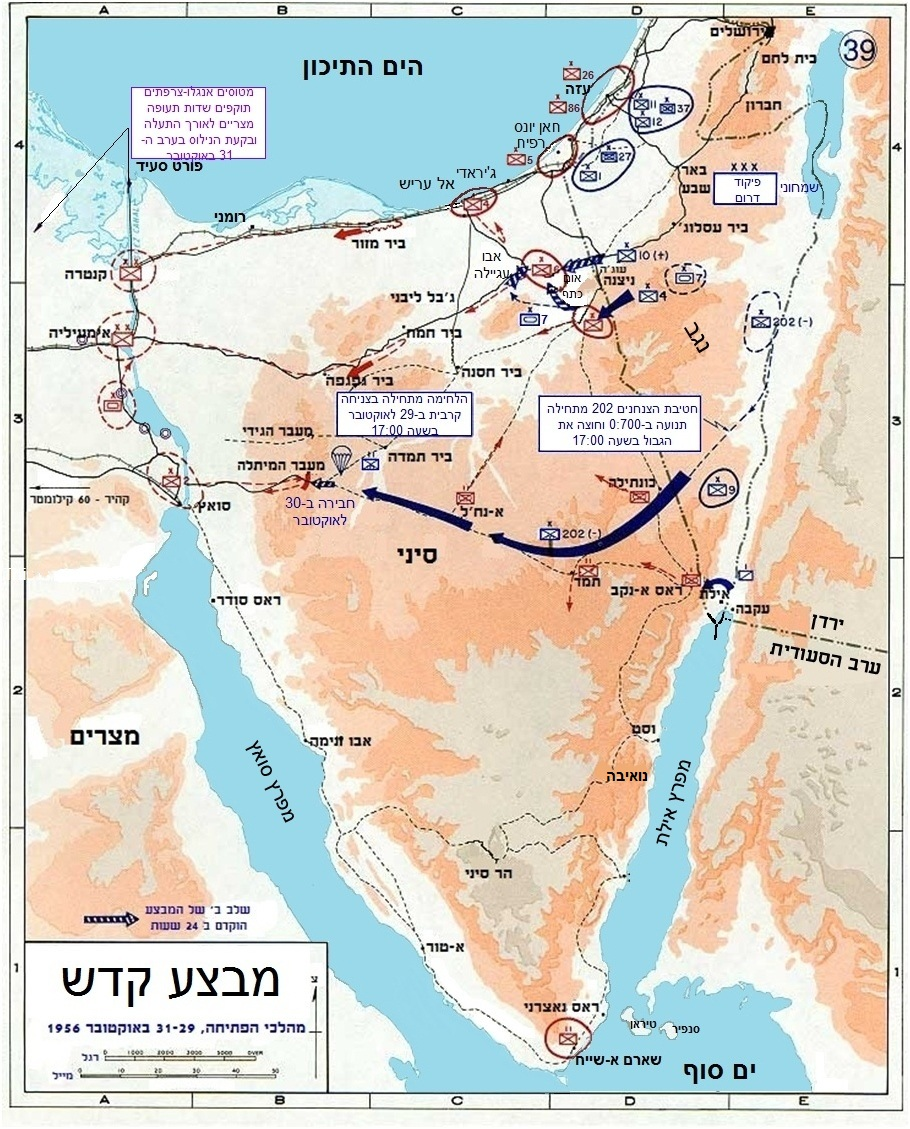
Eerste fase van de aanval

Om vijf uur in de middag van 29 oktober werd Operatie Machbasj, "Stoomwals", uitgevoerd. Zestien Dakota C-47's van Tayeset 103, begeleid door tien Meteors, vlogen naar het oostelijke uiteinde van de Mitlapas. Daar lieten ze 395 parachutisten van het 890e Bataljon, onder commando van Rafaël Eitan, afspringen dat snel een verdedigende positie innam, ietwat vertraagd doordat men vijf kilometer van het geplande doel neerkwam. De belangrijkste verbinding met Afrikaans Egypte werd daarmee doorbroken. De befaamde Britse tactische theoreticus Basil Liddell Hart prees Operatie Kadesh wegens deze luchtlanding als een van de meest briljante uit de wereldgeschiedenis. Hij zag haar als de volmaakte belichaming van zijn "indirecte methode", het van "buiten naar binnen werken". In feite had het innemen van de pasuitgang niet deze opzet. Het hoofddoel was een voorwendsel te scheppen voor de oorlog. Weliswaar voerden de andere twee bataljons van Sharons 202e Brigade een zo snel mogelijke doorstoot uit van de zuidelijke Negev naar de pas maar dat had niet als doel verder op te rukken naar Egypte of zelfs maar de aanvoer af te snijden van noordelijker Egyptische troepen. De aansluiting met de parachutisten moest tot stand gebracht worden om hun veilige aftocht te garanderen mochten de Britten de schuld voor het conflict toch op Israël willen afschuiven. In de avond keerden de Dakota's, die zowat de hele transportcapaciteit van de IAF vertegenwoordigden, terug om samen met de Franse Noratlas vliegtuigen zes 106 mm terugstootloze kanonnen, twee 120 mm mortieren en vier jeeps af te werpen, zodat het bataljon van wat zware wapens voorzien werd. Ook de Egyptenaren wisten eerst niet goed wat ze van de aanval moesten denken en dachten dat het misschien slechts een beperkte raid betrof.

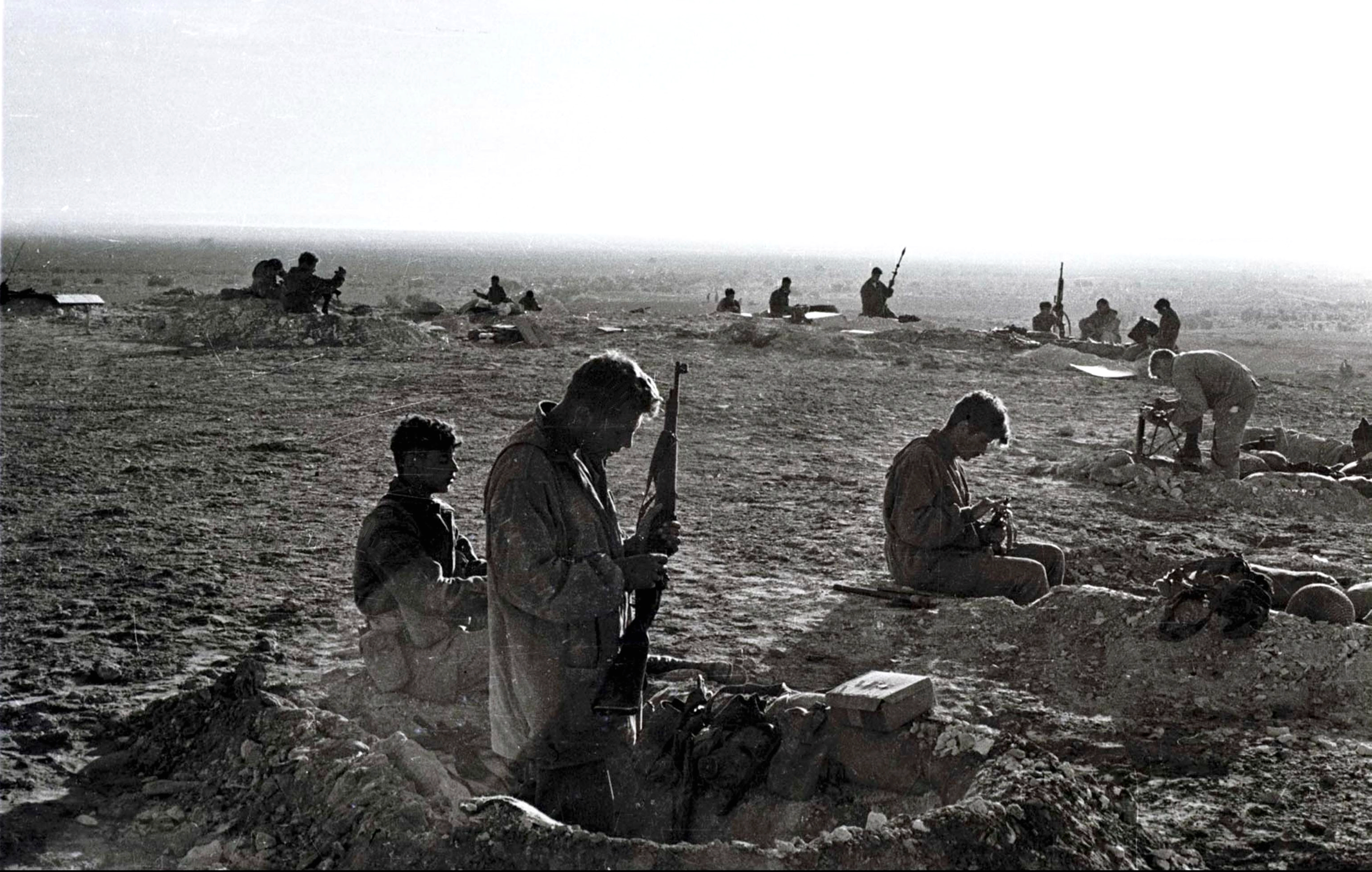
Parachutisten graven zich in voor de Mitlapas

Sharons hoofdmacht had aan de grens met Jordanië gelegen, als deel van het misleidingsplan. Om vijf uur in de ochtend van 29 oktober begon men naar het zuidwesten te bewegen. Binnen tien uur had men honderd kilometer afgelegd met behulp van zevenhonderd door Frankrijk geleverde vrachtwagens teneinde om 15:18 de Egyptische grens te overschrijden. De Egyptische grenspost bij Koentilla werd omtrokken en toen van het westen uit aangevallen; na enkele schoten vluchtte de bezetting die slechts bestond uit een infanteriepeloton. Daarna rukte een voorhoede vijftig kilometer naar het zuidwesten op tot Themed waar twee Egyptische compagnies een blokkerende positie innamen. Van de dertien AMX 13 tanks waren er toen tien uitgevallen. De resterende drie bestormden bij dageraad op 30 oktober de Egyptische stellingen en braken na veertig minuten door. Hierop volgde een doorstoot van vijftig kilometer naar Nachle, het hoofdkwartier van het 2e Gemotoriseerde Grensbataljon onder overste Fuad Hakla Jerajes. Tijdens de opmars werd men bestookt door Vampires en MiGs. Sharon beval een artilleriebombardement op Nachle en om vijf uur in de middag vluchtte het garnizoen. Om 22:30 werd zestig kilometer verderop aansluiting gevonden met het bataljon parachutisten voor de Mitlapas.

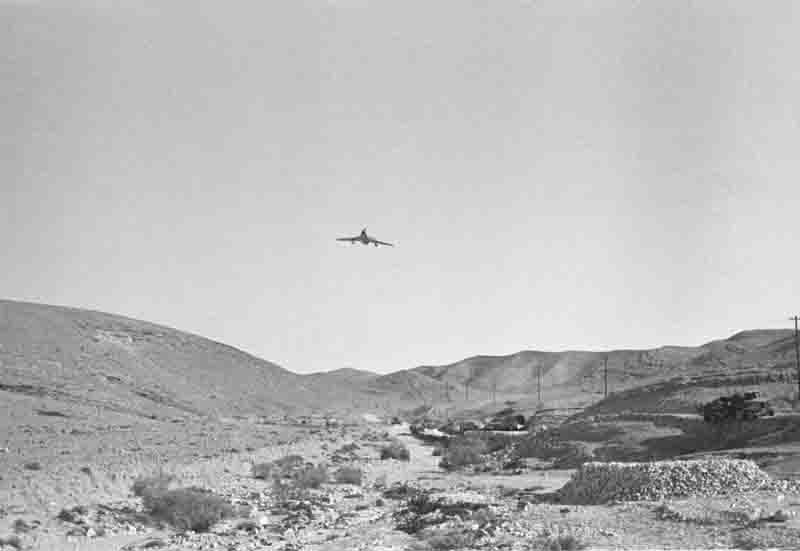
Een Mystère boven de Mitlapas

De 202e Brigade had op papier een spectaculaire prestatie geleverd: men was in korte tijd diep in het vijandelijk grondgebied doorgedrongen en had de Sinaï in tweeën gesneden. Sharon ervoer het echter als een anticlimax. Omdat het niet nodig bleek de parachutisten weer naar het oosten te laten ontsnappen, bestond zijn verdere taak uit het bezetten van een stuk kale woestijn in een vlak terrein dat kwetsbaar was voor luchtaanvallen. Het opperbevel verbood hem expliciet verder naar het westen op te rukken. Dat paste slecht bij Sharons ambitieuze persoonlijkheid en zijn politieke opvatting dat de hele Sinaï blijvend bij Israël gevoegd moest worden, na een vernietiging van een zo groot mogelijk deel van het Egyptische leger. Hij verzocht Moshe Dayan meermalen om toestemming althans een verkenning de pas in te mogen uitvoeren. Dat was een normale militaire praktijk en om van het gezeur af te zijn stond Dayan dit uiteindelijk toe, beklemtonend dat het geen voorwendsel zou mogen zijn om een grote aanval te beginnen. In strijd met dit bevel zond Sharon hierop rond 13:00, 31 oktober, een derde van zijn brigade de pas in onder commando van majoor Mordechai Goer: twee compagnies in half-tracks, zijn verkenningscompagnie in trucks, drie AMX 13 tanks, een batterij 120 mm mortieren en een batterij 25-ponder artillerie.

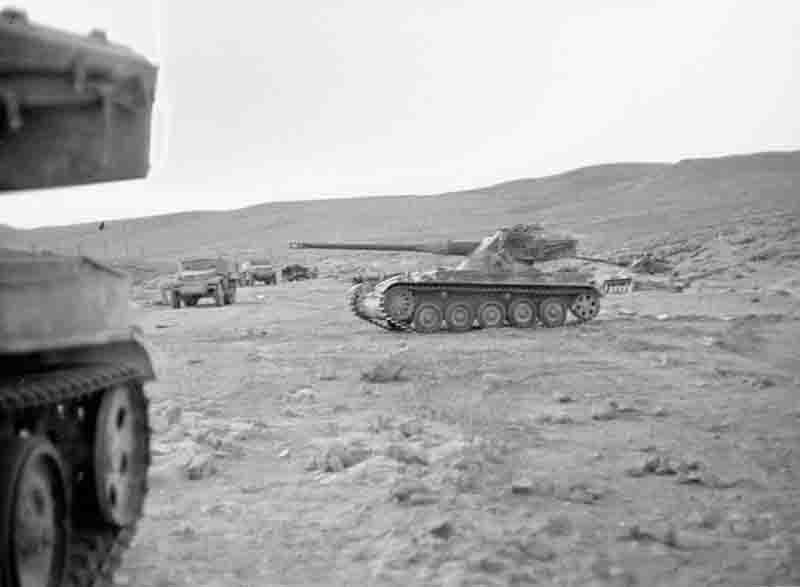
Een AMX 13 voor de Mitlapas

Wat Sharon ontdekt zou hebben als hij een echte verkenning had uitgevoerd, was dat de Egyptische 2e Infanteriebrigade haar 5e Bataljon had uitgezonden om de kloven aan weerszijden van de pas te bezetten. Al snel barstte een moorddadig vuurgevecht los. De eerste drie half-tracks werden getroffen, waaronder het commandovoertuig van Goer zelf, die dit echter overleefde. Daarna vielen Egyptische vliegtuigen de achterhoede van de kolonne aan, waardoor de brandstoftrucks in vlammen opgingen. De voorhoede raakte omsingeld in een keteldal. Rond 17:00 was Sharon gedwongen nog een bataljon de pas in te zenden om in moeizame gevechten de ravijnen te zuiveren. Uiteindelijk werd de voorhoede ontzet maar achtendertig parachutisten sneuvelden en honderdtwintig werden gewond. In de nacht trok het 5e Bataljon zich terug naar het Suezkanaal.
Sharon rechtvaardigde achteraf zijn handelen door te stellen dat hij in de pas een verdedigende positie had willen innemen om een opmars van de 4e Pantserdivisie te blokkeren. Dat excuus namen echter weinigen serieus en Dayan kreeg enorme kritiek te verduren omdat hij weigerde Sharon te bestraffen wegens insubordinatie. Het verspillen van Israëlisch bloed aan een actie die van militair gezichtspunt uit volledig onnodig was, zou Sharon tot het einde van zijn carrière worden nagedragen.

#### Slag om Aboe Ageila
Amer was niet tevreden met de oorspronkelijke Egyptische verdedigingsstrategie. Die probeerde te veel ieder punt van het land te dekken met als gevolg dat alle krachten verdeeld werden en men nergens sterk genoeg was om een serieuze aanval af te slaan. Een vijandelijke concentratie was zo verzekerd van een doorbraak en het vooruitzicht steeds een overmacht te hebben bij het oprollen van de restanten van het Egyptische leger. Om bij voorbaat een eigen concentratie te vormen was echter geen gunstige positie voorhanden. Het was onduidelijk of de Brits-Franse vloot in Alexandrië of Post Said zou landen. Ze op de kust opwachten, zou het Egyptische leger daarbij blootstellen aan vernietigende bombardementen. Het aan laten komen op een beslissende veldslag ten noorden van Caïro was ook al geen hoopvol vooruitzicht. Een dergelijke bewegingsoorlog kon niet gewonnen worden tegen de veel beter georganiseerde Britse en Franse eenheden. Daarbij was er steeds de dreiging van een flankaanval door Israël via de Sinaï. Daar een concentratie vormen leek ook al geen optie omdat het leger dan in de tang dreigde te worden genomen tussen de IDF en een landing in de kanaalzone. In deze problematiek had Amer weinig steun aan Nasser want daarmee was de relatie niet al te best en de Egyptische president geloofde helemaal niet dat de Britten hun dreigingen zouden uitvoeren.
Toen Amer in de ochtend van 30 oktober terugkeerde uit Amman, wist hij eerst niet wat hij van de verwarde situatie moest denken. Uiteindelijk kwam hij tot de conclusie dat er een grootschalige Israëlische invasie gaande was. De Brits-Franse vloot was echter kennelijk nog niet vertrokken. Hij begreep dat dit een oplossing bood voor zijn strategische moeilijkheden. Een snelle opmars van de gemechaniseerde eenheden naar de Israëlische grens kon daar samen met de al aanwezige twee infanteriedivisies de IDF verslaan, waarna de gezamenlijke Egyptische strijdmacht zou terugkeren om de Britten en Fransen op te vangen die na zo'n tegenslag wellicht helemaal van een landing zouden afzien. Hij gaf verschillende eenheden het bevel naar de Sinaï op te rukken. Na het begin van de bombardementen begreep Nasser dat een landing onvermijdelijk was. Bevreesd voor zijn veiligheid liet hij de versterkingen weer rechtsomkeert maken wat de chaos aan Egyptische zijde vergrootte.
Overigens was er ook aan Israëlische zijde geen sprake van een eenduidige strategie. Meir Amit had een plan opgesteld om in de stijl van een Blitzkrieg de Egyptische posities zo veel mogelijk te omtrekken. Pantsereenheden moesten zo snel en diep doorstoten als mogelijk was om de vijandelijke troepen van aanvoer en versterkingen af te snijden. In zeer korte tijd kon zo het Suezkanaal bereikt worden. Dajan echter, had hier grote bedenkingen bij. De pantsertroepen waren maar klein van omvang en matig uitgerust. Ze waren niet geoefend voor het aangaan van grote tankslagen die door gevechtsverliezen en uitval tot een snelle erosie van de gevechtskracht konden leiden. De infanteriebrigades hadden te weinig vrachtwagens voor een bewegingsoorlog. Daarbij was een te snelle opmars lastig te coördineren met de zeelandingen. Een voorbarige bezetting van de kanaalzone zou zeelandingen overbodig maken of zelfs de Britten de gelegenheid kunnen geven zich op te werpen als redder van Egypte tegenover zionistische agressie, zoals Ben-Goerion vreesde. Dajan besloot dus een langzamere systematische opmars uit te voeren en sleutelposities niet te omtrekken maar in te nemen.
De Sinaï kent maar een beperkt aantal oost-westverbindingen. Tussen 1950 en 1953 bevond zich slechts een versterkt infanteriebataljon aan de grens, met als hoofdtaak drugssmokkel tegen te gaan maar Nasser had daarna de wegen laten verbeteren en een aantal versterkte posities ingericht. De belangrijkste hiervan was de Koesseima/Aboe-Ageila-positie die de hoofdweg naar de centrale Sinaï beheerste. Israël had in december 1948 Egypte verslagen door deze positie te nemen en het Egyptische leger tegen de kust vast te pennen, wat de Gazastrook schiep. In 1956 werd de aanval toevertrouwd aan de 38e Ugda. De 4e Infanteriebrigade op de linkerflank daarvan daarvan overschreed in de avond van 29 oktober de grens die zwak verdedigd bleek. Het terrein daarachter was echter slecht begaanbaar. Een geplande nachtaanval moest worden afgeblazen: pas tegen de ochtend was de twintig kilometer tot Koesseima afgelegd. Om het tempo van de opmars te verhogen zette men eerder dan voorzien de 7e Pantserbrigade in. Dat leidde tot een snelle val van Koesseima. Daardoor bemoedigd beval men de 7e Pantserbrigade direct rechtsaf te slaan om de grote Egyptische verdedigingsstelling van Oem-Katef van het zuiden uit in de flank aan te vallen. Dat liep echter uit op een pijnlijke mislukking. Een compagnie Egyptische Archers had met haar krachtige en accurate 17-ponder kanonnen geen moeite het dunne pantser van de Shermans te doorslaan. Na zware verliezen moest de aanval worden afgeblazen. In de avond van 30 oktober echter wist een verkenningseenheid westelijker over de smalle Daikapas naar het noorden op te rukken en de weg tussen Aboe Ageila en het Suezkanaal af te snijden.

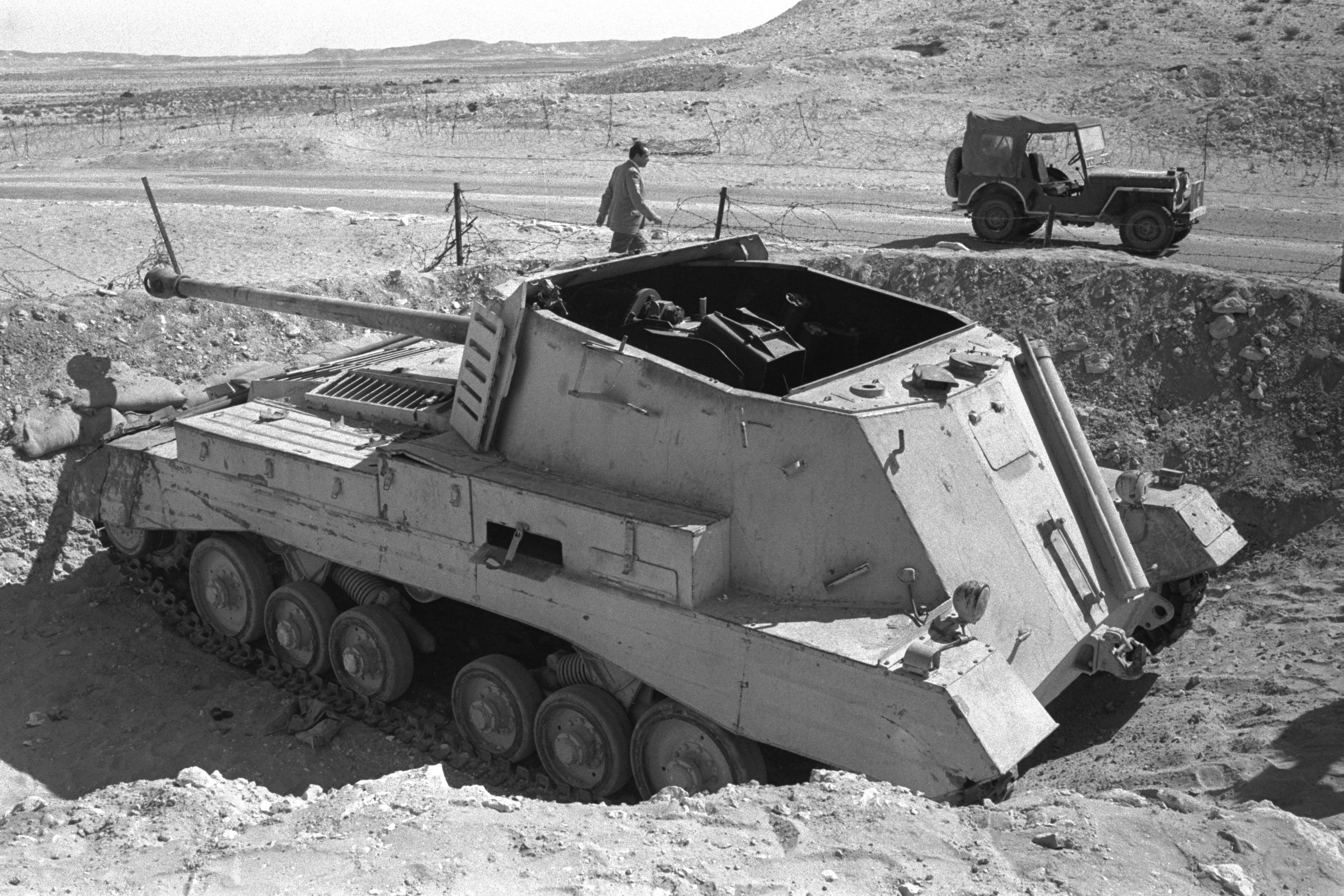
De Archer was de gevaarlijkste tegenstander voor Israëlische tanks

Het smalle pad was echter voor wielvoertuigen niet begaanbaar zodat de verkenningstroepen niet bevoorraad konden worden. Daarom liet men de 10e Infanteriebrigade, op de rechterflank van de 38e Ugda, in de ochtend van 31 oktober Oem-Katef frontaal aanvallen. Egyptische artillerie en Archers sloegen de aanval af. Intussen werden de verkenningstroepen met Shermans versterkt. Ze vielen Aboe Ageila uit het westen van achteren aan. Hoewel de Egyptenaren fel van zich afsloegen met artillerie brak hun verdediging in korte tijd. De eenheid die eerst uit Koesseima had aangevallen, maakte zich nu op een Egyptische tankcolonne af te slaan die volgens de IAF snel uit het westen naderde. De gevreesde ontzettingsaanval bleef echter uit, naar de Israëliërs dachten doordat ze gebombardeerd waren; pas later werd duidelijk dat ze door Nasser waren teruggeroepen. De Israëliërs achtervolgden de colonne tot aan het Suezkanaal. De eenheid in Aboe Ageila probeerde nu ook Oem-Kasef van achteren aan te vallen maar moest daartoe in de avond van 31 oktober eerst een tussenliggende stelling bij de Roeëfadam doorbreken. Een vernietigend vuur van Archers en 6-ponders sloeg hun tegemoet. Iedere tank werd geraakt en ze waren volledig door hun munitie heen. Gedurende de nacht werd de aanval echter onverdroten doorgezet. Met rupsbanden, handgranaten en pistolen werd de Egyptische weerstand uiteindelijk gebroken. Een tegenaanval door Archers werd afgeslagen maar de eenheid was op 1 november niet meer in staat de opmars naar het oosten voort te zetten.
Aldus was het alsnog aan de 10e Infanteriebrigade om Oem-Katef frontaal te nemen. Die reservebrigade was echter slecht uitgerust en getraind. Een goed uitgewerkt plan ontbrak en de vijandelijke posities waren niet nauwkeurig bepaald. Een eerste poging door een verkenningseenheid in de morgen van 1 november werd afgeslagen door een zware Egyptische artilleriebarrage. Een poging tot een omtrekkende nachtaanval door twee bataljons die Oem-Katef in de tang moesten nemen mislukte doordat die in het duister de weg kwijtraakten. Toen het licht werd dreef artillerievuur de Israëlische rechtervleugel terug terwijl de linkervleugel slechts een onbelangrijke voorpost bezette. Dajan was al op 1 november razend geworden, onthief de commandant van de brigade, Shmuel Godder, stante pede uit zijn commando en maakte de 37e MIB vrij om de weg te forceren. Niet op zijn tanks wachtend voerde kolonel Shmuel Galinka reeds in de late nacht van 2 november een haastige aanval uit door half-tracks met brandende koplampen de Egyptenaren naderend. Dat leidde tot een catastrofe. De lichte voertuigen leden zware verliezen waarbij hij zelf sneuvelde. Het Israëlische offensief had dus in deze sector inderdaad niet het karakter van een Blitzkrieg dat er later wel aan is toegeschreven. Toch zou de essentiële aanvoerroute snel vrijkomen. Al in de nacht waren de Egyptische troepen zich van de vijand los aan het maken conform het bevel van Nasser. Toen tanks van de 37e MIB tegen het middaguur een passage door het mijnenveld gemaakt hadden, merkten ze dat de stellingen verlaten waren.

#### Rafah en Gaza

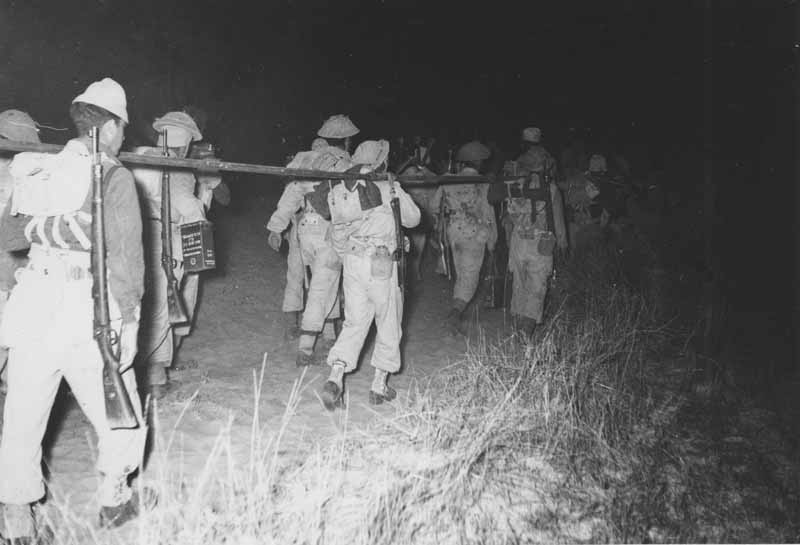
De Golanibrigade maakt zich op om een doorgang door een mijnenveld te maken

Er was het Israëlische opperbevel veel aan gelegen om El-Arisj te veroveren, niet alleen omdat dit de kustweg naar het kanaal zou openen maar ook omdat men van zins was die stad aan het eigen grondgebied toe te voegen. Om de kuststad te bereiken was het nodig eerst het verkeersknooppunt van Rafah te nemen, vlak ten westen van de Gazastrook. De strategische waarde van de positie was de Egyptenaren niet ontgaan en die was daarom aanzienlijk versterkt met mijnenvelden, prikkeldraadversperringen en geschutsopstellingen. Om de aanval toch te laten slagen zette men twee elite-eenheden in: de "Golanibrigade" die normaliter paraat aan de Syrische grens lag en vier bataljons telde, en de 27e MIB.

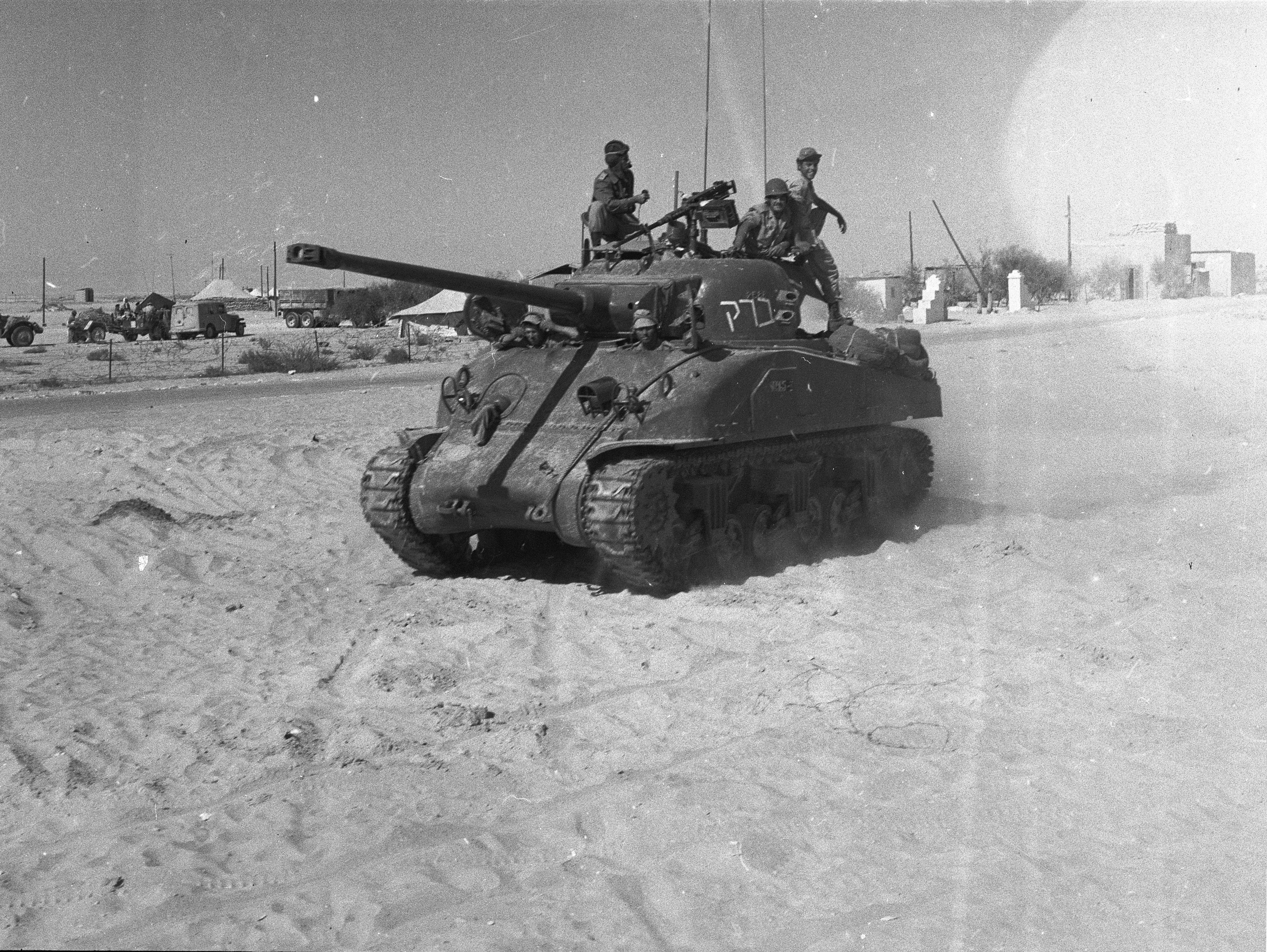
De M50 commandotank van Bar Lev op 3 november

Gedurende de nacht van 31 oktober begon de Golanibrigade zich op de zuidelijke flank over vier evenwijdige assen door woestijnduinen naar voren te werken en zette de aanval overdag voort, ondanks hevige Egyptische weerstand en zware verliezen. Noordelijker begon de 27e MIB, onder commando van Chaim Bar-Lev, in de nacht van 1 november op te rukken, vergezeld door generaal Dajan zelf. Om de tanks te sparen viel de gemechaniseerde infanterie met bazookas het Egyptische antitankgeschut aan. Om 10:00 ontmoeten beide brigades elkaar op het kruispunt waarbij de soldaten, zoals Dajan verhaalt, elkaar huilend in de armen vielen. De 27e MIB rukte nu snel via El Jiradi op naar de stadsrand van El-Arisj. Dajan stelde een bestorming van de stad echter uit om zijn brigade te concentreren. Daarbij vreesde hij dat de Egyptische 1e Gemechaniseerde Divisie op het punt stond El-Arisj te versterken. De troepen daar kregen echter al rond het middaguur van 1 november opdracht zich naar het Suezkanaal terug te trekken. Toen de 27e MIB in de ochtend van 2 november de stad binnentrok, was die reeds ontruimd. Al in de avond werd de omgeving van het kanaal bereikt en maakte men zuidelijker contact met de 7e PB en de 202e Parachutistenbrigade.

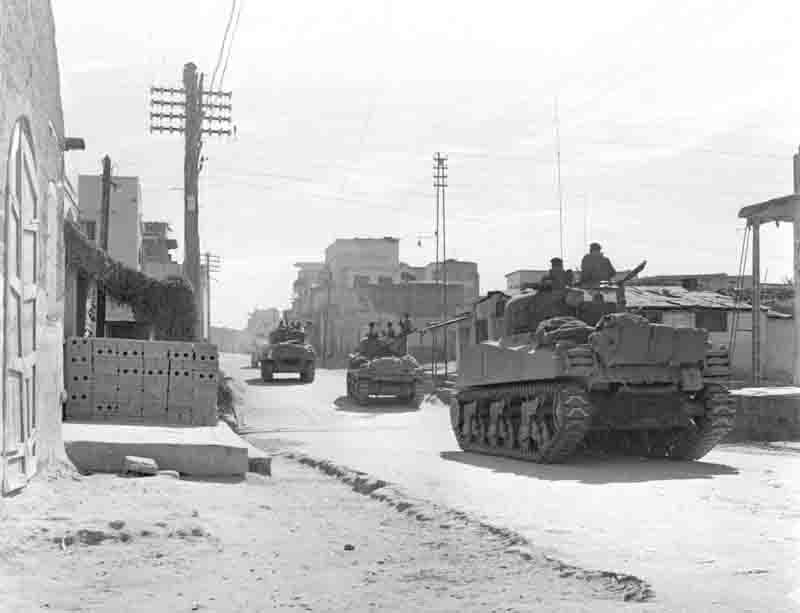
Israëlische Shermans in Gaza

Door de val van Rafah werd de Gazastrook afgesneden van de rest van Egypte. De Israëliërs besloten de strook te zuiveren en verwachtten dat dit weinig moeite zou kosten. Het zuiden werd verdedigd door de 86e Palestijnse Brigade te Chan Joenis en Gazastad in het noorden door de Egyptische 26e Nationale Gardebrigade, bij elkaar zo'n tienduizend man. De aanval hierop zou worden uitgevoerd door de 11e Infanteriebrigade onder kolonel Aharon Doron, versterkt door een compagnie Shermantanks. De brigade brak in de ochtend van 2 november door de Egyptische hoofdstelling van Gaza. Tegen het middaguur gaf de Egyptische gouverneur na bemiddeling door de wapenstilstandscommissie van Verenigde Naties die toezag op de regeling van 1949 de stad over. De brigade richtte zich nu op Chan Joenis. De Palestijnen daar wisten dat de 11e IB de opdracht had voorgoed een einde te maken aan de activiteiten van de fedayeen. Ze concentreerden de beschikbare zware wapens aan de randen van het dorp en het vluchtelingenkamp en wisten gedurende de nacht alle aanvallen af te slaan. Velen vochten tot de dood. In de ochtend braken de Israeliërs door en brachten alle mannen op die ze ervan verdachten militanten te zijn. De zuivering was rond 13:30, 3 november, compleet. Volgens de Palestijnen werden honderden zonder vorm van proces ter plaatse geëxecuteerd. De Israëlische historicus Benny Morris spreekt van tientallen executies achteraf en honderden burgers die tijdens de zuivering vermoord werden.

#### Verovering van de zuidpunt van de Sinaï
Anders dan de Britten of de Fransen verwachtte Israël dat de Verenigde Staten binnen enkele dagen een wapenstilstand zouden afdwingen. Haast was dus geboden om voor die tijd alle strategische posities in te nemen die men wilde blijven bezetten. Dat gold vooral voor Sjarm-al-Sjeich dat de verste opmars vereiste, en het bezit waarvan nodig was om de hele Straat van Tiran voor scheepvaart te openen. Al in de avond van 29 oktober veroverde men de Egyptische grensposten bij Eilat. De verdere weg daar was zo slecht dat de 9e Infanteriebrigade een noordelijke omweg maakte via Koentilla. 

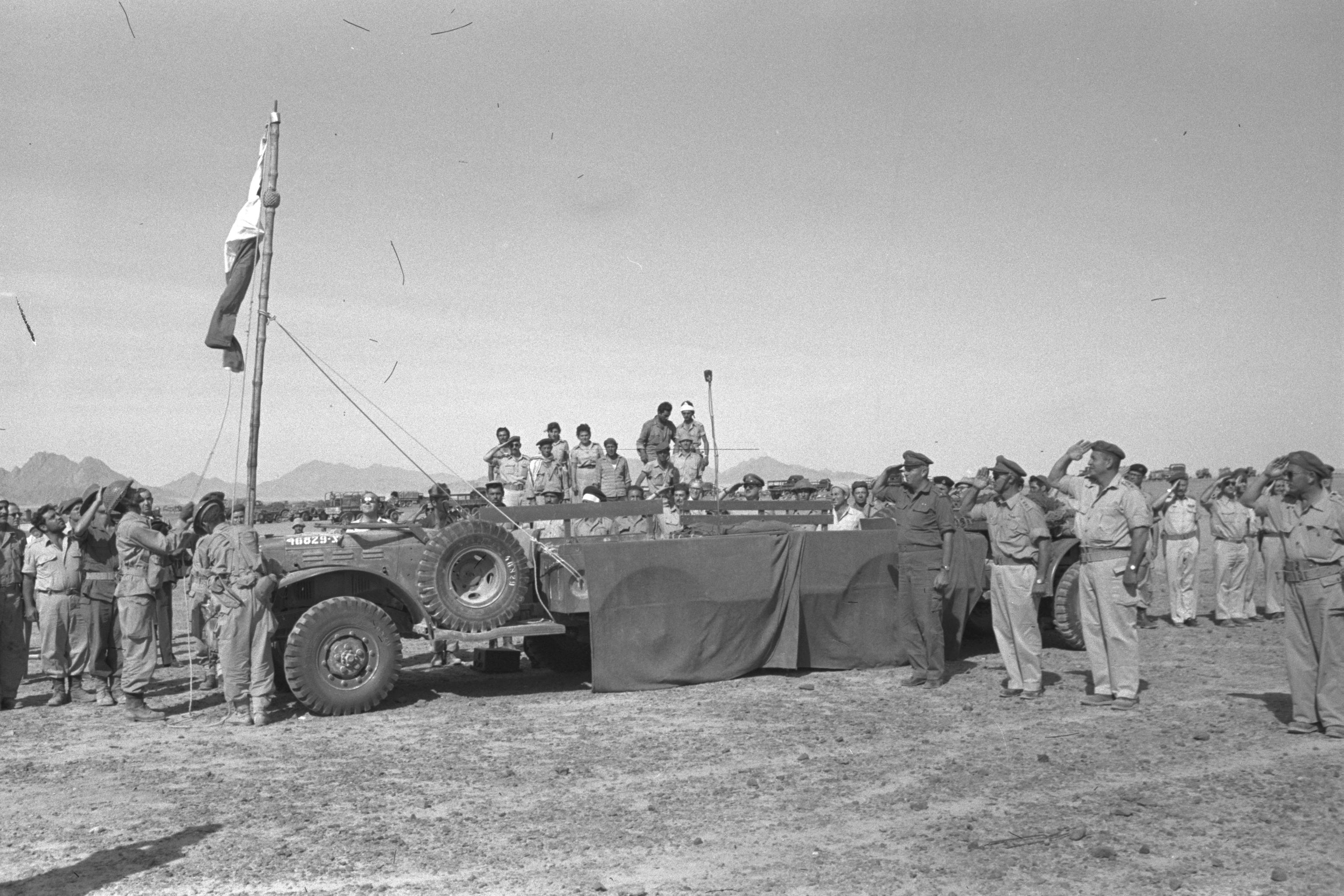
De Israëlische vlag wordt gehesen boven Sjarm-al-Sjeich

De tweehonderd kilometer naar Sjarm-al-Sjeich moest worden afgelegd over wat niet veel meer was dan een kamelenpad. Het voordeel was dat er geen vijandelijke weerstand was. Pas op 3 november stuitte men bij Dahab op een hinderlaag gelegd door een patrouille kamelenruiters van de Egyptische grenstroepen. Over het spoor had men uit Haifa landingsvaartuigen naar Eilat laten brengen. Die brachten nu voorraden en pantservoertuigen over zee naar Dahab. Na 18:00 op 3 november brak men door de Wadi Kid, een geitenpad verdedigd door een Egyptisch peloton. Op 4 november bleek dat de citadel van Ras Nasrani door zijn garnizoen verlaten was. Een bataljon van de 202e Parachutistenbrigade had een luchtlanding uitgevoerd bij A-Tor (E-Toer) en rukte nu zuidwaarts op naar Sjarm-al-Sjeich langs de kust van de Golf van Suez wat de Egyptenaren dwong daar alles te concentreren. De hoofdverdedigingslinie lag op de heuvelrug van Tsafrat-el-At en werd doorbroken in de vroege middag van 4 november. Om 03:30 viel het 91e Bataljon van de brigade de westflank van de stad aan maar werd teruggeslagen door zwaar artillerievuur. Bij de terugtocht merkte men dat Egyptische vuurposities kort daarvoor verlaten waren en draaide weer om. Rond 05:30 trok de verkenningsgroep de stad binnen terwijl tegelijkertijd het 92e Bataljon de oostflank doorbrak. Om 09:30 werd Sjarm-el-Sjeich veroverd verklaard, een dag vóór de wapenstilstand van 6 november.

### Luchtoorlog

#### Operatie Masparim
Het Egyptische leger was voor zijn communicaties in de Sinaï nog grotendeels afhankelijk van telefoonverbindingen. Telefoonkabels tussen palen gespannen doorkruisten de woestijn. De Israëlische luchtmacht had eerst overwogen om de Mustangs met hun grote bereik een verrassingsaanval te laten uitvoeren op de Egyptische vliegvelden. Dat werd overbodig door de Britse plannen bombardementen uit te voeren.

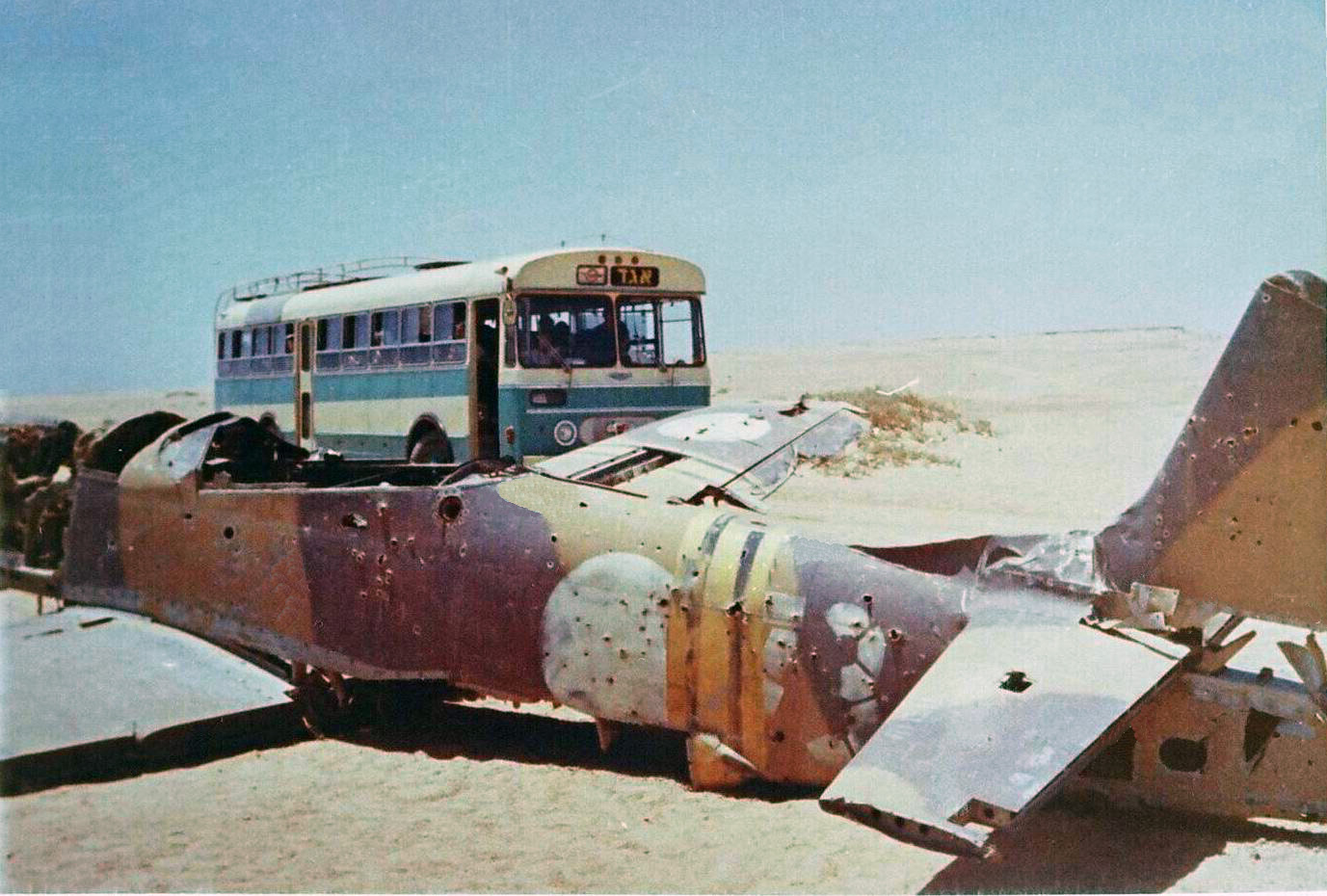
Het wrak van de verongelukte Mustang

Vier Mustangs voerden echter om drie uur in de middag van 29 oktober Operatie Masparim, "Schaar", uit. Aan hun vleugels waren kabels gehangen om de telefoonkabels door te snijden en zo heel het telefoonverkeer in de Sinaï plat te leggen. Dat zou de verwarring aan Egyptische kant vergroten, het de vijand onmogelijk maken zich een goed beeld te vormen van de loop der gebeurtenissen en zijn bevelsvoering ernstig belemmeren. Om het risico voor de vliegtuigen te verkleinen waren de kabels maar zwak aan hun vleugels bevestigd. Al snel braken ze af maar de Mustangs vlogen verder, met hun propellers en vleugeluiteinden de telefoonkabels doorsnijdend. Een Mustang verongelukte en sloeg over de kop; de piloot overleefde dit echter en kroop uit het wrak. De operatie slaagde erin de Egyptische verbindingen in het gebied voor een groot deel te verbreken.

#### Operatie Musketeer Revise Phase I

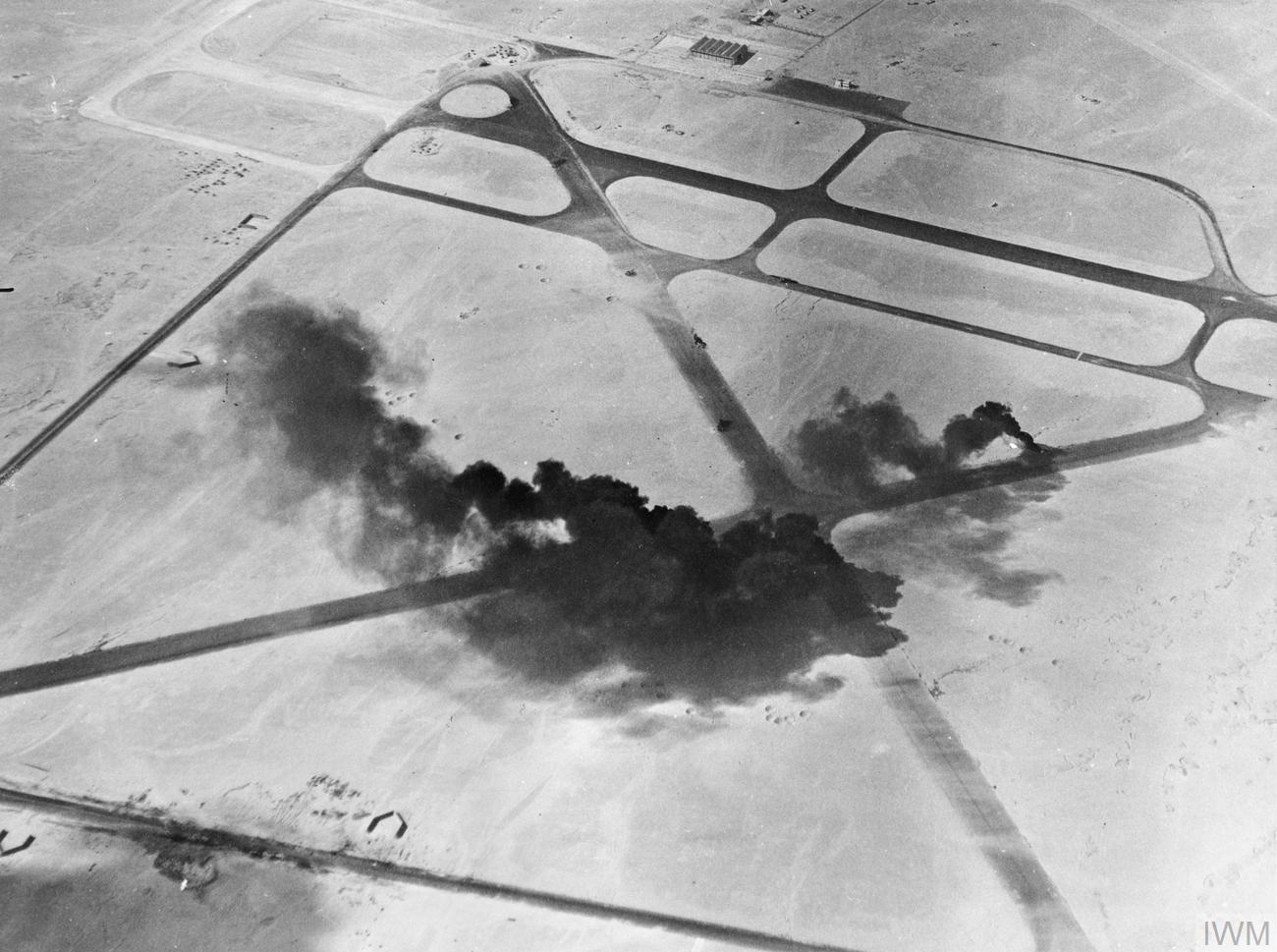
Het vliegveld van Inchas na een bombardement door Sea Hawks op 2 november

Vanaf 31 oktober, 16:15, werd Egypte, met name Port Said, gebombardeerd vanaf vijf vliegkampschepen en luchtbases op Cyprus en Malta. Vierenveertig eskadrons voerden achttien luchtaanvallen uit op dertien Egyptische vliegvelden in Operation Fairlove. Daarbij werden 1962 ton bommen afgeworpen. Men claimde 260 vliegtuigen vernietigd te hebben waaronder achttien Iljoesin-18s. In ieder geval betrof dit niet alleen militaire toestellen want het getal overtreft de totale toenmalige sterkte van Egyptische luchtmacht die ook toestellen verloor in luchtgevechten. De bombardementen werden uitgevoerd van grote hoogte en 's nachts zodat de nauwkeurigheid gering was. Achteraf bleken zo'n zestig vliegtuigen alle bombardementen overleefd te hebben. De Egyptenaren hadden geen bomvrije hangars maar stelden dummyvliegtuigen op om de aanvallers te misleiden. Daarbij werd de Egyptische luchtmacht nog tijdens het conflict ook versterkt. Twintig MiG-15's en twintig Il-14's, bestemd voor Syrië, werden op 31 oktober via Saoedi-Arabië naar Egypte omgeleid.
Een aanval door Canberras op de luchthaven van Caïro werd door Eden persoonlijk afgeblazen omdat hij vreesde voor Amerikaanse doden. De nachtbombardementen hadden weinig uitwerking maar de jachtbommenwerpers van de vliegkampschepen, die de kust tot op tachtig kilometer naderden, vielen op 1 november overdag de Egyptische luchtbases aan waarbij het merendeel van de Egyptische luchtmacht of uitgeschakeld werd of uitweek naar buurlanden zoals Syrië en Saudi-Arabië. Il-28's weken uit naar Luxor maar Franse F-84's van Cyprus, bijtankend op Lydda, wisten ze toch te bereiken en vernietigen door aanvallen in de nacht van 3 november en op 4 november. Men viel geen Egyptische doelen in de Sinaï aan.

#### Phase II

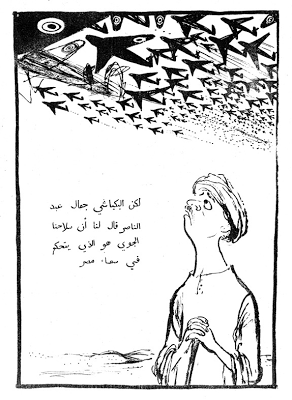
Met dergelijke pamfletten hoopte men vergeefs een anti-Nasserstemming te kweken

Toen men het luchtoverwicht verworven had, verplaatste de aandacht zich naar het vernietigen van de Egyptische infrastructuur. Tapijtbombardementen werden niet uitgevoerd; het aantal Egyptische burgerdoden bleef tijdens de tweede fase vermoedelijk beperkt tot enkele honderden. Op 2 november schakelden Canberra's de zendmasten van Radio Caïro uit en de Voice of Britain nam de frequenties over voor propaganda. De psychologische oorlogsvoering, waar de Fransen weinig in zagen, werd voornamelijk gevoerd door het uitstrooien van tienduizenden pamfletten. Het effect ervan was gering: de al bestaande haat van de bevolking tegen de Britten werd door de bombardementen aanzienlijk versterkt. Op 3 november vielen Franse toestellen alsnog de luchthaven van Caïro aan, waarbij een Corsair werd neergehaald door luchtafweergeschut. De piloot werd gelyncht door de burgerbevolking. Militaire bases, marinefaciliteiten, elektriciteitscentrales, bruggen en spoorwegknooppunten werden gebombardeerd. Al snel waren de zinvolle doelwitten op en er werd besloten de zware bommenwerpers niet tegen de industrie in te zetten. Hun inzet werd tot een minimum teruggebracht.
Op 3 november begonnen veel Egyptische troepen terug te vallen uit de Sinaï, ten dele omdat ze op de vlucht geslagen waren, maar ook om een afweerfront te vormen ten noorden van Caïro. Deze troepenbewegingen trokken sterk de aandacht van de Britten die ze niet goed konden duiden. Ten onrechte dacht men dat ze Port Said gingen versterken. De jachtbommenwerpers werden uitgezonden om deze kolonnes aan te vallen.
Nasser liet op 2 november negenenveertig schepen in het kanaal afzinken, waardoor het voor het eerst in zijn geschiedenis geblokkeerd was. Daaronder bevond zich het landingsvaartuig Akka dat voor dit doel speciaal met cement en puin gevuld was. Britse pogingen het schip voortijdig tot zinken te brengen mislukten. Andere blokkadeschepen waren de oude Amerikaanse fregatten Papua en Tobago die in de Rode Zee als passagiersschip gebruikt waren, het korvet Misr en de mijnenveger Sollum. De Britten bombardeerden overigens de brug bij Firdan die in het kanaal stortte wat op zich al een blokkade gevormd zou hebben.

#### Verliezen
Israël verloor zestien toestellen, voornamelijk door luchtafweergeschut: twee Mystères, zeven Mustangs, twee Mosquitos, twee Harvards en drie Piper Cubs, dus maar negen jagers waaronder slechts twee straaljagers. Twee Britse Wyverns werden neergehaald door licht luchtafweergeschut, op 3 en 5 november. Een andere Wyvern ging verloren toen hij benedendeks geraakt werd door een Sea Venom die per ongeluk zijn kanonnen afvuurde. Geen Canberra's werden boven Egypte neergehaald maar een Canberra fotoverkenner werd op 6 november op lage hoogte boven Syrië neergeschoten door een Gloster Meteor. Ouragans schoten twee Egyptische Vampires neer. De Fransen verloren een Corsair.
In het begin van het conflict had de Israëlische luchtmacht de opdracht zich te beperken tot de bescherming van het eigen luchtruim en het geven van dekking aan de luchtlandingen in de Mitlapas. In de ochtend van 30 oktober was er een groter luchtgevecht boven de pas tussen een dozijn MiG-15's en acht Mystères, die een MiG neerschoten. Op 31 oktober werden de Mustangs vrijgegeven voor acties zodat de luchtactiviteit toenam. Bij dageraad werden vier Vampires door Mystères onderschept en alle neergeschoten. Later die dag werd een MiG-15 tot een noodlanding gedwongen; het toestel werd door de Israëliërs buitgemaakt. Op 1 november begonnen ook de Mystères bombardementen uit te voeren: het toestel van Beni Peled, de latere chef-staf van de IAF, werd daarbij neergehaald. Op 3 november bestookten vier Mystères per abuis de Britse HMS Crane met raketten en nog een Mystère werd daarbij neergeschoten. De twee B-17s voerden in totaal vier missies uit, waaronder een provocerende rondvlucht boven Caïro. Toen de verovering van de Sinaï voltooid was, nam de activiteit van de IAF sterk af.

### Operatie Musketeer Revise Phase III

#### Operatie Telescope

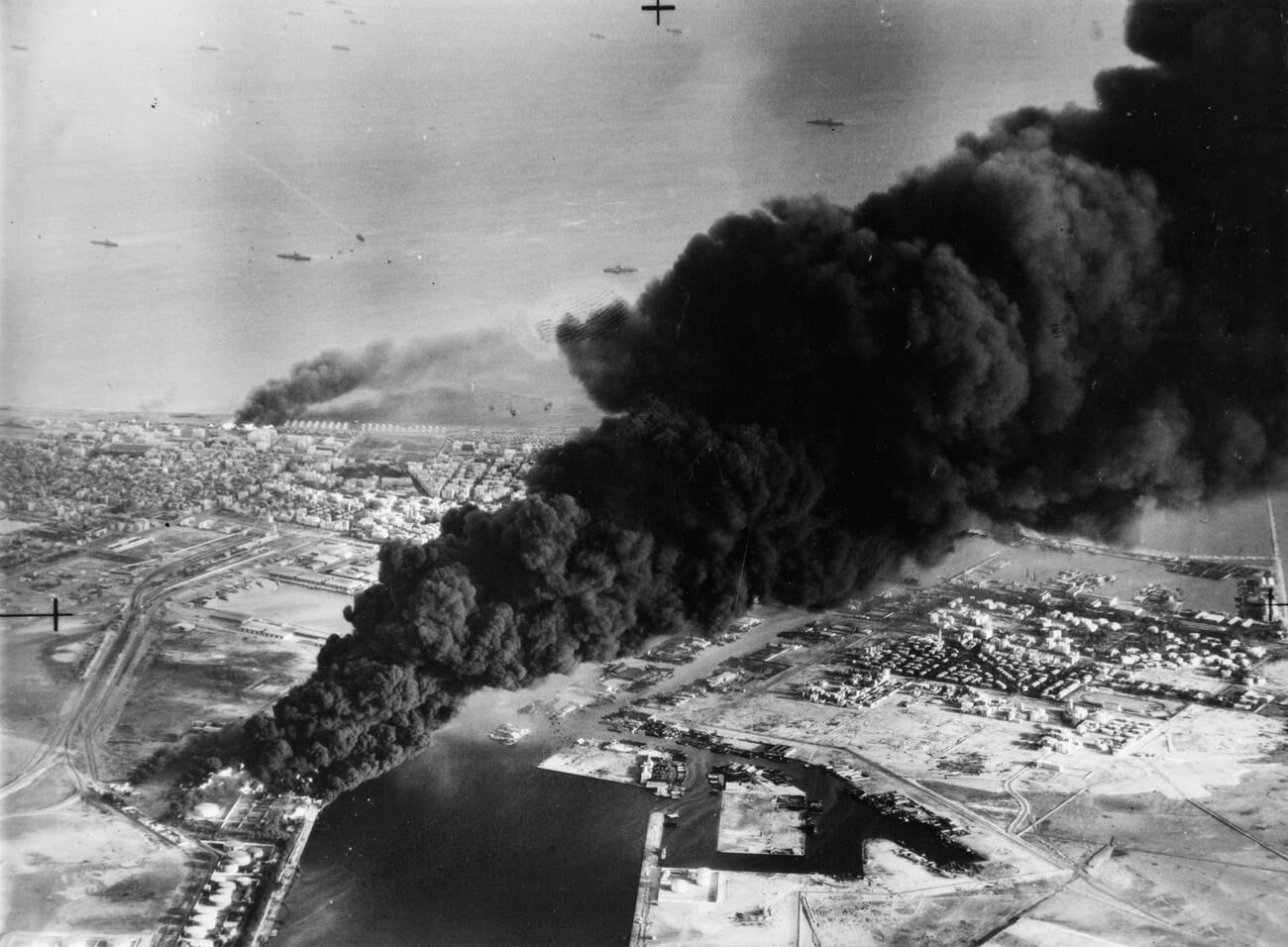
Brandende oliereservoirs in Port Said

Op aandringen van generaal Beaufre werd de landingsoperatie vervroegd door reeds op 5 november luchtlandingen uit te voeren, die waren voorbereid onder de codenaam Operation Telescope. Het vooruitschuiven van de aanval, waarover op 31 oktober overeenstemming werd bereikt, heette "Plan Omelette".

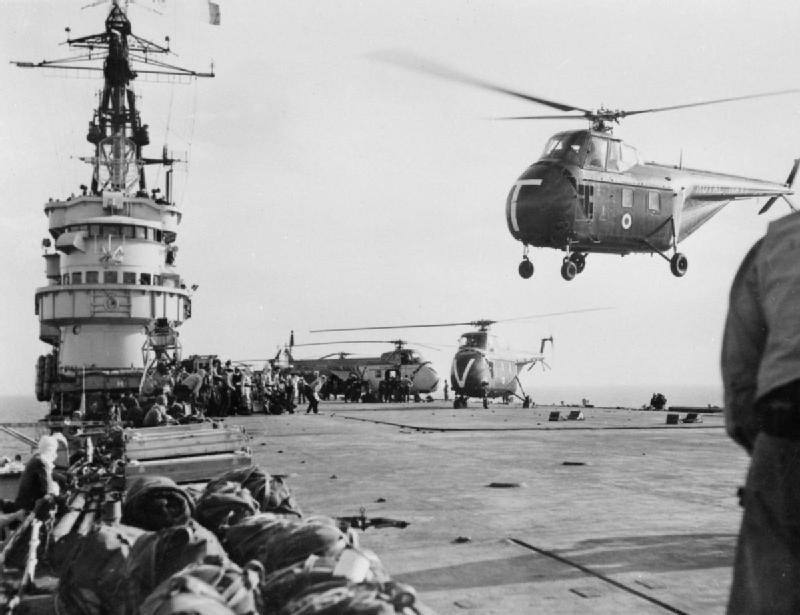
Een Westland Whirlwind stijgt op van de Theseus.

In de morgen van 5 november, rond 08:20 lokale tijd, landde een voorhoede van het 3rd Battalion. British Parachute Regiment op het vliegveld El Gamil, ten zuiden van Port Said. Geen enkel transporttoestel werd neergeschoten. Toen de landingsbaan na lichte gevechten was veiliggesteld, werd de rest van het bataljon per helikopter ingevlogen en de omgeving van het vliegveld bezet. In de ochtend van 5 november drongen de luchtlandingstroepen met zware luchtsteun van het zuiden uit de stad binnen, waarbij vooral weerstand ondervonden werd van de vier SU-100 gemechaniseerde stukken geschut die eerst aan de kust waren ingegraven maar zich nu naar het zuiden keerden. Rond 13:00 stopte de aanval om het gebied van de zeelandingen vrij te houden.
Iets eerder dan de Britten, om 07:15 lokale tijd, werden vijfhonderd Franse parachutisten van de 2ème RPC, onder overste Pierre Chateau-Jobert, afgeworpen door Noratlas transporttoestellen, boven de bruggen van Al-Raswa. Van daaruit drong men het havengebied binnen, ondersteund door F-84s die de oliereservoirs in brand zetten. Naar het oosten overschreed men het kanaal en rukte op naar Port Fouad dat vrij snel gezuiverd werd. Daarbij namen de Franse parachutisten, gewend aan de "vuile oorlog" in Algerije, geen krijgsgevangenen en vermoordden ook Egyptische burgers.
Om 13:45 landden nog eens honderd parachutisten op El Gamil; bij Al-Raswa werden de Fransen versterkt door 460 parachutisten. De Egyptische stadscommandant van Port Said, generaal Salahedin Moguy, bood rond 15:00 een staakt-het-vuren aan voor onderhandelingen over een overgave, maar bleek daarmee slechts tijd te willen winnen; rond 20:30 begonnen de gevechten weer. Beaufre drong aan nu reeds de zeelandingen uit te voeren maar dat werd door de Britten afgewezen.

#### Amfibische landingen

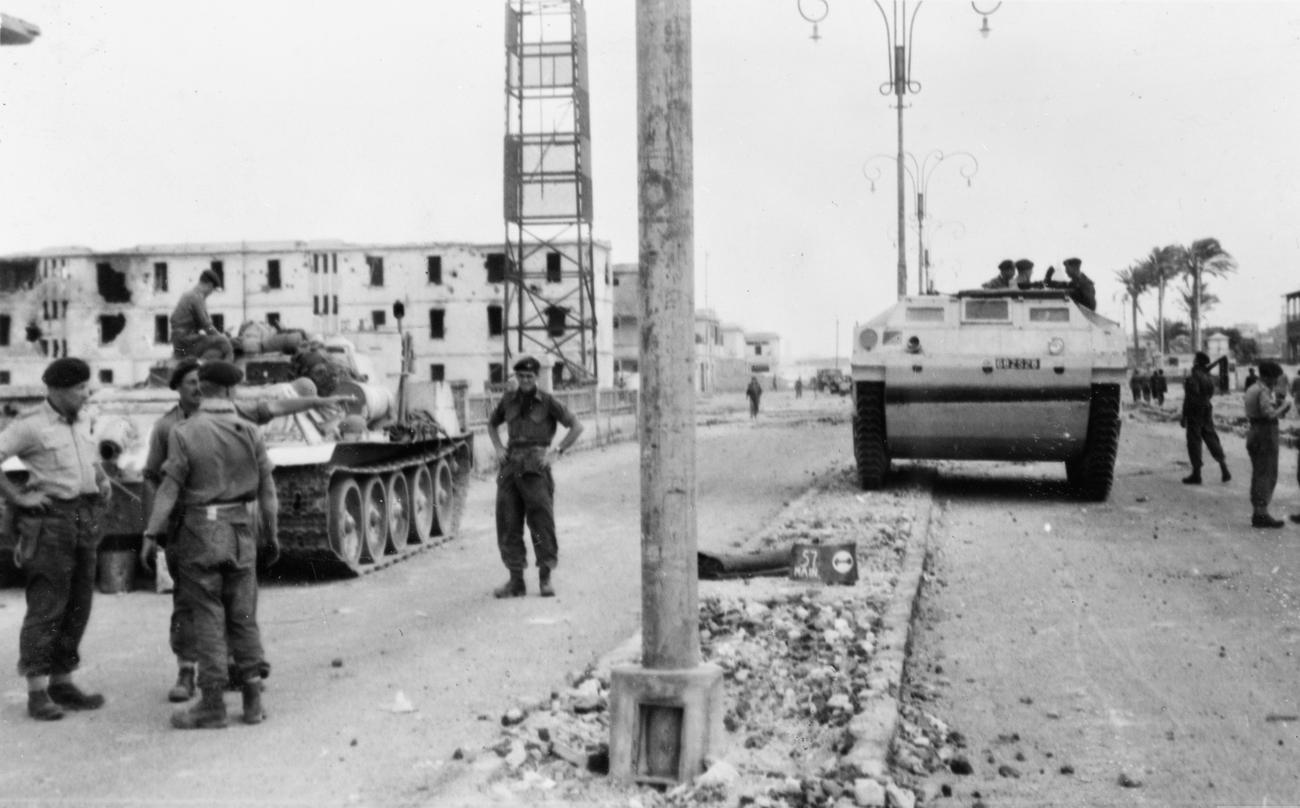
Een Buffalo amfibische tank naast een buitgemaakte SU-100

In de vroege ochtend van 6 november, rond 04:50 GMT, voerden commando's van de Britse mariniers landingen uit op de stranden bij Port Said, waarbij dezelfde landingsvaartuigen gebruikt werden als in de Tweede Wereldoorlog. De landingen werden ondersteund door drie kwartier aan hevige inleidende bombardementen zowel door jachtbommenwerpers als door oorlogsschepen. Port Said liep hierdoor zware schade op. Een SU-100 had een vuurduel met een torpedobootjager. De weerstand aan het strand was gering. De aanval werd daarna versterkt door commando's met tweeëntwintig helikopters in de Egyptische posities af te zetten. De Britten hadden nog nooit eerder zulke acties uitgevoerd en er ging veel mis. De helikopters werden niet alleen door de Egyptenaren maar ook door de eigen luchtmacht en zeemacht onder vuur genomen; verschillende werden neergeschoten; daarna werden hun landingen beperkt tot het strand. De Egyptische weerstand bleef hardnekkig. De verdedigers hadden de binnenhaven verwoest en de Britten waren gedwongen om via de vissershaven het tweede bataljon parachutisten en achtentwintig Centurions van het 6th RTR te ontladen. De tanks vernietigden in zware gevechten de belangrijkste bouwwerken van waaruit verzet geboden werd en legden contact met de Franse troepen.

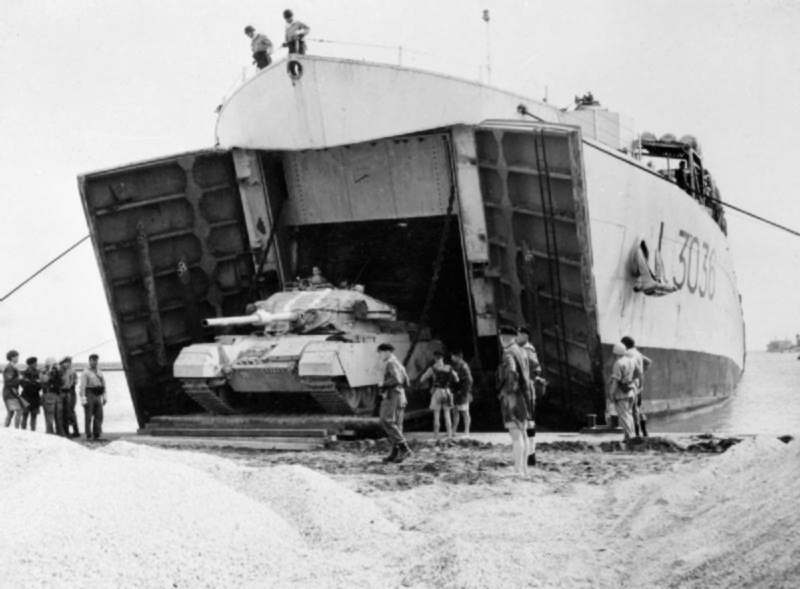
Een Centurion wordt ontladen.

De Fransen in Port Fouad werden in de ochtend versterkt door een landing op het strand van 522 parachutisten van het 1er Régiment Étranger Parachutiste. Een compagnie AMX 13 tanks werd ontladen. De stad werd verder gezuiverd zonder Franse verliezen, waarbij nog eens honderd Egyptenaren hun leven verloren. Men rukte een mijl naar het oosten op tot een Egyptisch politiegebouw dat verwoest werd; er waren tweeënzeventig Egyptische slachtoffers.
Op 6 november hadden de Europese aanvallers de noordelijke toegang van het kanaal in handen en Israël de Sinaï helemaal tot aan de zuidpunt bij Sharm-el-Sheikh. Strategisch gezien waren de aanvallers dus voorlopig in hun opzet geslaagd. Of het ze ook gelukt zou zijn diep in Egypte door te dringen en Nasser ten val te brengen, zou nooit bekend worden want op 6 november bezweek Eden onder interne en externe politieke druk om een staakt-het-vuren te aanvaarden, in te gaan op 7 november om 02:00; in Londen was het dan middernacht. Stockwell, net aan land gegaan, kreeg pas om negen uur 's avonds het nieuws door en beval de tanks naar het zuiden door te breken en zo ver mogelijk langs het kanaal op te rukken. Twee uur in de nacht bereikte men een positie net ten noorden van Al-Kantara; een plan om daar luchtlandingen uit te voeren was al afgeblazen. Deze uiterste inspanning zou echter futiel blijken. Terwijl Britse versterkingen uitgeladen werden, kregen de eerste eenheden al weer het bevel zich in te schepen. De hoofdmassa van de invasiemacht zou aan boord blijven tot grote ergernis van de Britse commandanten die zich nu realiseerden tot wat voor een farce de operatie verworden was.

### Zeeoorlog

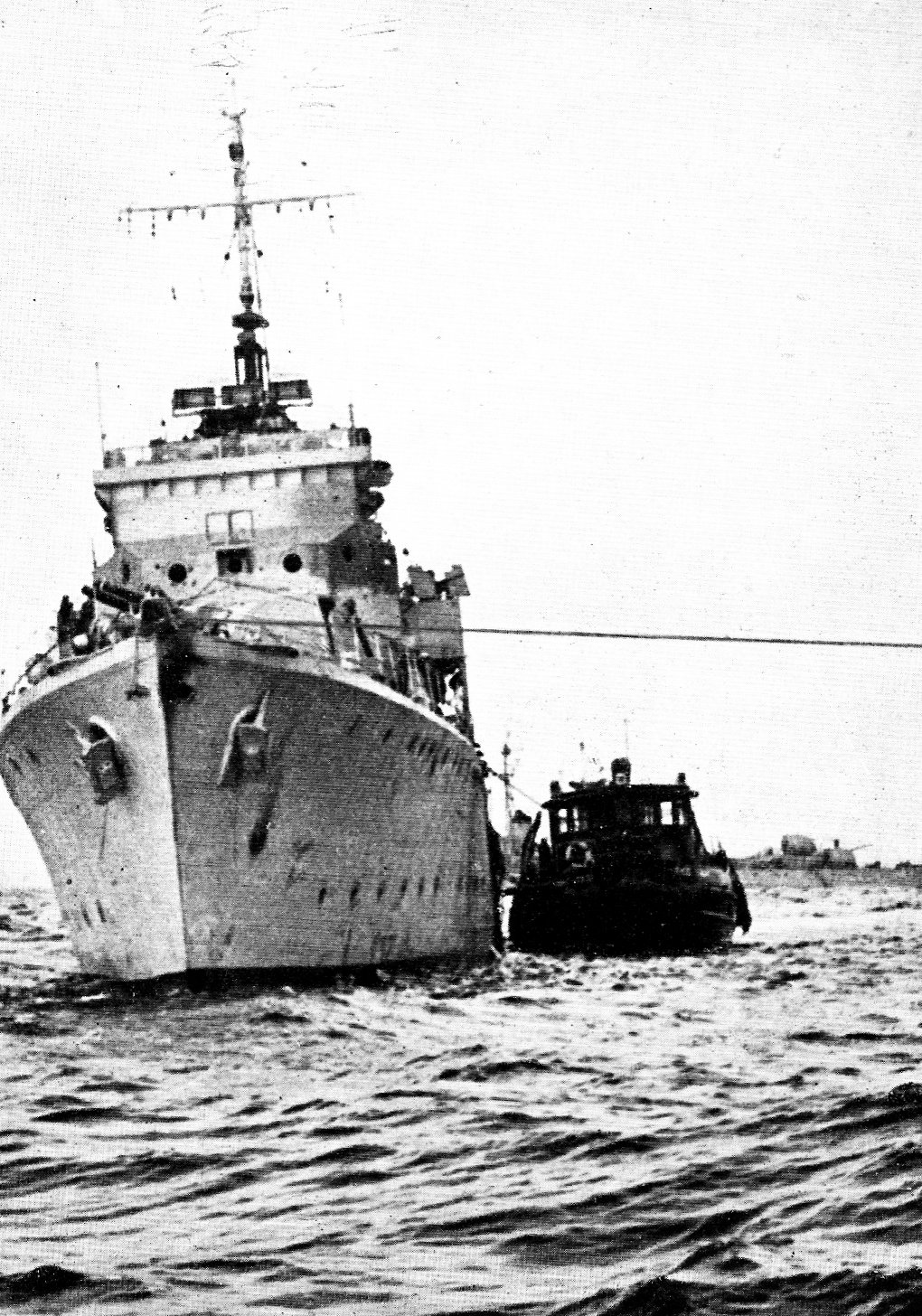
De veroverde Ibrahim al-Awal

In de avond van 30 oktober voer de Egyptische torpedobootjager Ibrahim al-Awal, het vlaggenschip van de Egyptische marine, naar Haifa en bestookte de havenstad na 03:30 in de nacht van 31 oktober met een tweehonderd 102 mm-granaten, met lichte schade tot gevolg. De destroyer werd op acht kilometer afstand door de Franse torpedobootjager Kersaint onder vuur genomen met 436 granaten, zonder veel effect. Pas toen raketten afgevuurd door twee Ouragans van de Israëlische luchtmacht doel troffen, werd de torpedobootjager uitgeschakeld. Er vielen twee doden en acht gewonden. De bemanning gaf zich om 07:10 over toen de ontsnappingsroute afgesneden bleek door de Jaffa en de Eilat. Een poging het schip zelf tot zinken te brengen mislukte doordat de zeekranen vastgeroest waren. Het werd in januari 1957 door de Israëlische marine in dienst genomen als de Haifa, wat een belangrijke uitbreiding betekende van de destroyervloot.

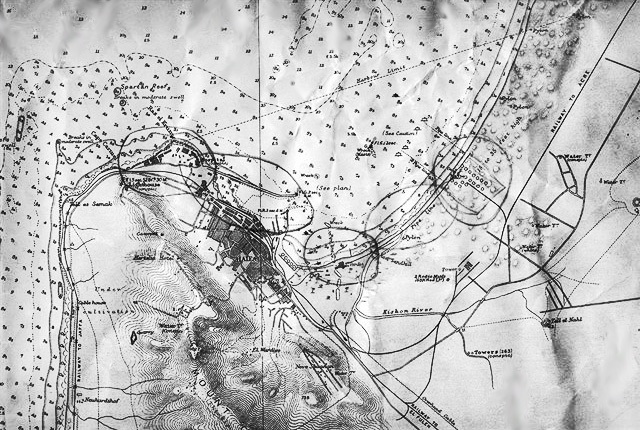
Het vuurplan van de Ibrahim al-Awal

In de avond van 31 oktober bracht de Britse kruiser Newfoundland het Egyptische fregat Damietta tot zinken aan de zuidelijke toegang van het kanaal, nadat het niet op signalen gereageerd had. Achtenzestig opvarenden werden gered.
Op 1 november brachten Franse Corsairs bij Alexandrië een Egyptische torpedoboot tot zinken en beschadigden een torpedobootjager. Op 3 november kelderden Britse vliegtuigen nog eens twee torpedoboten.
Het Britse lichte fregat HMS Crane, op patrouille bij de ingang van de Golf van Akaba, werd op 3 november bij zonsondergang beschadigd door de Israëlische luchtaanval. De vliegtuigen hadden eerst Egyptische posities aangevallen maar draaiden toen om en bestookten het Britse schip met hun boordkanonnen, raketten en lichte bommen. Toen een vliegtuig een duikvlucht inzette, opende de Crane het vuur, waarbij een Mystère geraakt werd. Drie Britse zeelui raakten gewond.
De Franse kruiser Georges Leygues, het vlaggeschip van viceadmiraal Pierre Barjot, beschoot met de torpedobootjagers Kersaint, Surcouf en Bouvet de Gazastrook.

### Politieke reactie
Pogingen om een eind te maken aan de strijd mislukten doordat de Fransen en Britten binnen de Veiligheidsraad gebruikmaakten van hun veto om zo de oorlogvoering te kunnen voortzetten. Het bijzondere was in dit geval dat de Verenigde Staten de resoluties steunden die Israël, Frankrijk en het Verenigd Koninkrijk opriepen om de oorlogsvoering te staken. Hiermee kwam de VS tegenover drie belangrijke bondgenoten te staan. Ook zorgde dit ervoor dat de VS samen met de Sovjet-Unie tegenover Frankrijk en het Verenigd Koninkrijk kwamen te staan; op diplomatiek vlak een unieke gebeurtenis. De leider van de Sovjet-Unie, Chroesjtsjov, stelde zelfs voor om samen met de VS Frankrijk en het Verenigd Koninkrijk aan te vallen als zij zich niet terugtrokken. Zo ver wilden de Verenigde Staten echter niet gaan.
In Engeland ondersteunde in het begin volgens sommige opiniepeilingen een kleine meerderheid van de bevolking de acties. Die meerderheid omvatte vermoedelijk ook het grootste deel van de, vrij nationalistische, arbeidersklasse die de natuurlijke basis vormde van de Labour Party. Onder de gedurende de jaren vijftig steeds beter opgeleide en progressievere jeugd echter, riep de oorlog meteen heftige negatieve reacties op. Op 4 november was er een massale demonstratie tegen de oorlog op Trafalgar Square die eindigde in gevechten met de politie, wat het Britse kabinet diep verontrustte. Er waren zulke felle debatten op de British Broadcasting Corporation dat de regering overwoog de omroep maar onder directe overheidscontrole te stellen.
Zeer negatief was ook de reactie van een deel van de conservatieve elite. Het was Eden niet gelukt na juli in de publieke opinie een gevoel van urgentie te handhaven. Voorspellingen dat de Egyptenaren niet in staat zouden zijn het kanaal draaiende te houden, bleken onjuist te zijn. De Westerse scheepvaart, inclusief de vitale olietransporten, werd niet belemmerd. De situatie werd dus niet ervaren als een escalerende "crisis" die zich in een oorlog zou moeten ontladen. Eden had niet getracht in zijn eigen partij een consensus op te bouwen maar de opzet en voorbereiding van de operatie voor zoveel mogelijk mensen geheim gehouden. Nu werd men plotseling geconfronteerd met een Israëlische agressie die als een doorzichtig excuus gebruikt werd voor een ingrijpen. De sociaal-conservatieve vleugel van de Tories had een sterk ontwikkeld nationaal eergevoel dat zich geschoffeerd voelde door een achterbakse samenzwering met verachte Fransen en zionisten. Een oorlog alleen om straatarme Egyptenaren wat vaartgelden te onthouden leek hun een overdreven vertoon van imperialistische machtspolitiek. Nog voor de landingen begonnen, begreep Eden dat zijn positie als premier onhoudbaar geworden was. Op 2 november zond Lord Mountbatten hem een brief waarin hij aandrong maar helemaal van de landingen af te zien om de politieke schade voor het land beperkt te houden.
in Frankrijk was het verzet veel minder. Op 30 oktober werd het beleid van de regering bevestigd door een motie van goedkeuring die door alle partijen ondersteund werd, behalve de communisten en poujadisten.

## Einde van de oorlog
De VS hielden de ontwikkelingen nauwgezet in de gaten. De Israëlische acties op 29 oktober werden gefotografeerd door een Lockheed U-2 spionagevliegtuig bestuurd door Francis Gary Powers. De U-2's opereerden van Turkije uit. De Amerikaanse Zesde Vloot, met de vliegkampschepen USS Randolph, USS Coral Sea en USS Antietam, schaduwde de invasiemacht en bewoog zich op 3 november er zelfs ten zuiden van, wat de Britten zeer zenuwachtig maakte. Het bleek echter dat ze de evacuatie van nog meer Amerikaanse burgers wilde dekken. De destroyers USS Sumner en USS Charles S. Sperry pikten wat Amerikanen op in Port Said. Op 1 en 2 november hadden de USS Chilton, USS Fort Snelling en USS Thuban al 1056 volwassenen en 480 kinderen geëvacueerd uit Alexandrië. In de nacht van 4 op 5 november trok de Zesde Vloot zich weer terug. Amerikaanse schepen kruisten ook voor de Israëlische kust. De Amerikanen trokken een amfibische landingsmacht samen op Kreta. Verder werd de 306th Bomb Wing, uitgerust met Boeing B-47 bommenwerpers en gestationeerd in Marokko, op 26 oktober samen met het hele USAF Stratigic Command in staat van paraatheid gesteld.
In ongeveer dezelfde periode speelde de Russische inval in Hongarije. De VS verweten de Sovjets zonder recht een land binnen te vallen en konden zodoende, op het wereldtoneel, dan ook anderzijds niet de Brits-Franse inval in Egypte goedkeuren. Dus dwong president Eisenhower de landen tot een staakt-het-vuren. Hierbij werd het Verenigd Koninkrijk ook onder druk gezet, door een Amerikaanse dreiging de koers van het Britse pond sterling te laten dalen door deze munt op grote schaal te verkopen. Inmiddels had de Sovjet-Unie de zijde van Egypte gekozen en eiste ook een staakt-het-vuren. Bovendien vonden de grotere landen in het Britse Rijk, namelijk Canada en Australië, dat het Commonwealth niet gebruikt mocht worden voor puur Britse belangen.
Een eerste oproep tot wapenstilstand door de VN werd op 2 november door Egypte aanvaard. Op 3 november aanvaardde ook Israël maar tegen strenge voorwaarden en vrijwel meteen verwierp men weer. Het VK en Frankrijk wezen het af. Een staakt-het-vuren werd bereikt op 5 november, waarna zowel de Britse als Franse troepen een buffer vormden tussen Egypte enerzijds en Israël, dat grote stukken van Egypte bezet hield, anderzijds. De Britten en Fransen overwogen alsnog Operation Verdict uit te voeren, een vervolgfase van Musketeer: de Britten zouden langs de westoever van het kanaal oprukken en de Fransen langs de oostoever om elkaar te ontmoeten bij Moascar. Luchtlandingen zouden worden uitgevoerd bij Avu Sweir en Port Suez om de aftocht van de Egyptische troepen af te snijden. Ruim twee weken later echter, op 21 november, trokken de westerse machten tot 21 december hun troepen terug in Operation Harridan en Operation Lobster. De evacuerende inschepingen begonnen op 8 december. De Franse vliegtuigen in Israël werden op 14 november in het geheim weer in de oude kleuren opgespoten en toen via Cyprus naar Frankrijk gevlogen.
De Canadese minister van Buitenlandse Zaken Lester B. Pearson kwam met het voorstel de machten te scheiden met troepen van de Verenigde Naties als buffer. Dit was de eerste keer dat de VN als vredeshandhaver optrad. Later kreeg Pearson de Nobelprijs voor de Vrede voor deze rol. De Franse en Britse 'buffertroepen' werden vervangen door de United Nations Emergency Force (UNEF). De troepen die zich rondom het kanaal bevonden werden als eerste vervangen. Hierna trok Israël zich, gedeeltelijk, terug uit de Sinaï, waarna ook daar troepen van de UNEF observatieposten inrichtten. De UNEF bevond zich overigens alleen op Egyptisch grondgebied, aangezien Israël de aanwezigheid van deze macht op zijn grondgebied afwees. Israël probeerde eerst aan de rest van de Sinaï vast te houden maar zag zich in maart 1957 gedwongen het gebied op te geven. De vrije doorvaart voor alle schepen werd in mondelinge diplomatieke toezeggingen door de VS gegarandeerd. UNEF begon ook de Gazastrook te controleren om infiltraties tegen te gaan en nam posities in bij Sjarm-al-Sjeich. Hoewel daarover geen formeel verdrag werd gesloten, werd de Sinaï de facto gedemilitariseerd. Nasser respecteerde dit en de tien jaar na 1957 waren voor Israël een van de rustigste periodes aan de westelijke grens. De wapenwedloop tussen Egypte en Israël versnelde echter slechts; Israël kreeg de indruk omringd te zijn door een vijandige coalitie met Sovjetsteun en hiermee was de voedingsbodem gelegd voor een nieuw conflict: de Zesdaagse Oorlog. Egypte stond in juli 1957 formeel toe dat niet-Israëlische schepen met een lading bestemd voor Israël door het Suezkanaal voeren maar van maart 1959 af werd dergelijke doorvaart feitelijk weer geblokkeerd.

## Latere gevolgen
Het falen en het uitlekken van de geheime opzet leidden tot een deuk in het imago van het Verenigd Koninkrijk en Frankrijk in de Arabische wereld. Hoewel de operatie militair een succes was, was deze diplomatiek gezien een nederlaag voor Frankrijk en het Verenigd Koninkrijk: hun status als grootmacht werd ernstig geschaad doordat zij ogenschijnlijk niet zonder hulp van Israël konden opereren, en bovendien werden zij door de gehele Verenigde Naties, inclusief de VS, veroordeeld. Naast een verandering in de relaties met de VS, leden de Brits-Franse relaties er ook onder, want midden in de gevechten waren de Britten begonnen met terugtrekken, zonder hun Franse bondgenoten te waarschuwen. Het doel van de aanval om Nasser van het toneel te verwijderen en de invloed van de Sovjet-Unie te verminderen resulteerde in zijn tegendeel. Nasser werd de grote held van het seculiere panarabisme. De relatie tussen de voormalige kolonisators en de landen van het Midden-Oosten raakte ernstig bekoeld. Hierdoor werd nog eens bevestigd dat de rol van het Verenigd Koninkrijk en Frankrijk als grootmachten op het wereldtoneel was uitgespeeld en de Verenigde Staten en de Sovjet-Unie de dienst uitmaakten. De Britse minister-president Anthony Eden moest aftreden. In maart 1957 werden de troepen volledig teruggetrokken.
De Sovjet-Unie had, door Egypte te steunen, een bondgenoot gekregen in het Midden-Oosten. De hele regio raakte daardoor betrokken in de Koude Oorlog. Dit bondgenootschap zou standhouden tot juli 1972, toen de Egyptische president Anwar Sadat plotseling met de Sovjet-Unie brak en alle militaire adviseurs van dat land uitwees.

## Belangrijkste personen
- David Ben-Gurion, premier van Israël.
- Nikita Chroesjtsjov, secretaris-generaal van de Communistische Partij van de Sovjet-Unie.
- Moshe Dayan, bevelhebber Israëlisch leger.
- John Foster Dulles, minister van Buitenlandse Zaken van de Verenigde Staten.
- Anthony Eden, premier van Groot-Brittannië.
- Dag Hammarskjöld, secretaris-generaal van de Verenigde Naties.
- Guy Mollet, premier van Frankrijk.
- Gamal Abdel Nasser, president van Egypte.